# Armorial des familles de Picardie
- certaines figures sont encore dans un format bitmap et doivent être vectorisées.

L'Armorial des familles de Picardie recense les armoiries des familles nobles et bourgeoises de l'ancienne province et de l'ancienne région de Picardie, sous forme de figures et de blasonnements, ainsi que les devises des familles y ayant possédé des fiefs. Certaines familles figurant dans cet armorial remontent au haut Moyen Âge, d'autres sont de noblesse beaucoup plus récente (XIXe siècle).

Blason de la Picardie (1640).
Blasonnement : écartelé d’azur à trois fleurs de lys d’or, et d’argent à trois lionceaux de gueules
Les armes de la Picardie ont été établies à partir des armes de la « nation picarde » de l'université de Paris qui nous sont connues par des sceaux datant du XVI. Les fleurs de lys symbolisant l'appartenance au royaume de France, les lions rappelant les liens de la Picardie avec des provinces du nord : Flandre, Brabant, Hainaut, Luxembourg.

## Familles comtales au Moyen Âge
| Image | Nom de la famille, blasonnement et devise | Périodes d’apparition et disparition         | Titre(s) et domaine(s) d'origine                                             |
| --- | --- | -------------------------------------------- | ---------------------------------------------------------------------------- |
| | Comtes d'Amiens - Blasonnement : De gueules à trois chevrons de vair. | 838-1191                                     | Comtes d'Amiens                                                              |
| | Comtes d'Aumale - Blasonnement : D'argent à la bande de gueules chargée de trois besants d'or. | Au Xe siècle. Éteinte au XIXe siècle.        | Comtes puis ducs d'Aumale                                                    |
| | Comtes de Boulogne - Blasonnement : D'or è trois tourteaux de gueules. | 853 - 1477                                   | Comtes Boulogne                                                              |
| | Comtes de Clermont - Blasonnement : De gueules semés de trèfles d'or, à deux bars adossés du même, brochants sur-le-tout. | avant 1023                                   | Comtes de Clermont                                                           |
| | Comtes de Guînes Vairé d'or et d'azur. |                                              |                                                                              |
| | Comtes de Ponthieu - Blasonnement : D'or à trois bandes d'azur, à la bordure de gueules . | Au VIIIe siècle. Éteinte au XVe siècle.      | Comtes et souverains de Ponthieu, avoué de Saint Valery et de Saint Riquier. |
| Blason famille fr de Saint-Pol Campdavaine · Blason famille fr de Chatillon-Saint-Pol · Blason famille fr de Luxembourg | Comtes de Saint-Pol - Blasonnement de la famille Campdavaine : D’azur, à la gerbe d’avoine d’or., - Blasonnement de la famille de Châtillon-Saint-Pol : De gueules à trois pals de vair ; au chef d'or chargé d'un lambel d'azur. - Blasonnement de la famille de Luxembourg-Saint-Pol : D'argent au lion de gueules, la queue nouée, fourchée et passée en sautoir, armé, couronné et lampassé d'or. | XIe siècle - XVIIIe siècle.                  | Comtes de Saint-Pol                                                          |
| | Comtes de Soissons - Blasonnement : D'or, au lion léopardé de gueules, armé d'or et lampassé d'azur, à la bordure du deuxième. | Au IXe siècle. Éteinte au XVIIIe siècle.     | comtes de Soissons, paires de Picardie                                       |
| | Comtes de Valois - Blasonnement : De gueules à trois chevrons de vair. - Blasonnement des comtes capétiens de Valois : D'azur semé de fleurs de lys d'or et à la bordure de gueules - Supports : deux lévriers - Devise : INTER MILITES | 895 - 1793                                   | comte d'Amiens, comte de Vexin, comte de Valois                              |
| | Comtes de Vermandois - Blasonnement : Échiqueté d'or et d'azur. | Avant le IXe siècle. Éteinte au XIVe siècle. | Issu de la maison de France comte de Vermandois avoué d'Amiens               |
| | Comtes de Vexin - Blasonnement : De gueules à trois chevrons de vair. - Supports : deux lévriers - Devise : INTER MILITES | 790 - 1108                                   | comte d'Amiens, comte de Vexin, comte de Valois                              |

## Principautés ecclésiastiques
| Image | Blasonnement et devise | Périodes d’apparition et disparition | Titre(s) et domaine(s) d'origine |
| ----- | --- | ------------------------------------ | -------------------------------- |
|       | Évêques-comtes de Beauvais - Blasonnement : D'or, à la croix de gueules, cantonnées de quatre clés du même, adossées deux à deux.                                | Fin du Xe siècle - Éteinte en 1789   | Évêque et comte de Beauvais      |
|       | Abbés-comtes de Corbie - Blasonnement : D'or, à la crosse épiscopale d'azur, accostée de deux clefs adossées de gueules; au corbeau de sable brochant en pointe. | Éteinte en 1789.                     | Abbé et comte de Corbie          |
|       | Évêques-ducs de Laon - Blasonnement : D'azur, semé de fleurs de lys d'or, à la croix d'argent, chargée d'une crosse de gueules.                                  | Éteinte en 1789.                     | Evêque et duc de Laon            |
|       | Évêques-comtes de Noyon - Blasonnement : D'azur, semé de fleurs de lys d'or, à deux crosses d'argent, adossées, brochantes sur le tout.                          | Éteinte en 1789.                     | Evêque et comte de Noyon         |

## Armorial des grands fiefs picards par comtés

### Comté d'Amiens
| Figure | Nom de la famille et blasonnement |
| ------ | --- |
|        | Famille de Boves - Blasonnement : De gueules à la bande coticée d’or - Blasonnement de la Maison de Coucy : Fascé de vair et de gueules, à la cotice d'or, brochant sur-le-tout. |
|        | Maison de Clermont - Blasonnement : De gueules semés de trèfles d'or, à deux bars adossés du même, brochants sur-le-tout - On trouve également : d'azur à cinq gerbes de blé d'or disposées en croix. |
|        | Famille de Picquigny, - Blasonnement : Fascé d'argent et d'azur, à la bordure de gueules. |
|        | Maison Tyrel de Poix , - Blasonnement : « Écartelé : aux 1 & 4, d’or, à un vol de gueules (Poix); aux 2 & 3, de gueules à la bande d’argent, accompagnée de six croisettes recroisettées d’or, rangées en orle. » - On trouve également : D'argent, à la croix de gueules frettée d'or. - Devise : « Sine Timore » |
|        | Maison de Vermandois - Blasonnement : Échiqueté d'or et d'azur. |
|        | Famille de Wignacourt (Vignacourt) - Blasonnement : D'argent à trois fleurs de lis au pied nourri de gueules. |

### Comté de Ponthieu
| Figure | Nom de la famille et blasonnement |
| ------ | --- |
|        | Comte de Ponthieu - Blasonnement : D'or à trois bandes d'azur, à la bordure de gueules. |
|        | Maison d'Abbeville - Blasonnement : D'or à trois écussons de gueules |
|        | Maison d'Auxy (Auxi-le-Château) - Blasonnement : Échiqueté d'or et de gueules. |
|        | Famille de Bailleul D'hermine à l'écusson de gueules., |
|        | Famille de Boubers et de Boubers d'Abbeville-Tunc - Blasonnement : Écartelé au 1 d'or à trois fasces de gueules à une branche de gui de chêne de sinople brochant sur les fasces (Walbert) au 2 d'or à trois bandes de gueules (Ponthieu ancien) au 3 d'argent à trois écussons de gueules (Boubers) au 4 d'or à la croix de sable ch de cinq coquilles d'argent (Rayneval-Bernâtre) Sur le tout d'or à trois écussons de gueules (Abbeville-Boubers-Tune) - Supports : deux tritons sonnant de la conque marine au naturel. - Cri : ABBEVILLE ! - Devise : SANS AYDE et FIDELIOR IN ADVERSIS. |
|        | Famille Cannesson - Seigneurs de Bellifontaine, de Gransard, de Bretel, de Estamenil, de Bicour, de Quemcour, de Hanchy, du Mortier, et de Faveille). - Blasonnement : D'azur, à trois couronnes d'or - Supports : Deux lions - Devise : Spero in deum - Premier membre : Raoul Cannesson, Ecuyer en 1251 à la VIIe Croisade. - Maintenue : par Hierosme Bignon et Louis de Bernage, intendants de la Généralité d'Amiens en 1699. |
|        | Famille de Cayeux (Cayeux-sur-Mer) - Blasonnement : Parti d'or et d'azur à la croix ancrée de gueules brochant sur le tout. - Autre blasonnement : Parti de gueules et d'argent à la croix ancrée de l'un en l'autre. |
|        | Famille de Fontaines (Fontaine-sur-Somme) - Blasonnement : D'or à trois écussons de vair., |
|        | Maison de Saint Valery (Saint-Valery-sur-Somme) - Blasonnement : D'azur fretté d'or entresemé de fleurs de lis du même |
|        | Maison de Vismes (Vismes) - Blasonnement : D'azur fretté d'or entresemé de fleurs de lis du même. - Seigneurie de Vismes : D'argent, au chevron de gueules, accompagné en chef de deux étoiles d'or et en pointe d'un croissant du même, ) |

### Comté de Soissons
| Figure | Nom de la famille et blasonnement |
| ------ | --- |
|        | Maison de Coucy - Blasonnement : Fascé de vair et de gueules de six pièces, à la cotice d'or, brochant sur-le-tout. - Supports : 2 lions d’or - Cimier : un lion issant d’or - Devise : « Roi ne suis, ne prince, ne duc, ne comte aussi, je suis sire de Coucy » - Cris de guerre : « Coucy à la merveille ! » et « Notre Dame aux seigneurs de Coucy ! » |
|        | Famille de Moreuil-Soissons - Blasonnement : D'azur semé de fleurs de lis d’or, au lion naissant d'argent brochant. - Origine : Soissonnais - Santerre |
|        | Famille Sezille ou Sezylle - Blasonnement : D'azur, au chevron d'argent, accompagné en chef de deux étoiles ou roses d'or (alias : 2 roses d’argent) et en pointe d'une coquille du même. - Origine : Soissonnais |
|        | Comtes de Soissons - Blasonnement : D'or, au lion léopardé de gueules, armé d'or et lampassé d'azur, à la bordure du deuxième. |

### Comté de Valois
| Figure | Nom de la famille et blasonnement |
| ------ | --- |
|        | Famille de Creil - Blasonnement : D’azur, à un chevron d’argent (d'or), chargé de trois molettes d’éperon de sable, accompagné de trois roses du second (d’or), deux en chef et une en pointe - Yves de Creil (944) - Famille éteinte au XVIIIe siècle |
|        | Famille des Friches-Doria - Blasonnement : Écartelé au 1 et au 4 d'azur, à la bande d'argent, chargée de trois défenses de sanglier de sable, accompagnée de deux roues à quatre rais du second émail; au 2 et au 3, coupé d'or et d'argent, à l'aigle de sable languée, membrée et couronnée de gueules, brochante - Pierre des Friches (1472) - Preuve de noblesse depuis Arnaud des Friches, écuyer, lieutenant-général au bailliage de Senlis (1498). - Artus des Friches, seigneur de Brasseuse épousa, en 1609, Catherine Doria. |
|        | Famille de Noüe - Château de Noüe - Blasonnement : Échiqueté d'argent et d'azur ; au chef de gueules - Guillaume de La Noüe (1308) |
|        | Famille de Senlis et Le Bouteiller de Senlis - Blasonnement : Écartelé d’or et de gueules (plusieurs autres blasonnement). - Raoul Ier de Senlis (887), premier seigneur de Chantilly et d’Ermenonville. - Famille éteinte au XVIIe siècle. |
|        | Comtes de Valois - Blasonnement : De gueules à trois chevrons de vair. - Blasonnement des comtes capétiens de Valois : D'azur semé de fleurs de lys d'or et à la bordure de gueules - Supports : deux lévriers - Devise : INTER MILITES (895 - 1793) |

### Comté de Vermandois
| Figure | Nom de la famille et blasonnement |
| ------ | --- |
|        | Maison capétienne de Vermandois - Blasonnement : Échiqueté d'or et d'azur. |
|        | Famille de Boves - Blasonnement : De gueules à la bande coticée d’or - Blasonnement de la Maison de Coucy : Fascé de vair et de gueules.                                                                  |
|        | Maison de Clermont-Nesle - Blasonnement : De gueules semés de trèfles d'or, à deux bars adossés du même, brochants sur-le-tout - On trouve également:d'azur à cinq gerbes de blé d'or disposées en croix. |
|        | Maison de Ham - Blasonnement : D'or à trois croissants de gueules. |
|        | Famille de Moreuil-Soissons - Blasonnement : D'azur semé de fleurs de lis d’or, au lion naissant d'argent brochant.                                                                                       |
|        | Maison de Roye - Blasonnement : De gueules, à la bande d'argent. - Cimier : Une tête de sanglier d'argent, issant d'une couronne du même.                                                                 |

### Comté de Vexin
| Figure | Nom de la famille et blasonnement |
| ------ | --- |
|        | Maison de Chaumont-Quitry - Blasonnement : Fascé d'argent et de gueules de huit pièces. - Autre blasonnement : Écartelé, aux 1 et 4 d'azur semé de fleurs de lys d'or au lambel d'argent ; aux 2 et 3 fascé d'argent et de gueules de huit pièces. - Devise : FURIBUNDI CALVIMONTENSES. - Guillaume de Chaumont, chevalier, fait prisonnier par les Anglais en 1119 - Filiation établie depuis 1359. - Origine : Vexin |
|        | Famille de Trie - Trie-Château - Blasonnement : D'or à la bande d'azur. - Famille issue de la Maison de Chaumont-en-Vexin : Guillaume II « Aiguillon » de Chaumont dit « de Trie » (1 126). - Origine : Vexin |
|        | Comtes de Vexin - Blasonnement : De gueules à trois chevrons de vair. - Supports : deux lévriers - Devise : INTER MILITES |

### Beauvaisis
| Figure | Nom de la famille et blasonnement |
| ------ | --- |
|        | Famille d'Abancourt - Blasonnement : D'argent à une aigle de gueules, becquée et membrée d'or. - Cimier : une tête de More sur la pointe d’une lance. - Supports : deux lions de gueules.                           |
|        | Évêque et comte de Beauvais - Blasonnement : D'or à la croix de gueules, cantonnées de quatre clés du même, celles à senestre contournées.                                                                          |
|        | Comte de Blois et de Clermont - Blasonnement : D'azur à la bande d'argent, côtoyée de deux cotices d'or |
|        | Maison de Clermont-en-Beauvaisis - Blasonnement : De gueules semés de trèfles d'or, à deux bars adossés du même, brochants sur-le-tout - On trouve également : d'azur à cinq gerbes de blé d'or disposées en croix. |
|        | Famille de Pas de Feuquières - Blasonnement : De gueules au lion d'argent. - variante : armé et lampassé d'or |

### Laonnois et Thiérache
| Figure | Nom de la famille et blasonnement |
| ------ | --- |
|        | Maison de Coucy - Blasonnement : Fascé de vair et de gueules de six pièces, à la cotice d'or, brochant sur-le-tout. - Supports : 2 lions d’or - Cimier : un lion issant d’or - Devise : « Roi ne suis, ne prince, ne duc, ne comte aussi, je suis sire de Coucy » - Cris de guerre : « Coucy à la merveille ! » et « Notre Dame aux seigneurs de Coucy ! » |
|        | Famille de Crécy - Blasonnement : D'argent au lion de sable couronné d’or, armé et lampassé de gueules à l‘orle engrêlée du même - Renaud de Crécy, chevalier (1190) - Famille éteinte à la fin du XVIIIe siècle. - Origine : Bourgogne - Laonnois |
|        | Famille de Foucault - Blasonnement : D'or, à la croix ancrée de sable, soutenue par deux lions affrontés du même, lampassés et armés de gueules. - Supports : deux sauvages armés de massues - Cimier : écu timbré d'un casque orné de ses lambrequins dt sommé d'une couronne de comte - Devise : - Cris de guerre : « Ores a eux ! » - Origine : Gâtinais, Lorraine, Laonnois |
|        | Maison de Guise - Blasonnement des seigneurs et comtes de Guise : coupé et parti en 3, au premier fascé de gueules et d'argent, au second d'azur semé de lys d'or et au lambel de gueules, au troisième d'argent à la croix potencée d'or, cantonnée de quatre croisettes du même, au quatrième d'or aux quatre pals de gueules au cinquième parti d'azur semé de lys d'or et à la bordure de gueules, au sixième d'azur au lion contourné d'or, armé, lampassé et couronné de gueules, au septième d'or au lion de sable armé et lampassé de gueules, au huitième d'azur semé de croisettes d'or et aux deux bar d'or. Sur le tout d'or à la bande de gueules chargé de trois alérions d'argent le tout brisé d'un lambel de gueules. - Origine : Lorraine - Vermandois |
|        | Famille de Marle - Marle - Blasonnement : D'argent à la bande de sable chargée de trois molettes à cinq 5 rais du premier. - Henri Le Corgne, dit de Marle, Chancelier de France en 1413 - Famille éteinte au XVIIIe siècle. - Origine : Thiérache |
|        | Famille de Roucy - Blasonnement : burelé d'argent et de gueules de dix pièces - Origine : Champagne - Laonnois - Tardenois |
|        | Famille de Ville - Blasonnement : D'argent à la bande de gueules. |

## Armorial des familles nobles et notables par ordre alphabétique
| Accès direct dans l'index alphabétique de la liste                                                    |
| --- |
| A · B · C · D · E · F · G · H · I · J · K · L · M · N · O · P · Q · R · S · T · U · V · W · X · Y · Z |

### A
| Figure | Nom de la famille et blasonnement |
| ------ | --- |
|        | Famille d'Abancourt - Blasonnement : D'argent, à une aigle de gueules, becquée et membrée d'or, les ailes étendues.. - Autres blasonnements : - D'argent, une aigle de gueules, becquée, armée et membrée d'or, à la barre brochant sur le tout. - De gueules, à une aigle d'argent (Normandie). - Cimier : une tête de More sur la pointe d’une lance. - Supports : deux lions de gueules. - Adrien d’Abancourt, seigneur d’Abancourt et de Courcelles († 1455) - Claude d'Abancourt, chevalier, seigneur de Rouvre, gentilhomme de la Maison du roi, brigadier des armées de Sa Majesté (1655). - Origine : Beauvaisis |
|        | Famille d'Abancourt de Maucomble - Blasonnement : D'argent, à une aigle de gueules, becquée et membrée d'or et une barre d'azur brochant sur le tout - Jean « Bâtard d’Abancourt », légitimé par le roi Louis XII en 1508, maintenu noble en 1510, seigneur de Maucomble - Origine : Beauvaisis |
|        | Maison d'Abbeville - Blasonnement : D'or à trois écussons de gueules, posés 2 et 1 - Origine : Beauvaisis |
|        | Famille d'Aboval - Bacouel-sur-Selle - Blasonnement : D’azur à trois merlettes d’argent rangées en chef'. - Cimier : une aigle. - Supports : deux sauvages au naturel. - Famille connue au début du XVIe siècle. - Origine : Picardie |
|        | Famille d'Acheux et d'Acheux de Saint-Maixent' - Acheux-en-Vimeu - Blasonnement : D'argent à la croix ancrée de sable - Autre blasonnement : D'argent à une croix ancrée de sable, parti aussi d'argent à une aigle au vol éployé de sable. - Louis d'Acheux (fin XVe siècle) - Jacques d'Acheux, écuyer, seigneur de Plouich, mort en 1581 - Anne d'Acheux, écuyer, seigneur de Saint-Maixent (1646) - Geoffroy d'Acheux, écuyer, seigneurr de Saint-Maixent, maintenu dans sa noblesse par jugement en 1698 - Louis-Paul d'Acheux, écuyer, seigneur de Saint-Maixent. né en 1767. |
|        | Famille Acloque d'Hoquincourt - Blasonnement : Tiercé en fasce, au 1 de gueules à un lys de jardin au naturel senestré d'un chien couché d'argent moucheté de sable ; au 2 d'azur au chevron d'or accompagné de 3 cloches du même ; au 3 d'or à 2 épées de sable posées en sautoir'. - Famille anoblie par lettres de Louis XVIII en 1814, et créé baron avec majorat en 1821. - Origine : Picardie |
|        | Famille d'Aguilcourt - Aguilcourt - Blasonnement : Parti : au 1) de gueules à la croix tréflée d’argent, au 2) d’or au lion d’azur. |
|        | Famille d'Aigneville - Aigneville - Blasonnement : D’argent à une orle d'azur'. - Supports : deux griffons - Cimier : une sirène - Guillaume d'Aigneville, chevalier, mayeur de Maisnières (1218) - Pierre d’Aigneville (1460) - Jean d’Aigneville, écuyer, seigneur de Millencourt, épouse en 1516 Antoinette Le Ver dont sont issues deux branches : - branche aînée, seigneur de Millencourt jusqu'au XVIIIe siècle et branche cadette, seigneur de Flamecourt (XVIe siècle) puis de Boisville et de Romaine (XVIIe siècle) - Famille éteinte - Origine : Vimeu |
|        | Maison d'Ailly puis d'Ailly d'Annebault - Ailly-le-Haut-Clocher - Blasonnement : De gueules à deux branches d'alisier d'argent passées en double sautoir, au chef échiqueté d'argent et d'azur. - Waldemar d'Ailly, chevalier, seigneur de Brich (XVe siècle) - Robert III d’Ailly (v. 1305-1384), chevalier, seigneur d'Ailly-le-Haut-Clocher, Boubers et Fontaine-sur-Somme, seigneur de Picquigny, vidame d'Amiens. - La famille d'Ailly d'Annebaut est une branche cadette de la famille d'Ailly qui disparut par le mariage, le 14 janvier 1620, de Claire Charlotte Eugénie d'Ailly avec Honoré d'Albert'. |
|        | Famille d'Ainval - Blasonnement : D'argent à un chef émanché de gueules et une bande d'azur accostée de deux cotices du même brochant sur le tout, accompagnée en chef d'une molette d'éperon aussi d'azur reposant sur l'argent'. - Claude d'Ainval, écuyer, seigneur de Domfront (1550) - Jacques d’Ainvai, Chevalier, seigneur de Fretoy, capitaine d'infanterie (1710) - Louis d'Ainval de Braches, page de la Petite Écurie du roi en 1730 - Jean-Frédéric d’Ainval, écuyer, seigneur de Beaulieu, capitaine au régiment de la Tour (1745) - Charles-Félix d’Ainval, chevalier, seigneur du Fretoy, capitaine au régiment d'Abbeville (1778). - Origine : Picardie |
|        | Famille d'Airaines. - Blasonnement : D'argent à trois fasces de gueules - Godard d'Airaines, chevalier (1100) - Raoul d'Airaines, chevalier, seigneur d'Airaines (1209) - Hues d'Airaines, sire de Saint-Maxent (1279) - Jean d'Airaines (dit Lionel), chevalier, servant en 1369 dans une compagnie d'hommes d'armes sous le commandement du maréchal de Sancerre - Lionel d'Airaines, seigneur de Rambures (pour partie), chargé de la garde des frontières du Boulonnais et de l'Artois en 1405. - Origine : Vimeu |
|        | Maison d'Albert de Luynes - Blasonnement (armes anciennes) : burellées d'argent et de gueules de dix pièces. - Blasonnement selon Henri Jougla de Morenas : Écartelé aux 1 et 4 d'or au lion de gueules, armé, lampassé, couronne d'azur; aux 2 et 3 de gueules à 9 mascles d'or posées 3, 3, 3. - Armes modernes : Écartelé aux 1 et 4 d'azur, 4 chaînes d'argent posées en sautoir et aboutissant en abîme à un anneau d'argent; aux 2 et 3 d'or au lion de gueules. armé, lampassé, couronné d'azur; sur le tout d'or à 4 pals de gueules et 3 chevrons d'argent brochant sur le tout'. - Blasons différents selon Dubuisson : - seigneurs de Luynes, de Chevreuse et de Montfort : d'or au lion couronné de gueules. - seigneurs de Luynes, de Chevreuse, de Dunois et de Noyers : écartelé, au 1 et 4 d'or au lion couronné de gueules (sui est de Chevreuse) et au 2 et 3 contre écartelé au 1 et 4 d'azur aux trois fleurs de lys d'or et au baton de gueules péri en bande et à la bordure de gueules (qui est de Bourbon-Soissons), au 2 et 3 d'or à la croix de gueules cantonnée de seize alérions d'azur ordonnés 2 et 2, sur le tout d'argent au lion de gueules armé, lampassé et couronné d'or (qui est de Montmorency-Luxembourg) et sur le tout du 2 et 3 de gueules au pal d'argent chargé de trois chevrons de sable (qui est de Neuchatel). - seigneurs d'Ailly, de Chaulnes et de Picquigny : de gueules à deux branches d'alizier d'argent passées en sautoir, chargé du haut d'un écusson d'or au lion couronné de gueules, au chef échiqueté d'argent et d'azur de trois traits. - Origine : Toscane - Comtat Venaissin (1409) |
|        | Famille d'Alcantara de Querrieu - Querrieu - Blasonnement : Coupé : d'argent à un chêne de sinople devant lequel passe un lion léopardé d'azur ; et d'azur à une étoile à dix rais d'or ; à la bordure d'or chargée de dix têtes de dragons d'azur, lampassées de gueules. - Supports : deux léopards lionnés. - Cimier : un panache de six plumes d'autruche d'or et d'azur'. - En 1878, Marie-Thérèse de Gaudechart, épouse du comte Alvar d'Alcantara, hérita de la propriété et du château de Querrieu. - Origine : Tournaisis (Belgique) |
|        | Famille d'Amerval - Liancourt-Fosse - Blasonnement : D'argent à trois tourteaux de gueules., - Cri : « Boulogne ! » - Devise : « En angoisse je languis » - Branche aînée : Jean d'Amerval, dit Maillet, écuyer, seigneur de Doingt et Amerval (1407) - Philippe d'Amerval, chevalier, seigneur d'Asservilliers, capitaine de Cavalerie (1680) - Alexandre d'Amerval, chevalier, seigneur d'Asservilliers, capitaine des dragons, chevalier de l'ordre de Saint-Louis dit « marquis d'Amerval » - Jean-Louis d'Amerval, dit « baron d'Amerval », capitaine au régiment de Calmis, chevalier de l'ordre de Saint-Louis, vivant en 1789. - Branche cadette : Jean d'Amerval dit « Maillefer », écuyer, seigneur de Cerfontaines (1403), branche éteinte au XVIIIe siècle. - Origine : Hainaut - Picardie (Ponthieu) |
|        | Famille d'Anvin ou d'Anvin de Hardenthun - Blasonnement : De sable à la bande d'or accompagnée de six billettes du même en orle. - Antoine d'Anvin, écuyer, seigneur de Hardentun (1637) - Jean-Baptiste-Philippe d'Anvin de Hardentun, écuyer, seigneur de Hardentun, Coudées, etc., lieutenant des armées du Roi en 1789 - famille maintenue noble en 1671 et 1699. - Origine : Picardie |
|        | Famille d'Aoust de Jumelles - Blasonnement : De sable à trois gerbes de blé d'or posées 2 et 1 - Cimier : Une chauve-souris de sable - Supports : deux lions - Devise : « Je défendrai le fruit du labeur ». - Jacques d'Aoust, bailli d'Abbeville anobli en 1452. - Origine : Picardie |
|        | Maison d'Athies - Athies (Somme) - Blasonnement : D’argent à trois fasces de sable et une bande de gueules brochant sur le tout'. - Adam d'Athies (1171) - Guy d'Athies, vice-chancelier de France (1201) - Hugues d'Athies, grand pannetier de France (1224-1233), participa à la septième croisade - Jean d'Athies, mayeur de Péronne (1259) - Gérard d'Athies, archevêque de Besançon (1391-1404) - Guérard d'Athies, capitaine du duc de Bourgogne (1421) - Famille éteinte au XVe siècle (Cf. famille de Nesle). - Origine : Picardie |
|        | Famille Aubé de Braquemont - Blasonnement : De gueules à huit losanges d'argent posés en croix'. - Quentin Aubé, seigneur de Bracquemont (1440) - Florent Aubé, écuyer, seigneur de Bracquemont, Damery, Parvilliers, etc., capitaine au régiment de Longueval, épousa en 1628 Catherine du Toc, première femme de Chambre de la reine-mère en 1643 - Louis Aubé, chevalier, seigneur de Braquemont, Damery, Parvillers, capitaine au régiment de Navarre, maintenu dans la noblesse en 1667, gouverneur de Montreuil en 1700 - Louis-Alexandre Aubé de Bracquemont, chevalier, seigneur de Bracquemont, Damery, Parvilliers, La Chavatte, mousquetaire du roi (1764) - Philippe-Honoré Aubé de Bracquemont (1740-1808), chevalier, capitaine au régiment des grenadiers en 1778, colonel en 1791 - chevalier de l'ordre de Saint-Louis. - Origine : Picardie |
|        | Famille d'Aumale - Blasonnement : D'argent à la bande de gueules chargée de trois besants d'or'. - Cimier : Une aigle essorante d'argent de profil couronnée d'une couronne fermée d'or. - Supports : une licorne d'argent et un lion d'or - Emeri d'Aumale, écuyer, seigneur d'Herselein, mort en 1425 - Philippe d'Aumale, chevalier, vicomte du Mont-Notre-Dame, tué à la Bataille de Pavie en 1525 - Jacques d'Aumale († 1708), chevalier seigneur de Moreuil, maintenu dans sa noblesse en 1699 - Charles d'Aumale (1688-1750), chevalier, Comte d'Aumale, seigneur de Moreuil, chevalier de Saint-Jean de Jérusalem, capitaine au régiment de Navarre, chevalier de l'ordre de Saint-Louis, directeur des fortifications de Lorraine, brigadier des armées du roi, lieutenant général en 1748. Origine : Picardie |
|        | Maison d'Aumont - Aumont (Somme) - Blasonnement : D'argent, au chevron de gueules accompagné de sept merlettes du même, quatre en chef, trois en pointe mal ordonnées., - Jean, sire d'Aumont, chevalier croisé (1248) - Jean d'Aumont, chevalier, sire d'Aumont, échanson du roi, tué à la Bataille d'Azincourt en 1415 - Jean d'Aumont, chevalier, sire d'Aumont, comte de Châteauroux, maréchal de France, mort au service du roi en 1595 - Antoine d'Aumont de Rochebaron, duc d'Aumont, pair et maréchal de France, capitaine des Gardes du corps du roi, mort en 1667 - Luis-Marie-Joseph d’Aumont, chevalier, duc d’Amont et de Villequier (1809-1888) - Origine : Picardie |
|        | Maison d'Auxy - Auxi-le-Château - Blasonnement : Échiqueté d'or et de gueules. - Devise : ET TOI AUXY. - Philippe d'Auxy, sire d'Auxy, pair du Ponthieu, armé chevalier par Louis IX (Saint Louis), croisé en 1267 - Jean d'Auxy, sire d'Auxy, chevalier, sénéchal du Ponthieu, tué à la Bataille de Crécy, en 1346 - David d'Auxy, chevalier, sire d'Auxy, tué à la Bataille d'Azincourt en 1415 - Jean d'Auxy, chevalier, sire d'Auxy, seigneur des Fontaines, chambellan de Philippe le Bon, duc de Bourgogne ; maître des arbalétriers du roi de France en 1461, mort en 1474 - Jean d'Auxy, chevalier, seigneur de Warelles, maître d'Hôtel du duc de Clèves Jean III (1529) - Philippe d'Auxy, écuyer, seigneur de Launois, bourgmestre de Bruges (1594) - Charles-Emmanuel d'Auxy de Neufville, chevalier, né en 1752, membre de l'état noble du Hainaut, lieutenant de la reine de Hongrie en 1774, retiré du service en 1783'. - Origine : Ponthieu - Artois - Comté de Flandre |

| Accès direct dans l'index alphabétique de la liste                                                    |
| --- |
| A · B · C · D · E · F · G · H · I · J · K · L · M · N · O · P · Q · R · S · T · U · V · W · X · Y · Z |

### B
| Figure | Nom de la famille et blasonnement |
| ------ | --- |
|        | Famille de Bailleul - Bailleul-en-Vimeu - Blasonnement : D'hermine à l'écusson de gueules,. - Famille implantée en Angleterre avec Gui de Bailleul sous le règne de Guillaume le Roux (1087 à 1100) - Jean Balliol devint roi d'Écosse (1292-1296) - Famille éteinte avec Édouard Balliol, roi d'Écosse (1367) - Origine : Vimeu |
|        | Famille de Baillon - Montdidier - Blasonnement : De sable à un fermail d’argent. - Pierre de Baillon, écuyer, seigneur de Bouvincourt et de Gannes, procureur du roi au bailliage de Montdidier en 1759. - Origine : Picardie |
|        | Famille Baudoult ou Boudoux d'Hautefeuille. - Blasonnement : D'azur au trèfle d'or - Blasonnement : D'or au chevron de gueules, accompagné de trois coquilles du même. - Supports : Deux loups - Devise : Hardi Loup. - Ancienne famille bourgeoise de Corbie : Jean-Claude Baudoult, sieur d'Hautefeuille, officier aux chevau-légers - Claude Baudoult d'Hautefeuille (1649). - Origine : Picardie |
|        | Famille de Baynast - Vimeu - Blasonnement : D'or, au chevron abaissé de gueules, surmonté de trois fasces de même. |
|        | Famille de Bazentin - Bazentin - Blasonnement : D’azur semé de fleurs de lis d’argent. - Cimier : un cygne issant d’argent, vol levé. - Huart de Bazentin, seigneur de Bazentin (1285) |
|        | Famille de Beauvais de Faverolle et de Beauvais de Vouty - Blasonnement : D'argent à la croix de sable chargée de cinq coquilles d'or, écartelé de cinq points d'argent équipottés de quatre d'azur. - Antoine de Beauvais (1514) ; son fils, Jean de Beauvais, seigneur de Faverolle. - Louis de Beauvais, frère d'Antoine de Beauvais (1493) ; son fils, Pierre de Beauvais seigneur de Vouty. - Origine : Picardie |
|        | Famille de Beauvarlet et de Beauvarlet de Moismont - Blasonnement des seigneurs de Drucat : De sable à la fasce d'argent accompagné de trois étoiles d'or en chef et d'un croissant d'argent en pointe - Blasonnement des seigneur de Bomicourt : De sable au chevron d'or accompagné de deux étoiles d'or en chef et d'un croissant d'argent en pointe - Cimier : un chien naissant de sable avec un collier de gueules bordé d'or - Supports : deux griffons d'or - Hue de Beauvarlet (1330) - Charles de Beauvarlet, écuyer, seigneur de Drucat, obtint des lettres de noblesse en avril 1676 - Eustache Beauvarlet, échevin d'Abbeville en 1569 - Nicolas Beauvarlet, chevalier, seigneur de Vaconssins, échevin d'Abbeville, maître d'hôtel du roi -Charles-Antoine de Beauvarlet, écuyer, seigneur de Humel, de Bomicourt, confirmé anobli par lettres de 1700 et 1717 - Nicolas de Beauvarlet, écuyer, seigneur de Moismont, maître des eaux et forêts - Louis-François de Beauvarlet de Moismont (né en 1767), écuyer, page de la comtesse d'Artois. - Origine : Ponthieu |
|        | Famille de Beauvoir - Blasonnement : D'azur au lion d'argent, - Cri: Wallincourt !, - Origine : Picardie |
|        | Famille de Bellefourière ou de Belleforière-Soyécourt - Blasonnement : de sable semé de fleurs de lis d'or - Cri : Bernemicourt ! - Famille héritière de la famille de Soyécourt par le mariage de Françoise de Soyécourt, en 1580 avec Ponthus de Belleforière, gouverneur de Corbie. Famille maintenue noble en 1667. Famille éteinte par le mariage de Marie Renée de Belleforière, marquise de Soyécourt, le 5 février 1682 avec Thimoléon Gilbert de Seiglière. - Origine : Artois |
|        | Famille de Belleval - Blasonnement : De gueules semé de croix recroisettées au pied fiché d'or, à la bande du même brochant sur le tout. - Timbre : couronne de marquis. - Cimier : un lion d'or. - Tenants : deux anges au naturel. - Devise : AVANT TOUT LE SENIORE. - Cri : « DIEU LE VEUT! » - Roger sire de Belleval (1180). - Famille éteinte en 1914. - Origine : Ponthieu |
|        | Famille de Belloy de Saint-Liénard - Belloy-Saint-Léonard - Blasonnement : D'argent à trois fasces de gueules. - Famille connue depuis le XIIe siècle, filiation établie depuis Enguerrand de Belloy, chevalier, sire de Belloy en 1377. - Origine : Picardie |
|        | Famille Berthe - Villers-Bocage (Somme) - Blasonnement : D'or à trois roses de gueules, feuillées de sinople. - Variante : De gueules au lion d'or. - Devise : : IN CRUCE SPES ET ROBUR. - Famille anoblie en 1647 - seigneurie de Villers-Bocage acquise en 1683 - Origine : Roye (Somme) |
|        | Famille Bertin puis de Bertin - Blasonnement : Losangé d'argent et de gueules. - Variante : Losangé d'argent et de gueules et un écusson d'azur brochant sur le tout, chargé d'un chevron d'or accompagné de trois besants du même.. - Pierre Bertin, premier lieutenant-général du bailliage de Montdidier, en 1534. Famille anoblie en 1588. Famille divisée ensuite en trois branches : Bertin d'Avesnes, Bertin des Trois Fontaines, Bertin de Saint-Maurice. Membres de la famille présents à l'assemblée de la noblesse du bailliage de Montdidier en 1789. - Origine : Picardie |
|        | Famille de Béthisy de Mézières - Mézières-en-Santerre - Blasonnement : D'azur fretté d'or. - Supports : deux lions ayant chacun un casque sur la fête sommé d'un pélican qui se perce le sein pour nourrir ses petits. - Devise : ET VlRTUS ET SANGUIS. - Jean, chevalier, seigneur de Béthisy (1375) - François de Béthisy, seigneur de Mézières (1558) - Eugène de Béthisy, marquis de Mézières (fin XVIIe siècle) - Origine : Picardie |
|        | Famille de Biencourt - Blasonnement : De sable au lion d'argent, armé, lampassé et couronné d'or. - Famille connue depuis le XIe siècle ; filiation prouvée depuis Colinet de Biencourt, seigneur de Poutrincourt (XIVe siècle) - Michel-Charles de Biencourt, chevalier, dit le marquis de Poutrincourt, capitaine au régiment de Bourbon (1768) - Adam-Séraphin de Biencourt, chevalier, dit le « Comte de Biencourt », page du roi en 1789 - Armand de Biencourt (1802-1862), chevalier, titré marquis de Biencourt - Origine : Vimeu |
|        | Famille Billard de Cheville - Blasonnement : D'azur, au chevron d'or, surmonté de la croix de Lorraine d'or, à la pointe du chevron, accompagnée de 2 croissants d'argent - Autre blasonnement : D'azur au chevron d'or surmonté d'une croix de Lorraine d'or, et accompagnée en pointe de deux croissants d'argent. - Ancelot Billard, gouverneur de Nesle au milieu du XVIe siècle - Michel Billard, capitaine des chevau-légers du duc de Lorraine, noblesse reconnue par lettres de 1600 - Henri Billard de Salins, créé chevalier par lettres du duc de Lorraine en 1634, colonel de deux régiments - Jean-Louis Billard de Cheville, chevalier, maintenu dans son titre par arrêt de 1787, capitaine de cavalerie. - Origine : Picardie |
|        | Famille de Bizemont - Blasonnement : D'azur, au chevron d'or, accompagné en chef de deux croissants d'argent, et en pointe d'une molette d'éperon d'or - Devise: Jungat stemma virtus - Mathieu de Bizemont, écuyer (1471) - Jean de Bizemont, écuyer, seigneur du Buisson (1536). - Origine : Picardie, Beauce ANF 493 - 6/6/1942 |
|        | Famille de Blin de Bourdon - Blasonnement : D'argent à trois trèfles renversés de sable surmontés de trois merlettes du même rangées en chef. - Supports : deux lévriers au naturel - Jean Blin (ou de Blin), écuyer, seigneur de Rainvillers et de Blin (XIIIe siècle) - Antoine Blin, écuyer, seigneur de Rainvilliers, épousa en 1638 Madeleine Bertin, dame de Bourdon (Somme) - Claude Blin, écuyer, seigneur de Bourdon, maintenu dans sa noblesse en 1670 - Pierre-Louis dit le « Vicomte de Bourdon » - Marie-Louis-Charles Blin de Bourdon (1782-1849), gentilhomme de la chambre du roi, colonel des Gardes nationales de la Somme, officier de la Légion d’Honneur, créé vicomte héréditaire par lettres de 1817. - Famille éteinte en 1940 par la mort d'Alexandre Blin de Bourdon ; sa fille, Madeleine Blin de Bourdon (1896-1975), épousa Charles de Vassart d'Andernay. - Origine : Beauvaisis |
|        | Famille Blocquel de Croix de Wismes - Armes anciennes : D'argent au chevron de gueules accompagné de trois merlettes de sable. - Blasonnement : D'argent à la croix d'azur. Sur le tout d'argent au chevron de gueules accompagné de trois merlettes de sable . - Jacquemart Blocquel (1416) - François Bloquel de Croix (marié en 1626) - René Antoine Blocquel de Croix de Wismes (1656-1705), écuyer - Héracle-Olivier de Blocquel de Croix de Wismes (1815-1887), baron de Wismes. - Origine : Cambrésis |
|        | Famille de Blottefière - Vauchelles-lès-Domart - Blasonnement : D'or à trois chevrons de sable. - Variante : D’argent à dix fusées de sable. posées en bande. - Colart Blottefière, écuyer (1445) - Pierre Louis de Blottefière. - Seigneur de Willencourt. - Origine : Brucamps (Ponthieu) |
|        | Famille Borel de Brétizel - Blasonnement : D'or, à six burèles d'azur. - Pierre Borel, lieutenant général au bailliage et siège présidial de Beauvais, maire de Beauvais de 1647 à 1650 - Eustache-Louis Borel, seigneur de Bretizel (Saint-Germain-sur-Bresle), auditeur à la Chambre des Comptes de Paris en 1760. - Origine : Beauvais |
|        | Famille du Bos - Blasonnement : D'argent au lion de sable, armé et lampassé d'azur. - Supports : deux lions. - Famille anoblie en 1594. - Origine : Ponthieu |
|        | Famille Bosquillon de Jenlis - Blasonnement : D'azur à trois serpettes d'argent emmanchées d'or, posées en pal 2 et 1 ; au chef chargé de trois roses de gueules. - Famille bourgeoise connue en 1508, anoblie par l'achat de charges anoblissantes : Trésorier de France (1764), Secrétaire du roi (1706). Plusieurs branches seigneurs de Bouchoir, Fay, Maignelay… Louis Bosquillon de Jenlis assista en 1789 aux assemblées de la noblesse de Montdidier. - Origine : Picardie |
|        | Famille de Boubers - Blasonnement : D'or à la croix de sable chargée de cinq coquille d'argent. - Autre blasonnement : D'argent à trois écussons de gueules,. - Filiation prouvée depuis Jean de Boubers, chevalier, seigneur de Motte-lès-Auxy (1320) - Henry-Louis de Boubers maintenu dans la noblesse en 1699. - Origine : Ponthieu |
|        | Famille de Boubers d'Abbeville-Tuncq - Blasonnement : Écartelé au 1 d'or à trois fasces de gueules à une branche de gui de chêne de sinople brochant sur les fasces (Walbert) au 2 d'or à trois bandes de gueules (Ponthieu ancien) au 3 d'argent à trois écussons de gueules (Boubers) au 4 d'or à la croix de sable ch de cinq coquilles d'argent (Rayneval-Bernâtre) Sur le tout d'or à trois écussons de gueules (Abbeville-Boubers-Tunc) - Autre blasonnement : D'or à la croix de sable, chargée de cinq coquilles d'argent. - Armes modernes : Écartelé au 1 d'or à trois fasces de gueules, et une branche de gui de chêne de sinople brochant sur le tout; au 2 d'or, à trois bandes de gueules, au 3 d'argent à trois écussons de gueules, au 4 d'or à la croix de sable chargée de cinq coquilles d'argent; sur le tout d'or à trois écussons de gueules. - Supports : deux tritons sonnant de la conque marine au naturel. - Devise: SANS AYDE et FIDELIOR IN ADVERSIS. - Cri : ABBEVILLE ! - La famille de Boubers est une branche cadette de la Maison d’Abbeville éteinte au XVe siècle. - Pierre de Boubers, écuyer, seigneur de Bernâtre (1375). - Origine : Picardie |
|        | Maison de Bouchavesnes - Bouchavesnes-Bergen - Blasonnement : De gueules à la croix engrêlée d'or ou d'or à la croix engrêlée de gueules. - Mathieu de Bouchavesnes (1177) - Famille convertie au calvinisme en 1567 - Famille expatriée - Origine : Vermandois |
|        | Famille de Boufflers - Blasonnement : D'argent à trois molettes de gueules. posées 2 et 1, accompagnées de neuf croix recroisées du même, posées trois en chef, trois en fasce, trois en pointe, ces dernières posées 2 et 1. - Maison connue depuis Enguerand de Boufflers (1150). - Origine : Ponthieu |
|        | Famille de Boulainvilliers - Blasonnement : D'argent à trois fasces de gueules. - Blasonnement branche de Dampmartin : Fascé d'argent et de gueules à la première fasce chargée d'un lion léopardé de sable. - Jean de Boulainvilliers (1318) - Famille maintenue dans la noblesse en 1667 - Origine : Bretagne - Picardie |
|        | Famille Bournel - Blasonnement : D'argent à l'écu de gueules, à l'orle de huit papegaux de sinople, becqués et membrés de gueules. - Famille éteinte |
|        | Maison de Bournonville - Bournonville - Blasonnement : De sable au lion d'argent, couronné d'or, armés et lampassé de même, la queue fourchue passée en sautoir. |
|        | Famille de Boutteville - Blasonnement ancien : D’azur au vol d’argent chargé d’un cœur du même accompagné en chef de trois étoiles et en pointe d’un croissant le tout d’argent. - Blasonnement moderne (1699 et 1824) : De sinople à la bande d'argent chargée d'un croissant de sable - Jean Boutteville, mayeur de Péronne en 1698 - Louis-Ghislain Boutetville, écuyer, seigneur du Metz, avocat en Parlement, député du tiers état du bailliage de Péronne en 1789 - Eugène-Marie-Robert Boutteville, baron de Boutteville par lettres de 1824. - Origine : Picardie |
|        | Famille Bouzier d'Estouilly - Estouilly - Blasonnement : D'or à trois bandes de vair - Supports et cimier : trois lions - Nicolas Bouziers (1540) - seigneur d'Estouilly en 1681 - Origine : Noyonnais |
|        | Famille de Boves - Blasonnement : De gueules à la bande coticée d’or. - Blasonnement de la Maison de Coucy: Fascé de vair et de gueules, à la cotice d'or, brochant sur-le-tout. |
|        | Famille de Bray - Blasonnement ancien : De sable, à un chevron engrêlé d’or. - Blasonnement moderne : D'argent au chef de gueules chargé d'un lion léopardé d'or. - Adrien de Bray (1664), marchand bourgeois d'Amiens. François-Alexandre de Bray, seigneur de Flesselles par achat de cette seigneurie en 1744 ; conseiller en la Cour des monnaies de Paris et anobli par cette fonction, en 1755. - Origine : Amiens |
|        | Maison de Breteuil - Blasonnement : D'or à la croix d'azur - Gilduin (Gelduinus) († 18 mai 1060), vicomte de Chartres (1019), comte de Breteuil en 1048 - Hugues de Breteuil, évêque de Langres de 1031 à 1049 -Gautier de Breteuil, chevalier croisé 1096, otage de Nicétas, prince des Bulgares - Erard III, comte de Breteuil, à la seconde croisade tué en janvier 1148 à la bataille du défilé de Pisidie. Famille éteinte à la fin du XIIe siècle. - Origine : Picardie |
|        | Famille Briet de Rainvilliers - Blasonnement : D'argent à un sautoir de sable cantonné de hui perroquets de sinople, becqués et membrés de gueules - Autre blasonnement : De gueules à la croix d'argent chargée de cinq mouchetures d'hermine de sable. - Devise : MALO MORI QUAM FOEDARI - François Briet, écuyer, seigneur de Hallier, ses deux fils Charles et Antoine Briet furent maintenus dans la noblesse en 1667 - Pierre Briet, écuyer, seigneur de Rainvilliers et d'Hallencourt - Philippe Briet de Rainvilliers, chevalier, seigneur de Saint-Elier (1757) - Origine : Picardie |
|        | Famille de Brimeu - Blasonnement : D'argent à trois aiglettes de gueules - Variante : D'argent à trois aiglettes de gueules becquées et membrées d'azur. - Cimier : un cygne issant d'argent becquée de gueules, les ailes levées - Origine : Ponthieu - Amiénois - Santerre |
|        | Famille de Briois de Poix - Blasonnement : De gueules à trois gerbes de blé d'or, à la bordure d'or chargée de huit tourteaux de gueules. |
|        | Famille de Buchère de L'Epinois - Blasonnement : D'argent au chevron d'azur accompagnée en chef et à dextre d'une étoile, à senestre d'un croissant, le tout d'azur; en pointe d'un mouton de sable. - Devise : FIDELIS AD MORTEM - Origine : Île-de-France |
|        | Famille Buigny - Blasonnement : D'or à la bande de gueules chargée de trois lions d'argent et accompagné de deux buissons de sinople. - Famille maintenue noble en 1697. - Origine : Picardie |
|        | Famille de Buissy - Blasonnement : D'argent à la fasce de gueules chargée de trois fermaux d'or - Cimier : un chien ailé issant. - Supports : deux lévriers d'argent colletés de gueules bordé d'or. - Devise : ATTENTE NUIT BUISSY - Thibaut de Buissy, seigneur de Buissy-Baralle (1102) - Plusieurs branches : seigneur de Long (XVIIe siècle); seigneurs de Fontaine-le-Sec; seigneur du Mesnil. - Origine : Cambrésis - Ponthieu |
|        | Famille du Bus - Blasonnement : D'azur au chevron d'argent chargé de deux (trois) trèfles de sable accompagné de trois molettes d'éperon d'or - William du Bus, chevalier, seigneur de Wailly (1270) - Famille maintenue dans la noblesse le 2 janvier 1700. - Origine : Ponthieu |
|        | Famille de Butler et Butler d'Ormond - Blasonnement : D'or au chef d'azur émanché de deux pièces et deux demies écartelé de gueules à trois coupes ouvertes d'or posées 2 en chef et 1 en pointe. - Gustave Chaix d'Est-Ange écrit que cette famille qui vint au XVIIe siècle de Galway, en Irlande, s'établir à La Rochelle comme marchands avec John Butler (né en 1641 à Galway, fils de John Butler, marchand et armateur à Galway), « revendique une origine commune avec la puissante famille irlandaise Butler ». Il ajoute « Ce ne fut seulement dans la seconde moitié du XVIIIe siècle que les représentants de cette famille Butler commencèrent à porter les qualifications nobiliaires » - En mars 1760, Louis Pierre d'Hozier, établit un certificat de noblesse irlandaise en faveur des « Sieurs Butler » au vu d' « une généalogie en langue latine certifiée et attestée le trente novembre mil sept cent cinquante par l’archevêque de Dublin » d’après laquelle ils sont issus de « Monsieur Thomas Butler, écuyer, vulgairement appelé Thomas le Noir (…) et qu’en conséquence les dits Sieurs Butler doivent être considérés comme gentilshommes d’ancienne extraction du Royaume d’Irlande ». - Branche aînée fixée en Picardie au XIXe siècle avec Charles Edouard de Butler (1791-1872), conseiller général de La Somme. - Devise : DEPRESSUS EXTOLLOR (Abattu, je me relève) - Origine : Irlande |

| Accès direct dans l'index alphabétique de la liste                                                    |
| --- |
| A · B · C · D · E · F · G · H · I · J · K · L · M · N · O · P · Q · R · S · T · U · V · W · X · Y · Z |

### C
| Figure                          | Nom de la famille et blasonnement |
| ------------------------------- | --- |
|                                 | Famille de Caix - Caix - Blasonnement : D'argent à deux croisettes de gueules en chef et deux flanchis du même en pointe - Robert de Caix (1131) - Adrien de Caix (dernière mention de cette famille : 1675). - Origine : Santerre (Famille éteinte ou ayant dérogé à la noblesse à la fin du XVIIe siècle) |
|                                 | Famille de Caix de Saint-Aymour - Corbie - Blasonnement : Écartelé : au 1 et au 4 d'or à un chevron d'azur accompagné en pointe d'un lion de gueules, au chef de même chargé d'un croissant d'argent accosté de deux étoiles de même ; aux 2 et 3 contre-écartelé, aux I et IV d'argent à trois bandes de sable au chef d'or chargé d'une aigle à deux têtes de sable* ; au II et au III d'or à une bande d'azur ; sur le tout du tout fascé de vair et de gueules. * Il y a là non-respect de la règle de contrariété des couleurs : ces armes sont fautives (sur le contre-écartelé aux I et IV : Or/Ag). - Support : à dextre, un lion ; à senestre, un porc-épic - Devise : Fortior in adversis - Claude-Alexis de Caix épousa en 1727 Marie-Jeanne Arnaut (ou Arnauld), fille du seigneur de Saint-Amour. - Charles Louis Marie Oswald Decaix (1812-1867), patronyme modifié en de Caix en 1858, puis en de Caix de Saint-Aymour en 1860, conseiller général et maire de Corbie, baron de Caix de Saint-Aymour (1816) et comte romain en 1865. - Les liens avec la famille de Caix ne reposent que sur des présomptions. |
|                                 | Famille de Calonne puis de Calonne d'Avesnes - Avesnes-Chaussoy - Blasonnement : D'argent à un lion léopardé de gueules mis en chef. - Variante : D'argent à un lion léopardé de gueules mis en chef sur une jasjure de même. - Supports : deux lions - Cimier : un lion naissant dans un vol banneret - Paul de Calonne, échevin d'Abbeville (1448-1470). Famille maintenue dans la noblesse en 1698. - Origine : Ponthieu - Vimeu |
|                                 | Famille de Cambron - Cambron - Blasonnement : Fascé de gueules et d'or de huit pièces. - Achard de Cambron (1100) - dernier membre connu :Jeanne de Cambron (1520). |
| Blason famille fr de Campdavene | Famille de Campdavaine ou Campdavène - Blasonnement : D’azur, à la gerbe d’avoine d’or., - Famille issue de Guillaume, comte de Boulogne, Montreuil et Saint-Pol († c.980) ; comtes de Saint-Pol, seigneurs d'Encre et de Lucheux jusqu'en 1205. - Origine : Ponthieu - Ternois |
|                                 | Famille Cannesson - Blasonnement : D'azur, à trois couronnes d'or. - Cimier: un cygne essorant - Supports : Deux lions - Devise : Spero in deum - Premier membre : Raoul Cannesson, écuyer en 1251 à la septième croisade. - Famille maintenue dans la noblesse par Hierosme Bignon et Louis de Bernage, intendants de la Généralité d'Amiens en 1697. - Origine : Ponthieu |
|                                 | Famille de Canteleu Cette famille ne doit pas être confondue avec la famille normande de Canteleu. - Blasonnement : d'argent, à la fasce de gueules, chargée d'une gerbe d'or. - La terre de Canteleu était sise au comté de Saint-Pol, aujourd'hui nommée "Canteleux". - La famille d'origine chevaleresque qui en prit le nom eut de l'illustration. Eustache de C. suivit le comte Baudouin dans sa croisade de Constantinople en 1202. Baudouin II de C. fût sénéchal de Béthune en 1206. Anseau de C., Seigneur de Canteleu, de Bouquemaison et de Warlincourt paraît en 1414, un an avant sa mort, avec son frère Jacques Porrus de C. dit Douvrin, comme Agniaux de C. sur la liste des 121 gentilhommes aux États d'Artois. (Dict. Univ. Nobl. par Courcelles). Maistre Jehan de C., receveur des aides ordonnéz pour le fait de la guerre ès cité et diocèze de Sens, fût padre de Pierre de C., Seigneur de Gisy lès Sens, maître en la Chambre des Comptes de Paris et Trésorier de France & Général des Finances depuis 1424. Guillaume de C., docteur en décrets, fils dudit Pierre (Bibl. nat., ms. Clairambault 763, fol. 137 et 159) donna vers 1467 la maison dit "la couronne de fer" en la rue de Rats (aujoud'hui l'angle de la rue de la Bûcherie avec la rue de l'Hôtel Colbert) aux religieux Chartreux, à condition de fonder un obit en faveur de Guillaume de C. après sa mort. Le 20 mars 1469, la Faculté de Médicine de l'Université arrêta "qu’elle achepteroit des Chartreux une vieille maison size en la ruë de la Bûcherie..., joignant une aultre maison acquise par ladicte Faculté longtemps auparavant sçavoir l’an 136x, le 24 may, tenant vers la ruë des Rats." Entre 1472 et 1475 la faculté y construit une amphithéatre de section nommée "de Winslow" avec une bibliothèque et enfin une chapelle. Dans cette superbe ensemble de maisons subsiste une salle du XVe siècle qui servait de lieu d’enseignement aux étudiants. - Plusieurs preuves de noblesse. - Famille éteinte dans le XVIIIe siècle avec sa dernière branche en Hollande. - Origine : Picardie |
|                                 | Famille de Carbonnel - Blasonnement : D’azur au chevron d'or accompagné de trois coquilles d'or. - Famille maintenue noble en 1717. - Origine : Picardie |
|                                 | Famille de Carvoisin (de Caravaggio) - Blasonnement : D'argent à la bande de gueules, au chef d'azur. - Vespasien de Carvoisin (lettre de naturalité : 1539), épousa Marguerite de Picquigny, dame d'Achy, en 1531. - Famille éteinte du XIXe siècle - Origine : Milanais - Beauvaisis |
|                                 | Famille Cassini, puis Cassini de Thury - Blasonnement : D'or à la face d’azur accompagnée de six étoiles du même. - Lettres de naturalité en 1673 - preuves de noblesse en 1776 - Origine : Italie |
|                                 | Famille de Castelet - Blasonnement : De gueules au lion d’or. - Origine : Ponthieu |
|                                 | Famille de Catheu - Blasonnement : D'argent à trois chats-huants de sable. - Famille anoblie en 1769. - Origine : Beauvais |
|                                 | Famille de Catoire de Bioncourt - Blasonnement : D'argent à un mont de six coupeaux de sinople, accosté de deux lions de gueules ; au chef d'azur chargé d'un soleil d'or accosté de deux étoiles d'argent. - Origine : Picardie - Lorraine |
|                                 | Famille de La Cauchie - Blasonnement : D'or au lion léopardé d’azur armé, lampassé, couronné de gueules. - Origine : Boulogne-sur-Mer |
|                                 | Famille de La Cauchie - Blasonnement : D’azur à trois besans d’or posés 2 et 1, accompagnés d'une orle de neuf croissants d'argent. - Origine : Picardie |
|                                 | Famille de Caulaincourt - Raoul de Caulaincourt, écuyer (1325). - Blasonnement : De sable au chef d’or. - Origine : Vermandois |
|                                 | Famille de Caumont - Blasonnement : De gueules, semé de croix recroisettées au pied fiché d'or, à trois molettes d'éperon, de même. - Guy de Caumont, chevalier (1138) - L'hermite de Caumont, assiégé au château de Romorantin, fait prisonnier par le Prince noir en 1355 - Jean de Caumont, écuyer, mort en 1423 - Origine : Ponthieu |
|                                 | Famille de Caumont - Blasonnement : D'argent à trois fasces de gueules surmontées de trois tourteaux de même - Autre blasonnement : D'azur à deux lions d'or lampassés de gueules (alias lions léopardés). - Henri de Caumont (1177) - Henri de Caumont, écuyer, seigneur de Caumont-en-Vimeu et d'Arrest (1383) - Jean de Caumont, écuyer, seigneur de Caumont et de Grébeaumaisnil (1145) - Branche éteinte par le mariage de Jeanne de Caumont, dame de Caumont et d'Huppy avec Pierre d'Haucourt, avant 1460. - Seconde branche : Jacques de Caumont (1371) - Pierre de Caumont, seigneur de Woincourt, mort à Rodez en 1497 - Famille éteinte par le mariage de Michelle de Caumont avec Antoine de Fontaine en 1552. - Origine : Vimeu |
|                                 | Famille de Caussin de Perceval - Blasonnement : D'azur à un coq hardi d'argent, accompagné de trois croisillons du même. - Famille d'un marchand de drap de Montdidier anoblie par l'achat d'une charge anoblissante en 1786 - Origine : Picardie |
|                                 | Famille Cauvel - Blasonnement : D'azur à trois gourdes d'argent. - Jacques-Fuscien Cauvel (1655-1739), avocat du roi au bailliage de Montdidier. - Origine : Picardie |
|                                 | Famille Cauvel de Beauvillé - Blasonnement : D'azur à cinq cinq cotices d'argent et un chef d'hermine. - Famille dont l'origine connue remonterait au XVe siècle. Certains de ses membres furent officiers au bailliage de Montdidier. Elle fut anoblie en 1821. - Victor Cauvel de Beauvillé (1817-1885), historien de la ville de Montdidier, bienfaiteur de la ville d'Amiens où un boulevard porte son nom. - Origine : Montdidier (Somme) |
|                                 | Famille de Caux - Blasonnement : D'azur à trois lions d'or. - Autre blasonnement : Échiqueté d'or et de sable, au chef d'or chargé d'un lion de gueules - Variante: : Losangé au chef chargé de trois lévriers issants et accolés. - Cimier : une tête de jeune fille. - Supports : deux lions. - Échevin d'Abbeville en 1503. |
|                                 | Famille Cavelier de la Salle - Blasonnement : De sable au lévrier courant d'argent surmonté d'une étoile à huit rais d'or. - Ornement extérieur : casque empanaché. - Famille anoblie en 1675, établie à Rouen. - Origine Compiègne |
|                                 | Famille de Cayeu - Cayeux-sur-Mer - Blasonnement : Parti d'or et d'azur à la croix ancrée de gueules brochant sur le tout. - Autre blasonnement : Parti de gueules et d'argent à la croix ancrée de l'un en l'autre. - Anseau de Cayeu, chevalier, seigneur de Cayeux (1128) - Jean de Cayeu prit part à la bataille de Crécy, le 26 août 1346. Famille éteinte avec Jeanne de Cayeu qui épousa en secondes noces Jean de Monchy au XVe siècle. - Origine : Vimeu |
| Blason Chambly                  | Maison de Chambly - Blasonnement : De gueules à trois coquilles d'or. - Plusieurs variantes de blasonnement. - Origine : Beauvaisis |
|                                 | Famille de Chassepot de Pissy - Blasonnement : D'azur à la fasce ondée d'or, accompagnée de trois quintefeuilles (alias trois roses) de même. - Jean-François Chassepot de Beaumont acquiert la seigneurie de Pissy par mariage, en 1735, avec Geneviève de Saisseval, dame de Pissy. - Origine : Amiénois |
|                                 | Famille de Châtillon-Saint-Pol - Blasonnement : De gueules à trois pals de vair ; au chef d'or chargé d'un lambel d'azur. - Comte de Saint-Pol, seigneur d'Encre - Branche éteinte en 1360 |
|                                 | Maison de Chaulnes - Blasonnement : D'azur au chevron d'or, accompagné de trois clous du même. |
|                                 | Maison de Chaumont-Quitry - Blasonnement : Fascé d'argent et de gueules à huit pièces. - Autre blasonnement : Écartelé, aux 1 et 4 d'azur semé de fleurs de lys d'or au lambel d'argent de trois pendants ; aux 2 et 3 fascé d'argent et de gueules de huit pièces. - Devise : FURIBUNDI CALVIMONTENSES. - Guillaume de Chaumont, chevalier, fait prisonnier par les Anglais en 1119 - Filiation établie depuis 1359. - Origine : Vexin |
|                                 | Maison de Clermont-en-Beauvaisis - Blasonnement : De gueules semés de trèfles d'or, à deux bars adossés du même, brochants sur-le-tout - On trouve également: d'azur à cinq gerbes de blé d'or disposées en croix. |
|                                 | Maison de Clermont-Nesle - Blasonnement : De gueules, à deux bars adossés d'or, l'écu semé de trèfles du même, au lambel à trois pendants d'argent posés en chef et brochanf sur le tout - Famille issue de la Maison de Clermont-en-Beauvaisis : Raoul Ier de Clermont, seigneur d’Ailly, Paillart et Tartigny épousa en 1200 Gertrude, dame de Nesle. - Connétable de France en 1240 - Chevalier croisé en 1270. - Famille éteinte en 1524 à la mort de Louise de Clermont-Nesle ; ses biens passèrent par contrat à la famille d'Humières. - Origine : Picardie |
|                                 | Maison de Clermont-Tonnerre - Blasonnement : De gueules à deux clefs d'argent passées en sautoir. - Seigneur de Bertangles par le mariage de Jacques de Clermont-Tonnerre, chevalier, avec Gabrielle de Glisy, en 1611 ; il devint comte de Thoury par lettre de 1629. - Origine :Dauphiné, Bourgogne, Amiénois |
|                                 | Famille de Contay puis Le Josne de Contay - Contay - Blasonnement : - Origines : De gueules fretté d’argent, les claires-voies remplies de lys d’or - alias : De gueules fretté d'argent semé de fleurs de lys d'or - alias : De gueules, à un créquier d’argent (Dansaert). - puis : Écartelé : aux 1 & 4, de gueules fretté d’argent, les claires-voies remplies de lys d’or ; aux 2 & 3, fascé d’argent et de gueules de six pièces, à la bordure d’azur ; sur le tout, de gueules, au créquier d’argent - alias : Écartelé : aux 1 & 4 de Le Josne (fretté aux lys) ; au 2, de gueules, au lion d'or ; & au 3, d'argent à trois fasces d'azur semées de fleurs de lys d'or (Chevillard) - alias : Écartelé aux 1 & 4, Le Josne comme dessus ; au 2, de gueules, semé de billettes d'or au lion d'argent brochant ; & au 3, d'or, à trois fasces de sable chargées de six coquilles d'argent 3 2 & 1 (Daire) ». - Raoul de Contay (~1115 - ~1167) chevalier - Bernard de Contay (~1224 - ~1286) épouse en 1251 Marie Le Josne. - Origine : Amiénois, Artois |
|                                 | Famille de Coppequesne - Blasonnement : De gueules à trois glands d'or. - Supports : deux lions. - Cimier : une branche de chêne de sinople garnie de glands d'or. - Preuves de noblesse : 30 mai 1536. - Origine : Vimeu |
|                                 | Maison de Coucy - Coucy-le-Château-Auffrique - Blasonnement : Fascé de vair et de gueules (Coucy), à la cotice d'or, brochant sur-le-tout. - Supports : 2 lions d’or - Cimier : un lion issant d’or - Devise : « Roi ne suis, ne prince, ne duc, ne comte aussi, je suis sire de Coucy » - Cris de guerre : « Coucy à la merveille ! » et « Notre Dame aux seigneurs de Coucy ! » - Origine : Soissonnais - Thiérache |
|                                 | Famille des Courtils de Merlemont - Beauvaisis D'azur, au lion d'argent [armé et lampassé de gueules], portant au col l'écu de Flandre, d'or au lion de sable attaché par un collier de gueules., - Origine : Pays de Liège |
|                                 | Famille de Crécy - Blasonnement : D'argent au lion de sable couronné d’or, armé et lampassé de gueules à l‘orle engrêlée du même. - Renaud de Crécy, chevalier (1190) - Famille éteinte à la fin du XVIIIe siècle.' - Origine : Bourgogne - Laonnois |
|                                 | Famille de Creil - Blasonnement : D’azur, à un chevron d’argent (d'or), chargé de trois molettes d’éperon de sable, accompagné de trois roses du second (d’or), deux en chef et une en pointe. - Yves de Creil (944) - Famille éteinte au XVIIIe siècle - Origine : Valois - Beauvaisis |
|                                 | Famille de Crény - Blasonnement : D'azur à la fasce d'argent chargée d'un croissant de sable et une bordure engrêlée de gueules. - Louis de Crény, écuyer, seigneurr de Beauregard, maintenu dans sa noblesse en 1668 - seigneur d'une partie de Quevauvillers au XVIIIIe siècle. - Origine : Artois - Picardie |
|                                 | Famille de Créquy - Blasonnement : d'or au créquier de gueules. Armes parlantes. - Origine : Artois - Amiénois |
|                                 | Famille de Crésecques - Blasonnement : D'azur à deux tierces d'or, au chef aussi d'or. - Anseau de Crésecques, chevalier, seigneur de Crésecques en 1150 - Jean de Crésecques, chambellan du roi (1301) - Louis-Henri de Querecques, marquis de Quérecques (Cresecques), seigneur de Forceville (1758). - Origine : Artois - Ponthieu |
|                                 | Famille de Crèvecœur - Crèvecœur-le-Grand - Blasonnement : De gueules, à trois chevrons d’or. - Armes tardives - en partition : Écartelé, aux 1& 4, de gueules, semé de trèfles d’or, à deux bars adossés du même ; aux 2 & 3, de gueules, à trois chevrons d’or (Lettres Patentes, 1775). - Branche de la famille de Breteuil : Hugues III de Breteuil (~ 1116 - ~ 1168 / 79), seigneur de Crèvecœur. - Famille éteinte par le mariage de Louise de Crèvecœur et de Guillaume Gouffier, en 1517. - Origine : Ponthieu |
| blason                          | Maison de Croÿ - Blasonnement : D'argent, à trois fasces de gueules. - Origine : Picardie - Hainaut - Flandre - Brabant |

| Accès direct dans l'index alphabétique de la liste                                                    |
| --- |
| A · B · C · D · E · F · G · H · I · J · K · L · M · N · O · P · Q · R · S · T · U · V · W · X · Y · Z |

### D
| Figure | Nom de la famille et blasonnement |
| ------ | --- |
|        | Famille de Dampierre et de Dampierre de Millancourt - Blasonnement : D'argent à trois losanges de sable. - Guillaume de Dampierre, chevalier, participa à la Quatrième croisade en 1202, ses armes figurent dans la deuxième salle des croisades du château de Versailles - Jourdain de Dampierre, panetier du roi en 1405 - Hector de Dampierre, maître d'hôtel du roi - Adrien de Dampierre, écuyer, seigneur de Sainte-Agathe - Pierre de Dampierre, en 1585 épousa Marie de Loisel, dame de Millancourt - Henri de Dampierre, écuyer, seigneur de Millancourt, maintenu dans sa noblesse en 1667 - Élie-Eymar de Dampierre (1787-1847), chevalier, marquis de Dampierre. - Origine : Picardie |
|        | Famille Danzel d'Aumont et Danzel de Boffles - Blasonnement : D'azur à un daim contourné, passant et ailé d'or. - Supports : deux lions. - Cimier : tête de léopard dans un vol banneret palé d'or et d'azur. - Jean Danzel, écuyer, seigneur de Beaulieu (1543) - Antoine Danzel épousa en 1609 Claude de Boffles - Branche d'Aumont : François Danzel, frère cadet d'Antoine ; son fils Charles épousa en 1659 Catherine-Marie de Ponthieu, leurs deux fils, auteurs des rameaux de Trionville et d'Aumont. - Origine : Vimeu |
|        | Famille Danzel de Boismont et Danzel de Lignières - Blasonnement : De gueules au lion d'or. - Supports : deux lions - Cimier : un lion - Jean Danzel, échevin d'Abbeville, en 1552 - Nicolas Danzel, écuyer, seigneur de Saint-Marc, anobli par lettres patentes de décembre 1576. - Nicolas Danzel, écuyer, seigneur de Boismont (1575) - François Danzel de Boismont, Chevalier, Capitaine de Cavalerie, Chevalier de l'ordre de Saint-Louis (1750) - Branche de Lignières : Antoine Danzel de Lignières (1640) - Origine : Vimeu |
|        | Famille Dehaussy de Robécourt - Péronne - Blasonnement : D'azur à une tour d'argent accostée de deux palmes d'or, au chef cousu de gueules, chargé de trois étoiles d'argent (d'or). - Devise : MORS NIL AD NOS - Jean Dehaussy, seigneur de Robecourt, maïeur de Péronne en 1676 - Mathieu-Antoine Dehaussy de Robécourt (1755-1828), député de la Somme à l'Assemblée législative, puis maire de Péronne, destitué par André Dumont, puis membre du Conseil des Cinq-Cents ; baron de l'Empire en 1811 - Jean-Baptiste Dehaussy de Robécourt, (1784-1863), magistrat, député de la Somme (1836-1839) ; branche éteinte en 1888 - Branche de Maigremont : Jean-Charles Dehaussy, écuyer, seigneur de Maigremont, maïeur de Péronne en 1756 - Jean Dehaussy de Maigremont, Secrétaire du Roi, maïeur de Péronne en 1783 - Jean Dehaussy de Maigremont (1761-1834), maire de Péronne en 1790 - Origine : Picardie |
|        | Famille de Devismes de Longvilliers - Blasonnement : D'azur au chevron d'or accompagné en chef de deux trèfles de sinople* et en pointe d'un lévrier au naturel*. - Timbre : un heaume * Il y a là non-respect de la règle de contrariété des couleurs : ces armes sont fautives (si/az). |
|        | Famille de Devismes du Valgay - Blasonnement : D'azur au chevron d'or accompagné en chef de deux étoiles d'argent et en pointe d'un cep de vigne au naturel. - Cimier : couronne de comte - Tenants : deux anges devise j'aspire - Autre blasonnement : D’azur au chevron d’or, accompagné en chef 2 et 1 (????), en pointe d’une belette passant d’argent. |
|        | Famille de Dixmude de Montbrun ou Disquemue - Blasonnement : Burelé d'or et d'azur au franc-quartier de gueules chargé d'un lion d'argent - Famille maintenue noble en 1667 et 1697 - Origine : Boulonnais |
|        | Famille de Domart - Domart-en-Ponthieu - Blasonnement : D'argent au chevron de gueules accompagné de trois merlettes de sable. - Enguerran de Domart (1107) - Famille éteinte au XVe siècle. - Origine : Ponthieu |
|        | Famille de Dompierre d'Hornoy - Blasonnement : D'or au lion de sable armé et lampassé de gueules. - Nicolas de Dompierre, échevin (1647) puis mayeur d'Abbeville en 1683 - Nicolas de Dompierre de Fontaine, trésorier général de France à Amiens (1738) - Alexandre de Dompierre, seigneur de Fontaine et d'Hornoy († 1828), président du Parlement de Paris - Origine : Ponthieu |
|        | Famille de Dompierre de Jonquières - Blasonnement : D'argent à la fasce de gueules accompagnée en chef de trois tourteaux du même. - Hugues de Dompierre (fin du XIVe siècle) - Origine : Picardie |
|        | Famille de Domqueur - Blasonnement : D'or au chevron de gueules - Supports : deux lévriers. - Rorgon de Domqueur (1100) - Généalogie suivie depuis 1350 - Filiation prouvée depuis 1511. - Origine : Ponthieu - Famille éteinte |
|        | Famille Douville de Franssu et Douville de Maillefeu - Blasonnement : Ecartelé; aux 1 et 4 d'argent à trois étoiles d'or; aux 2 et 3 de gueules à la tour ouverte d'argent, crénelée, ajourée et maçonnée de sable, surmontée de deux guidons d'or. - Jean Douville. sr de Quincampoix, maître des requêtes de Gaston d'Orléans (XVIIe siècle) ; Jean-Nicolas Douville, maire d'Abbeville, puis Secrétaire du Roi en la Chancellerie d'Artois en 1775 épousa de Catherine de Ponthieu, dame de Maillefeu ; Nicolas Douville, Chevalier de l'ordre de Saint-Louis, capitaine au Régiment de Bourgogne, marié en 1789 avec Adrienne Blonda, dame de Franssu ; Jean-Baptiste de Franssu ; Gaston de Douville Maillefeu - origine : Ponthieu |
|        | Famille du Drac - Blasonnement : D'or, à un dragon de sinople couronné et lampassé de gueules. |
|        | Famille Dufresne de Beaucourt et Dufresne de Beaumetz - Blasonnement : D'or à un frêne arraché de sinople. - La Branche de Beaucourt portait en 1785 : D'argent à une aigle au vol éployé de gueules. - Supports : lévriers - Cimier : lévriers - Devise : : FRAXINUSIN SlLVlS ARBOR DIGNISSIMA SURGET - Jean Dufresne, seigneur de Frédeval, échevin de Corbie en 1494. - Michel Dufresne, maire d'Amiens en 1581, - Simon Dufresne, échevin d'Amiens en 1655. - Alexandre Dufresne, seigneur de Warfusé, maire d'Amiens en 1749, secrétaire du Roi au Grand Collège en 1740. - Charles Dufresne, écuyer, seigneur de Beaucourt, marié en 1748 à Marie-Jeanne Dufresne. - Charles-Alexandre Dufresne de Beaucourt épousa en 1795 Mademoiselle de Beaumetz. - Origine : Corbie - Filiation probable avec les du Fresne,                                                                                          |

| Accès direct dans l'index alphabétique de la liste                                                    |
| --- |
| A · B · C · D · E · F · G · H · I · J · K · L · M · N · O · P · Q · R · S · T · U · V · W · X · Y · Z |

### E
| Figure | Nom de la famille et blasonnement |
| ------ | --- |
|        | Famille d'Encre - Albert (Somme) - Blasonnement : Burelé d'argent et de gueules à dix pièces. - Henri d'Encre (1037-1097), châtelain d'Encre. - Famille éteinte par le mariage de Françoise d'Encre avec Jean de Boufflers, et de Marie d'Encre avec Colart de Villepoix (au plus tard en 1497). - Origine : Picardie |
|        | Famille d'Esigny - Essigny-le-Grand - Blasonnement : Écartelé : au 1) et au 4) d’or aux trois bandes d’azur, au 2) et 3) d’or aux trois maillets de gueules. |
|        | Famille d'Esquincourt - Blasonnement : De gueules à trois tours d'or. - Autre blasonnement : De gueules à trois tours d’or; écartelé d‘argent à trois fleur de lys au pied coupé de gueules. - Origine : Ponthieu |
|        | Famille des Essars de Lignières - Blasonnement : De gueules à trois croissants d’or, posés 2 et 1. - Supports : deux aigles. - Robert des Essars épousa en 1451 Marguerite, dame de Lignières. - Origine : Orléanais - Normandie - Ponthieu |
|        | Famille d'Estourmel ou Creton d'Estourmel - Blasonnement : De gueules, à la croix dentelée, denchée ou crêtelée d’argent. - Alias (variante) : De gueules, à la croix dentelée, denchée ou crêtelée d’or. - Gilles d'Estourmel, dit « Rambaud » (1090) participa à la première croisade (ses armes figurent à la Salle des Croisades du château de Versailles - Jean d'Estourmel, chevalier, maître d'hôtel du roi, général des finances en Picardie, défenseur de Péronne en 1537 - Louis d'Estournel, chevalier, seigneur de Suzanne (1683) - Louis dEstourmel (1744-1823), chevalier, marquis d'Estourmel, grand bailli du Cambrésis, admis aux Honneurs de la Cour en 1773, général de division, chevalier de l'Empire en 1808 - Origine : Cambrésis, Vermandois |
|        | Maison d'Estrées et d'Estrées de Cœuvres - Blasonnement de la Maison d'Estrées : D'argent fretté de sable, au chef d'or chargé de trois merlettes du deuxième. - Blasonnement Antoine IV d'Estrées : Écartelé au I et IV d'Estrée, au II de Bourbon-Ligny et III de la Cauchie ou Écartelé au I et IV d'argent fretté de sable, au chef d'or chargé de trois merlettes du deuxième, au II d'azur à trois fleurs de lys d'or chargé de deux bâtons de gueules péris l'un en bande, l'autre en barre et III d'or au lion d'azur armé, lampassé et couronné de gueules. - Blasonnement François-Annibal d'Estrées : Écartelé au I et IV d'Estrée et au II et III de la Cauchie ou Écartelé au I et IV d'argent fretté de sable, au chef d'or chargé de trois merlettes du deuxième et au II et III d'or au lion d'azur armé, lampassé et couronné de gueules. - Blasonnement François-Annibal d'Estrées : Écartelé : au I de Lauzières au II de Thémines au III de Cardaillac au IV d'Amielh de Pennes ; sur-le-tout écartelé I et IV d'Estrée et au II et III de la Cauchie. - Ou : Écartelé : au I d'argent au chêne de sinople glandé d'or, au II de gueules à deux brebis d'argent passantes l'une sur l'autre accornées de sable, au III de gueules au lion d'argent, la bordure semée de besants d'argent, au IV burelé d'or et de sable au chef d'hermine; sur-le-tout écartelé I et IV d'argent, fretté de sable, au chef d'or, chargé de trois merlettes du deuxième, au II et III d'or au lion d'azur armé, lampassé et couronné de gueules. - Origine : Artois, Picardie |
|        | Famille Eudel ou Eudel de Gord - Blasonnement : D'argent au chevron d’or, accompagné de 3 demi-vols d’argent, posés 2 et 1, ceux du chef adossés. - Support : deux sirènes. - Devise : INPROCELLIS IMPAVIDÆ. (Intrépide dans les tempêtes). - Louis Eudel qui mena une action d'éclat au siège d'Amiens (1597) et aurait obtenu d'Henri IV ses armoiries, avec chevron d'or, en récompense. Au XVIIe siècle une branche de la famille s'établit à Péronne. L'un de ses membres fit l'acquisition du fief du Gord à Brie (Somme) - Origine : Picardie |

| Accès direct dans l'index alphabétique de la liste                                                    |
| --- |
| A · B · C · D · E · F · G · H · I · J · K · L · M · N · O · P · Q · R · S · T · U · V · W · X · Y · Z |

### F
| Figure | Nom de la famille et blasonnement |
| ------ | --- |
|        | Famille de Famechon - Famechon - Blasonnement : D'azur au chevron d'or accompagné de trois trèfles du même surmonté d'un cor de chasse aussi d'or : écartelé d'argent à la fasce de gueules chargé d'une gerbe d'avoine d'or. - Famille anoblie en 1594 - Origine : Picardie |
|        | Famille de Feuquières - Feuquières-en-Vimeu - Blasonnement : D'or à un maillet de gueules couronné du même. - Seigneur : Pierre de Feuquières (XVe siècle) - Origine : Picardie |
|        | Maison de Fiennes - Fiennes - Blasonnement : D'argent, au lion de sable. - Blasonnement : D'argent au lion de sable armé et lampassé de gueules. - Cri de guerre : « Artois-le-noble ! », - Origine : Boulonnais |
|        | Famille de Flahaut de La Billarderie - Blasonnement : D'argent à trois merlettes de sable. - Guillot Flahaut, écuyer, seigneur de la Billarderie (1524) - Famille éteinte en 1870 - Origine : Picardie - Soissonnais |
|        | Famille de Flavigny - Blasonnement : Échiqueté d'argent et d'azur, chargé en abîme d'un écusson de gueules, à la bordure de sable.. - Guillaume de Flavigny, fut confirmé dans sa noblesse ou anobli par lettres de 1586. Famille éteinte au XIXe siècle. - Origine : Soissonnais |
|        | Famille de Flavy - Flavy-le-Martel - Blasonnement : D’hermine à la croix de gueules chargée de cinq coquilles d’or. - Raoul de Flavy (1220) - Famille éteinte avec Jeanne-Marie de Flavy, dame de Démuin, morte après 1509, épouse de Jean de Morainvillier, baron de Maule. - Origine : Picardie |
|        | Famille de Folleville - Folleville (Somme) - Blasonnement : D'or à dix losanges de gueules ordonnés : 3, 3, 3, 1. - Gilles de Folleville, écuyer du roi Louis X le Hutin - Jean de Folleville, prévôt de Paris en 1388. - Famille éteinte par le mariage de Jeanne de Folleville avec Antoine de Poix, seigneur d'Ignaucourt au XVe siècle. Leur fille Jeanne de Poix épousa Raoul de Lannoy, en 1478. Seconde Famille de Folleville (les liens entre les deux familles ne reposent que sur des présomptions) - Filiation établie depuis Raoul de Folleville, écuyer, seigneur de Campaigne (1495) - Charles-Gabriel de Folleville, marquis de Folleville (XVIIe siècle). - Famille éteinte en 1864. |
|        | Famille de Fontaines - Fontaine-sur-Somme - Blasonnement : D'or à trois écussons de vair., - Blasonnement (branches cadettes) : D'or à trois écussons de vair bordés (ou au lambel ou au croissant) de gueules. - Supports : deux lévriers accolés de gueules. - Cimier : un lévrier naissant. - Guillaume, seigneur de Fontaine (1119) - Preuves de noblesse : 14 juillet 1459. - Origine : Picardie (Famille éteinte au XIXe siècle) |
|        | Famille de Forceville - Forceville-en-Vimeu - Blasonnement : De gueules au sautoir d'argent, cantonné de quatre merlettes du même. - Supports : deux licornes - Noblesse prouvée depuis 1500. - Origine : Vimeu |
|        | Famille de Foucault - Blasonnement : D'or, à la croix ancrée de sable, soutenue par deux lions affrontés du même, lampassés et armés de gueules. - Supports : deux sauvages armés de massues - Cimier : écu timbré d'un casque orné de ses lambrequins dt sommé d'une couronne de comte. - Cris de guerre : « Ores a eux ! » - Seigneurs de Beauchamp, Lugny, Parfondru, Roncier, Thouly et de Liesse - Déclarés nobles en 1559 ; maintenus dans la nobless en 1602. - Origine : Gâtinais, Lorraine, Laonnois |
|        | Famille de Fouilleuse de Flavacourt - Blasonnement : D'argent papelonné (alias fretté) de gueules les claires-voies semées de trèfles renversés du même. - Famille connue depuis le XIIIe siècle - marquis de Flavacourt (1637) - François Placide de Fouilleuse de Flavacourt, chef d'escadre des armées navales - Famille éteinte en 1763. - Origine : Beauvaisis |
|        | Famille de Franqueville - Blasonnement : D'argent à trois forêts de gueules accompagnées en chef d'un lambel d'azur. - Autre blasonnement : D'azur à l'étoile d'or, surmontée d'un lambel du même à trois pendants. - Famille anoblie en 1678 - Origine : Artois - Picardie |
|        | Famille de Fransures - Blasonnement : D'argent à la fasce de gueules, chargé de trois besans d'or. - Jean de Fransures, seigneur de Tilloy, décédé en 1480 ; Louis Roger de Fransures, chevalier, seigneur de Villiers-Tournelles, chef d'Escadre des Armées navales de Sa Majesté (1718) - Famille éteinte au XIXe siècle. - Origine : Picardie |
|        | Famille du Fresne - Blasonnement : D'or à un frêne arraché de sinople,. Armes parlantes. - Supports : deux licornes - Jean du Fresne, prévôt de Montreuil-sur-Mer (1350) - Guilbert du Fresne, capitaine du château de Montreuil-sur-Mer, anobli en 1356 - Origine : Montreuil-sur-Mer |
|        | Famille des Friches-Doria - Blasonnement : Écartelé au 1 et au 4 d'azur, à la bande d'argent, chargée de trois défenses de sanglier de sable, accompagnée de deux roues à quatre rais du second émail ; au 2 et au 3, coupé d'or et d'argent, à l'aigle de sable languée, membrée et couronnée de gueules, brochante. - Pierre des Friches (1472) - Preuve de noblesse depuis Arnaud des Friches, écuyer, lieutenant-général au bailliage de Senlis (1498) - Armand des Friches-Doria. - Artus des Friches, seigneur de Brasseuse épousa, en 1609, Catherine Doria. - Origine : Picardie - Gênes |

| Accès direct dans l'index alphabétique de la liste                                                    |
| --- |
| A · B · C · D · E · F · G · H · I · J · K · L · M · N · O · P · Q · R · S · T · U · V · W · X · Y · Z |

### G
| Figure                   | Nom de la famille et blasonnement |
| ------------------------ | --- |
|                          | Famille Gaillard de Ferré d'Auberville - Blasonnement : D'azur au chevron d'argent accompagné de trois croix pattées du même. - Jean Gaillard (1360) - Alexandre Gaillard, écuyer, seigneur de Ferré, capitaine d'une compagnie de gens de pied au château d'Abbeville en 1485 - Charles Gaillard, écuyer, seigneur de Gapennes, conseiller du roi en la sénéchaussée de Ponthieu, maintenu dans sa noblesse en 1716 sur preuves remontant à 1485 - Louis Gaillard, chevalier, seigneur de Framicourt, maire d'Abbeville en 1738, marié à Angélique d'Auberville - Louis de Gaillard de Ferré d'Auberville (1824) - Marie-Amélie Gaillard de Ferré d'Auberville épousa en 1847, Louis Juchault de Lamoricière. - Origine : Ponthieu |
| Blason Gaudechart        | Famille de Gaudechart - Blasonnement : D'argent à neuf merlettes de gueules (alias : de sable) en orle 4, 2, 2 et 1. - Support : deux anges - Cimier : couronne des marquis - Devise : « Vivit post funera virtus »,. - Guillaume de Gaudechart, chevalier croisé en 1190. - Origine : Beauvaisis - Amiénois |
| Blason Famille de Génart | Famille de Génart ou de Ghenart - Blasonnement : Fascé de vair et de gueules à la bande d'or brochant sur le tout - Tenants : - Cimier : - Devise : - Origine : Picardie |
|                          | Famille de Glisy - Blasonnement : D'argent à la bande fuselée de gueules de cinq pièces, accompagnée d'une aigle du même au canton senestre du chef - Pierre de Glisy aurait participé à la quatrième croisade. Filiation établie depuis Jehan de Glisy, seigneur de Glisy vivant vers 1430. - Famille éteinte en 1611 par le mariage de Gabrielle de Glisy avec Jacques de Clermont-Tonnerre. - Origine : Amiénois |
|                          | Famille de Gomer - Blasonnement : D'azur au lion naissant d'or. - seigneur de Quevauvillers, Le Quesnel, Gratibus, Hailles (Somme) depuis le XVIe siècle. - Origine : Maine, Beauvaisis, Vimeu, Amiénois |
|                          | Famille Gorguette d'Argoeuves puis de Gorguette d'Argoeuves - Blasonnement : D'argent à la hure de sanglier de sable, allumée et défendue du champ, accompagnée de trois croissants de gueules. - Seigneur d'Argœuves (Somme) par mariage, depuis 1687. - Famille maintenue noble en 1697. - Origine : Picardie |
|                          | Famille Gouffier ou de Gouffier - Blasonnement : D'or à trois jumelles de sable - Cimier : un lion issant. - Tenants : deux sauvages. - Devise : HIC TERMINUS HÆRET - Mariage de Charles Antoine de Gouffier en 1621 avec Françoise de Pisseleu, dame d'Heilly - Origine : Poitou - Picardie |
|                          | Famille de Grouches de Chépy - Chépy - Blasonnement : D'or à trois fasces de gueules - Cimier : Un demi-corps de femme échevelée au naturel - Thierry de Grouches, écuyer. seigneur de Grouches (1290) - Jean de Grouches, porte- enseigne du duc de Bourgogne (1415) - Hubert de Grouches, maître d'hôtel du roi Louis XI - Augustin de Grouches, créé marquis de Gribauval par lettres de 1681 - Nicolas de Grouches (1668-1751), maréchal des camps et armées du roi, maintenu dans sa noblesse en 1697, confirmé dans le titre de marquis de Chépy en 1748 - Antoine de Grouches, marquis de Chépy (1738-1834) - Origine : Picardie                                                                                             |
|                          | Famille de Gueully de Rumigny - Blasonnement : D’or au chevron de gueules accompagné en pointe d’une aiglette le vol abaissé d’azur becquée et membrée de gueules. - Famille anoblie en 1577 - marquis de Rumigny (1819) - Origine : Picardie |
|                          | Famille de Guillebon ou Le Thoillier de Guillebon Nom primitif : Le Thoillier - Blasonnement : D'azur à la bande d'or accompagnée de trois besants de même, deux en chef et un en pointe - Timbre : Couronne de comte. - Supports : deux lévriers. - Cimier : un lévrier issant. - Devise : J'attends, je prétends et j'espère en tout temps. - Jean Le Thoillier dit Guillebon, écuyer, seigneur d'Angivilliers (1464) - Antoine Le Thoillier, seigneur de Beauvoir (1555) - Louis Le Thoillier, chevalier père d'Antoine de Guillebon, écuyer (1699) et de François-René de Guillebon (1729) - Famille maintenue noble en 1666 et 1697 sur preuves de 1555. - Origine : Beauvaisis                                                |
|                          | Maison de Guise - Blasonnement : coupé et parti en 3, au premier fascé de gueules et d'argent, au second d'azur semé de lys d'or et au lambel de gueules, au troisième d'argent à la croix potencée d'or, cantonnée de quatre croisettes du même, au quatrième d'or aux quatre pals de gueules au cinquième parti d'azur semé de lys d'or et à la bourdure de gueules, au sixième d'azur au lion contourné d'or, armé, lampassé et couronné de gueules, au septième d'or au lion de sable armé et lampassé de gueules, au huitième d'azur semé de croisettes d'or et aux deux bar d'or. Sur le tout d'or à la bande de gueules chargé de trois alérions d'argent le tout brisé d'un lambel de gueules.                              |

| Accès direct dans l'index alphabétique de la liste                                                    |
| --- |
| A · B · C · D · E · F · G · H · I · J · K · L · M · N · O · P · Q · R · S · T · U · V · W · X · Y · Z |

### H
| Figure | Nom de la famille et blasonnement |
| ------ | --- |
|        | Famille d'Hallencourt - Blasonnement : D'or à trois écussons de vair. - Autre blasonnement : D'argent à la bande de sable cotoyée de deux cotices du même. - Seigneur : Wautier d'Hallencourt (1129) - marquis de Dromesnil (XVIIe siècle) - Origine : Vimeu - Famille éteinte au XVIIIe siècle. |
|        | Maison de Ham - Blasonnement : D'or à trois croissants de gueules. |
|        | Famille du Hamel - Le Hamel (Somme) - Blasonnement : D’argent, à la bande de sable chargée de trois sautoirs ou croix de saint André d’or. - Supports : deux cigognes - Cimier : une tête de cigogne. - Wautier Ier, sire du Hamel (1202) - Jacques du Hamel, gentilhomme de la Maison du roi Henri II, participa au siège de Metz en 1552 - Jacques du Hamel, gouverneur de Saint-Dizier assiégée par les Impériaux, en 1642 - André-Victor du Hamel, maire de Bordeaux sous la Restauration. - Origine : Amiénois - Champagne - Brie - Vendômois |
|        | Famille du Hamel de Canchy - Blasonnement : D'azur à la bande d'or, chargée de trois roses de gueules. - Antoine du Hamel, écuyer, seigneur de Marcheville (1564). - Famille maintenue noble en 1706 - Origine : Picardie |
|        | Famille de Hangard (Hangard) - Blasonnement : De gueules à trois molettes d'argent. - Bernard de Hangard (1146) - Famille éteinte au XVIe siècle. |
|        | Famille de Hangest (Hangest-en-Santerre) - Blasonnement : D'argent à la croix de gueules, chargée de cinq coquilles d'or. - Florent de Hangest, chevalier croisé en 1190 - Guillaume d'Hangest, pannetier de France en 1304 - Rogues d'Hangest, maréchal de France en 1352 - Adrien d'Hangest Grand Echanson de France en 1577. - Origine : Picardie - Champagne |
|        | Famille Hannique - Blasonnement : D’or à la fasce d’azur accompagnée de trois roses de gueules 2 et 1. - Antoine Hannicque, écuyer, seigneur de Villiers (1519) - Famille maintenue dans la noblesse en 1697. - Origine : Picardie |
|        | Famille d'Haplaincourt - Laon - Blasonnement : D'azur à la croix d'argent, chargée de cinq croissant de gueules. - Origine : Picardie |
|        | Maison d'Harcourt - Blasonnement : De gueules à deux fasces d'or - Jeanne d'Harcourt (~1356- après 1413), dame d'Encre (Albert). - Origine : Normandie |
|        | Famille de Hauteclocque et Leclerc de Hauteclocque - Blasonnement : D'argent à la croix de gueules chargée de cinq coquilles d'or. - Cimier : un sauvage issant - Supports : deux sauvages - Devise : « On entend loing haulte clocque. » - Cri : « Saint-Pol ! » - Première mention 1127, filiation depuis 1167 - Guy de Hauteclocque, chevalier croisé en 1218, dont les armes et le nom figurent dans la deuxième salle des croisades du Palais de Versailles - Jean de Hautecloque, écuyer, seigneur d’Havernas (1511) - Charles François de Hauteclocque, seigneur de Wail et de Quatreveaux, créé chevalier par lettres de 1752, avec permission de timbrer ses armes d’une couronne de comte. - Origine : Artois - Picardie |
|        | Famille de Hédouville - Blasonnement : D'or au chef d'azur chargé d'un lion léopardé d'argent, lampassé de gueules. - Alias : D'or au chef d'azur chargé d'un lion léopardé d'argent, armé et lampassé de gueules. - Supports : deux lions au naturel. - Devise : « Totum pro Deo et Rege, ». - Origine : Île-de-France - Picardie |
|        | Famille d'Heilly - Blasonnement : De gueules, à la bande fuselée d'or. - Blasonnement, branche de Pisseleu : Ecartelé ; aux 1 et 4 d'argent à trois lionceaux de gueules ; aux 2 et 3 de gueules à la bande fuselée d'or de cinq pièces. - Origine : Picardie - Beauvaisis |
|        | Famille Hémard ou Hémart - Blasonnement : Burelé d'argent et de sable ; ou d'argent à six burèles de sable. - Seigneur de Denonville - Famille confirmée anoblie en 1616. - Origine : Picardie |
|        | Famille de Hemond ou Hémont - Blasonnement : Echiqueté d'or et de gueules au franc quartier d'hermine. - Seigneur de Dalles - Famille maintenue noble en 1697. - Origine : Picardie |
|        | Famille d'Hénencourt - Blasonnement : D'argent aux trois maillets de sable. - Florent d'Hénencourt, chevalier en 1337 ; Hesselin d'Hénencourt vivait en 1350. Famille éteinte par mariage de Jacqueline d'Hénencourt avec Antoine de Lameth, en 1460. - Origine : Picardie |
|        | Famille de Herte - Blasonnement : D'azur à trois fleurs de souci d'or. - Famille anoblie en 1594 et maintenue noble en 1697. - Origine : Picardie - Maine |
|        | Famille de Herissart - Blasonnement : D'argent, à un chevron de gueulle, accompagné en chef de deux mollettes de mesme, et en pointe d'une teste de loup - Nicolas d'Herissart Sr de Clamecy, Capitaine Exempt de la Compagnie des cent Suisses de la garde ordinaire du Roi, et Lieutenant de Louveterie dans le Laonnois - Origine : Picardie |
|        | Famille d'Hinnisdäl (Hinnisdael) - Tilloloy - Regnière-Écluse - Blasonnement : De sable au chef d'argent chargé de trois poules d'eau de sable becquées et membrées de gueules. - Gilles de Hinnisdal, chevalier croisé (1190). Filiation depuis Daniel d'Hinnisdal seigneur de Heurne, chevalier banneret, décédé en 1298. - Famille passée en France à la fin du XVIIe siècle - Herman d'Hinnisdal épousa Catherine de Seiglières de Soyécourt dans la seconde moitié du XVIIIe siècle (avant 1779). - Famille éteinte en 1930 - Origine : Westphalie - Pays de Liège - Artois |
|        | Maison d'Humières - Blasonnement : D'argent, fretté de sable. - Devise : L'HONNEUR Y CIT. - Origine : Artois - Picardie |

| Accès direct dans l'index alphabétique de la liste                                                    |
| --- |
| A · B · C · D · E · F · G · H · I · J · K · L · M · N · O · P · Q · R · S · T · U · V · W · X · Y · Z |

### I
| Figure | Nom de la famille et blasonnement |
| ------ | --- |
|        | Famille Imbert (Montreuil-sur-Mer) - Blasonnement : D'argent à la fasce de sinople chargée d'une molette d'or. |
|        | Famille d'Incourt - Hangard - Blasonnement : De gueules au daim saillant d'argent. Armes parlantes. - Famille anoblie en 1696 |
|        | Famille d'Ipre - Blasonnement : De gueules à trois lions d'or et une orle de huit fleur de lys de du même. - Seigneur de Fluy, Monchy. Authieule (1538) - Famille maintenue noble en 1666 et 1690 sur preuves remontant à 1538. - Origine : Picardie |

| Accès direct dans l'index alphabétique de la liste                                                    |
| --- |
| A · B · C · D · E · F · G · H · I · J · K · L · M · N · O · P · Q · R · S · T · U · V · W · X · Y · Z |

### J
| Figure | Nom de la famille et blasonnement |
| ------ | --- |
|        | Famille Jambourg - Montrelet - seigneur de Monstrelet en 1519 - Blasonnement : D'argent à trois merlettes de sable. - Origine : Picardie |
|        | Famille Joly de Sailly - Clermont (Oise) - Blasonnement : D'azur au lion d'or, accompagné en chef d'un croissant d'argent accosté de deux étoiles à six rais d'or. - Origine : Picardie |
|        | Famille Jourdain puis Jourdain de Thieulloy - Thieulloy-la-Ville - Blasonnement : D’or à un daim au naturel passant sur une terrasse de sinople adextré d’un arbre au naturel et senestré d’un nuage d’azur mouvant de l'angle senestre et chargé d‘une étoile d’argent ; au chef de sinople chargé d’une croix ancrée d’or. - Robert Jourdain négociant, marié avec Marie Hoschédé d’Attencourt, leur fils, Léopold Jourdain de L’Éloge, épousa en 1757 Marie-Ursuline Lasnier de L’Éloge (1741-1799) et devint écuyer de L’Éloge. - François Jourdain, seigneur de Thieulloy, conseiller secrétaire du roi en 1737. Jean-Baptiste Jourdain, maire d'Amiens en 1766. Jean Baptiste Jourdain, écuyer, seigneur de Thieulloy (1747-1826). Jean Baptiste Edmond Jourdain de Thieulloy, comte romain en 1856 marié en 1827 à Henriette de Rouvroy de Libessart, - Charles Louis Jourdain, écuyer, seigneur de Muizon (1715-1779). - Philippe Nicolas, écuyer, seigneur d’Héricourt. - Ambroise Léopold Jourdain, écuyer, seigneur de L’Etoile. |
|        | Famille Journe - Abbeville - Blasonnement : De gueules à l'orle d'argent - Cimier : un lion issant d'or - Supports : deux griffons de gueules - Devise : « DIEU SOIT LOUÉ DE TOUT » - Jean Journe anobli en 1385. - Origine Ponthieu |
|        | Famille de Jouvence puis de Jouvence de Cambron D'azur, à trois têtes de gerfaut de gueules. * Il y a là non-respect de la règle de contrariété des couleurs : ces armes sont fautives. - Origine : Picardie |

| Accès direct dans l'index alphabétique de la liste                                                    |
| --- |
| A · B · C · D · E · F · G · H · I · J · K · L · M · N · O · P · Q · R · S · T · U · V · W · X · Y · Z |

### L
| Figure | Nom de la famille et blasonnement |
| ------ | --- |
|        | Famille de Laboissière - Laboissière-en-Santerre - Blasonnement : Écartelé : au premier et au quatrième d'or au chevron de sable accompagné de trois merlettes du même, au deuxième et au troisième d'or à trois fasces de gueules. - Guermon ou Vermond de La Boissière, évêque de Noyon (1250-1272). - Famille éteinte eu XVe siècle |
|        | Famille de La Chaussée d'Eu - Blasonnement : D'azur semé de croissants d'argent à trois besants d'or brochant sur le tout. - Cimier : une tête de licorne bouclée d'or. - Supports : deux lions d'or lampassés de gueules - Hugues de La Chaussé d'Eu (1036) - Noblesse prouvée (1489) : seigneur de La Chaussée, vicomte d'Eu, comte d'Arrest (1705) - Origine : Vimeu |
|        | Famille de La Fontaine - Blasonnement : D'azur à une fontaine d'or soutenue par deux lions affrontés du même (Alias : écartelé d'argent à trois molettes de sable 2 et 1). - Pierre de La Fontaine, marchand à Château-Thierry, Charles de La Fontaine, maître particulier des Eaux et Forêts. Jean de La Fontaine (1621-1695) gentilhomme de la duchesse d'Orléans, membre de l'Académie française en 1684. - Origine : Château-Thierry |
|        | Famille de La Gorgue de Rosny - Blasonnement : D'argent à trois merlettes de sable. - Anciennement : Écartelé, aux 2 et 3 d’argent à trois coquilles de sable.[réf. nécessaire] - Origine : Abbeville |
|        | Famille de La Haye - Blasonnement : D'azur fretté d'or, à l'orle de huit chausses-trappes d'argent (l'écu brodé engrêlé d'or). - Variante : D'azur fretté d'or, les claires-voies semées de chausses-trappes d'argent - Seigneur de Questeborne, du Hamel, de La Houssaye ; maintenu noble en 1697. - Origine : Picardie |
|        | Famille de La Houssoye de Maizicourt - Blasonnement : Coupé d'argent et d'azur, au lion de sable, armé, lampassé et couronné d'or, brochant. - Adrien de La Houssoye, écuyer, seigneur de Maizicourt épousa en 1484 Marguerite de Rubempré. - François de La Houssoye de Maizicourt, marié en 1727 à Charlotte d’Urre, - Marie Adélaïde de La Houssoye de Maizicourt, admise à Saint-Cyr en 1783. - Origine : Picardie |
|        | Famille Lamaurry ou La Maurry - Blasonnement : De sinople à deux jumelles d'or. - Robin Lamaurry (1405) - Origine : Abbeville |
|        | Maison de Lameth - Hénencourt - Blasonnement : De gueules, à la bande d’argent accompagnée de six croisettes recroisettées au pied fiché du même, rangées en orle (Picardie). - Autres blasonnements: - En écartelé avec Neuville : D’or, fretté de gueules, brisé d’un franc canton d’or chargé d’une étoile à six rais d’azur (Artois). - En écartelé avec Bussy : D’argent, à trois maillets de sable. - Robert de Lameth (1212) - Antoine Ier de Lameth épousa en 1460 Jacqueline d' Hénencourt. - Origine : Artois - Picardie |
|        | Famille de La Myre - Davenescourt - Blasonnement : Écartelé au premier et quatre d'azur à trois aigles d'or, au vol abaissé, diadémées, becquées et membrées de gueules, posées deux et un : au deux et trois d'or à la bande de gueules, surmontée de trois merlettes de sable et accostée de deux tourteaux d'azur, aux angles de l'écu à senestre en chef, et à dextre en pointe. - Filiation établit depuis Pierre Miri (avant 1378) - Seigneurie de Davenescourt acquise vers 1682 - Antoine de La Myre, (1676-1747), chevalier, lieutenant pour le Roi en Picardie, chevalier de l'ordre de Saint-Louis, maintenu noble en 1715. - Origine : Guyenne, Languedoc, Quercy                                     |
|        | Famille de Lancry de Pronleroy - Blasonnement : D'or à trois ancres de sable 2 et 1. - Cimier : un griffon - Supports : deux griffons - Famille connue depuis 1097 ; filiation prouvée depuis Jean de Lancry, chevalier, né vers 1356 - Claude de Lancry, écuyer. seigneur de Pronleroy (1575) - Louis Maximilien de Lancry, chevalier, titré marquis de Pronleroy, lieutenant-général des Armées du Roi, chevalier de l'ordre de Saint-Louis (1764) - Origine : Picardie |
|        | Famille de Lancy de Raray - Blasonnement : D'or à une aigle déployée de sable, becquée membrée de gueules, chargée sur son estomac, d'un écusson d'azur. - Variante : D'or à une aigle déployée de sable, becquée membrée de gueules, chargée, d'un écusson d'azur bordé d'or, surchargé de trois fusées du même rangées en pal. - Filiation établie depuis 1525 ; maintenue dans la noblesse en 1697 ; banche aînée éteinte en 1750. - Branche cadette : marquis de Raray en 1654, page du Roi en 1679 ; éteinte au début du XIXe siècle - Origine : Laon |
|        | Famille Langlois - Brouchy - Blasonnement : De gueules à deux chevrons d'argent, accompagné de trois trèfles d'or. - Isaac Langlois, seigneur de Brouchy († 1669) - Filiation depuis 1526. - François Langlois de Brouchy (1752-1813), seigneur de Brouchy, Aubigny, Annois, Jussy et Camas, officier dans la compagnie des Chevau-légers de la garde ordinaire du roi - Origine : Picardie |
|        | Famille Langlois de Septenville - Blasonnement : Coupé au 1 d'azur et d'azur d'une aigle naissante d'or ; au 2 émanché de gueules sur argent de quatre pièces. - Cimier : une tête de loup de sable. - Devise : Soli Fas Cenere Solem. - Antoine Langlois, écuyer, seigneur de Louvre (1601) - Michel Langlois, écuyer, seigneur de Septenville - Pierre Langlois maintenu dans la noblesse en 1716 ; Pierre Langlois de Septenville, directeur des Postes royales (1712-1770) - Louis Léon Langlois de Septenville, baron de Septenville et de l'Empire (1813) ; confirmé baron héréditaire en 1817. - Origine : Picardie                                                                                        |
|        | Famille de Lannoy ou Lannoy d'Améraucourt - Folleville (Somme) - Blasonnement : Échiqueté d'or et d'azur - Variante : D'or à trois écussons de vair. - Origine : comté de Flandre et Picardie |
|        | Famille de La Roche-Fontenilles - Rambures - Blasonnement : D'azur aux trois rocs d'échiquier d'or, 2 et 1. - Filiation établie depuis 1387. - François de La Roche, maquis de Fontenilles par lettres patentes de 1658, gentilhomme ordinaire de la Chambre, marié en 1645 avec Charlotte de Rambures, héritière de la Maison de Rambures. - Origine : Guyenne, Comminges, Bigorre |
|        | Famille de La Rue - Blasonnement : De gueules à trois fasces d’argent - Alias : D’argent à trois fasces de gueules - Plusieurs branches : de La Motte, de Quevauvilliers, d’Héricourt, de Gournay et de Bernapré - Jean de La Rue (début XVe siècle) - Louis de La Rue, auteur de la branche de Quevauvilliers, maintenue noble en 1697 - Adrien de La Rue, auteur de la branche d’Héricourt (preuves pour les écoles militaires en 1756) - Origine : Picardie |
|        | Famille de La Rue du Rozoy - Blasonnement : Écartelé aux 1 et au 4, d’argent à trois fasces de gueules ; aux 2 et au 3, échiqueté d’or et d'azur (ou l’inverse.). - Famille probablement issue de la famille de La Rue - Seigneur de Villers, du Ramel, du Rozoy, du Val d'Enquin - Filiation depuis le milieu XVIe siècle - Famille maintenue noble en 1706 - Origine : Picardie - Boulonnais |
|        | Famille de La Villette - Blasonnement : De sable à la barre d'argent chargé d'une molette de sinople.. - Lugle-Lucien-Edouard de La Villette, lieutenant criminel au bailliage de Montdidier, maire de Montdidier en 1749. - Famille anoblie en 1757 - Origine : Montdidier (Somme) |
|        | Famille de Lattre de Tassigny, - Blasonnement : D'azur à la fasce d'or accompagnée en chef de trois étoiles d'argent rangées en chef et de trois canettes toutes d'argent, posées en fasce, rangées en pointes, becquées et membrées de gueules. - Supports : deux lévriers au naturel - Origine : Laonnois |
|        | Famille Le Bel - Canchy - Blasonnement : D'azur au chevron d'or chargé de trois roses de gueules et accompagné de trois molettes d'or - Cimier : un lévrier issant. - Supports : deux lévriers. - Devise : JE SERAI TOUJOURS LE BEL. - François Le Bel (1440) - Famille probablement anoblie au XVIe siècle. - Trois branches toutes éteintes. Origine : Ponthieu |
|        | Famille Le Bel - Senlis - Blasonnement : De sinople à une fasce d'argent - Noël Le Bel anobli en 1493 - Trois branches maintenues dans la noblesse en 1666. - Origine : Valois |
|        | Famille Le Blond de L'Étoile - L'Étoile (Somme) - Blasonnement : D'argent à trois tours ou portes de gueules à deux manteaux ouverts, posées 2 et 1, crénelées de sable et herselées en sautoir, aussi de sable,. - La photographie d'une pierre gravée du blason de cette famille, derrière l'autel de l'église de L’Étoile, semble plutôt montrer un fretté et trois moulins sans ailes. - Cri : « La porte ou estoigneront ! ». |
|        | Famille Le Blond du Plouy - Vismes (hameau du Plouy) - Blasonnement : D'azur au chevron d'argent accompagné de trois roses du même - Famille maintenue dans la noblesse le 30 juillet 1717 - Charles François Antoine Marie Le Blond du Plouy, lieutenant-colonel du régiment de Bourgogne, chevalier de l'ordre de Saint-Louis, maréchal de camp en 1761. - Origine : Vimeu |
|        | Famille Le Caron de Chocqueuse - Blasonnement : D'argent au chevron de gueules accompagné en pointe d'un trèfle de sinople. - Jean Le Caron, seigneur de Bouillancourt (1501) - Jean Le Caron, écuyer, seigneur de Fontaine, conseiller d'État, déclaré noble par arrêt de 1664 - Jean-Baptiste Le Caron, écuyer, seigneur de Chocqueuse, conseiller du roi au bailliage et siège présidial d'Amiens (1659) - Famille maintenue dans la noblesse en 1704. - Origine : Picardie |
|        | Famille Le Cat d'Hervilly - Beaumont-en-Beine - Blasonnement de la famille d'Hervilly puis de la famille Le Cat d'Hervilly : De sable semé de fleurs de lys d'or. - Blasonnement de la famille Le Cat : de gueule à la tour d'argent. - Arthus Le Cat, écuyer, acquit la seigneurie d'Hervilly par mariage en 1501 avec Jehanne d'Hervilly. - Branche Le Cat d'Hervilly, seigneur de Devise, puis de Leschelle, éteinte en 1795 - Branche cadette, seigneur de Canisy, puis de Deniécourt, éteinte en 1853. - Origine : Vermandois |
|        | Famille Le Clerc de Bussy - Bussy-lès-Poix - Blasonnement : D'argent à la croix de gueules dentelée d'azur, chargée de cinq coquilles d'or - Alias : D'argent à la bande de gueules accompagnée en chef d'une aigle le vol abaissé de sable et en pointe d'une molette à huit rais du même - Famille connue depuis 1424, maintenue noble en 1666 - Page de la Grande Écurie en 1733 - Preuves pour la marine en 1789 - Origine : Picardie |
|        | Famille Le Fèvre de Caumartin - Blasonnement : D'azur à cinq trangles d'argent. - Supports : deux lions - Origine : Ponthieu |
|        | Famille Le Fournier de Wargemont - Blasonnement : D'argent à trois roses de gueules posées 2 et 1. - Seigneur de Berneuil, de Ribeaucourt (1594), Méricourt-sur-Somme (1667). - Origine : Normandie |
|        | Famille Le Prévost ou Le Prévost de Glimont - Blasonnement : Écartelé au 1 et au 4 d'argent à trois bandes d'azur, au 2 et au 3 à la bande d'argent chargée de trois hermines de sable, et sur le tout d'argent au lion de gueules à la bordure de même. - Autre blasonnement : De gueules au souci d’or, figé et feuillé de sinople. - Cimier : une licorne naissante. - Supports : deux licornes. - Famille anoblie le 20 juin 1388 - Pierre Le Prévost, écuyer, seigneur d'Himmerville en 1400 - François Le Prévost, chevalier, seigneur de Glimont, Ribauville, Tours-en-Vimeu, maintenu dans la noblesse le 27 mars 1700. - Origine : Ponthieu                                                              |
|        | Famille Le Roy de Jumelles - Blasonnement : D'azur à l'aigle bicéphale d'or, le vol étendu accompagné de trois roses du même, deux en chef et une en pie. - Nicolas Le Roy, écuyer, seigneur d'Argilliers (1548) - Jean Le Roy aumônier du Roi en 1594 et Philippe, écuyer, seigneur du Quesnel (1593) - - Branche aînée : de Jumelles - autres branches : d'Ambreville, du Quesnel, de Cauchois, de Franclieu et de Forestel ; toutes maintenues nobles en 1708 et 1716. - Vincent Le Roy de Jumelles, conseiller d'État (1646) ; Henri Le Roy de Jumelles, chevalier, créé marquis de Jumelles par lettres patentes de 1678 - Origine : Picardie                                                                |
|        | Famille Le Roy de Valanglart - Blasonnement : Tiercé en fasce ; d'or chargé d'un lion léopardé de gueules, de sinople et d'hermine. - Filiation remontant au XIIIe siècle. Guy Le Roy, écuyer (1375) - Origine : Vimeu |
|        | Famille de Lespinay - Blasonnement : D'argent à trois losanges de gueules. - Devise : REPEILLAM UMBRAS - Pierre de Lespinay (1420). - Origine : Beauvaisis |
|        | Famille de Lestocq - Blasonnement : D'azur semé de billette d'or, à la bande d'argent brochant sur le tout, chargée de trois molettes d'éperon de gueules. - Jean de Lestocq, écuyer, seigneur de Grandval (1407). - Origine : Picardie |
|        | Famille de L'Estoile (ou Etoile) - Blasonnement : D'azur à une croix d’or cantonnée aux 1er, 2e et 3e quartiers dune étoile du même, et au 4e quartier d'un croissant aussi d’or. - Autre blasonnement : D'azur à trois molettes d'éperon d’or posées aux trois premiers quartiers et un besant de même au quatrième. - Guillaume de L'Etoile, écuyer, homme d'armes des ordonnances du roi en 1549 - Famille maintenue dans la noblesse en 1708. - Origine : Ponthieu |
|        | Famille Le Tellier de Blanchard - Rambures - Blasonnement : D'azur aux trois croissant d’argent. Chevalier héréditaire - Autorisé par ordonnance de 1816 à ajouter au nom de Le Tellier celui de Blanchard. - Charles Le Tellier de Blanchard hérita de la propriété de Rambures en 1930. - Origine : Normandie |
|        | Famille Le Tellier de Curlu de Champien - Blasonnement : D’azur au chevron d’or accompagné en chef de deux besants d’argent et en pointe d’une licorne naissante du même, et au chef cousu de gueules chargé de trois étoiles d’or.. - Président Trésorier de France en Picardie en 1777. - Origine : Picardie |
|        | Famille Le Vasseur - Blasonnement : D'azur à un vase d'or accompagné en chef de deux têtes d'aigle d'argent arrachées et affrontées et en pointe d'un croissant montant d'argent. - Alias : D'argent au chevron d'azur accompagné en chef de deux étoiles du même et en pointe d'un croissant de gueules. - Mayeur de Péronne en 1696. - Mayeur de Péronne en 1737 - Origine : Picardie |
|        | Famille Le Vasseur de Neuilly - Blasonnement (branche aînée) : D'argent à la fasce de sable surmonté d'un lion naissant et accompagné en pointe de trois croissants le tout de sable. - Autre blasonnement : D'argent à la fasce accompagnée en chef d'un lion naissant, mouvant de la fasce, et en pointe de trois croissants, le tout de sable. - Blasonnement (branches cadettes) : De sable à la fasce d'argent surmonté d'un lion naissant et accompagné en pointe de trois croissants le tout d'argent - Supports : deux lions armés - Cimier : un bras armé tenant une épée nues. - Jean et Thomas Le Vasseur (1241) - Filiation établie depuis 1581 - Seigneur de Neuilly-le-Dien - Origine : Rue (Somme) |
|        | Famille Le Vasseur d'Ouville - Blasonnement : Échiqueté d’or et d’azur, de seize points ; au chef d’or chargé d’une rose de gueules et d’une chausse-trappe du même. - Guérard Le Vasseur (1273) - Jean Le Vasseur, seigneur d'Ouville (1518) - Origine : Ponthieu |
|        | Famille Le Vasseur de Sailly - Blasonnement : D’argent à la bande d’azur accompagné de six billettes de gueules, trois en chef et trois en pointe - Adam Le Vasseur, écuyer (1380). - Origine : Ponthieu |
|        | Famille Le Ver - Abbeville - Hugues Le Ver, mayeur d'Abbeville en 1163. - Blasonnement : D'argent à trois verrats (sangliers) de sable accompagnés de neuf trèfles du même posés 3 en chef 3 en fasce 3 en pointe. (éteinte en 1840) |
|        | Famille Le Vieux d'Yvetot - Beaucamps-le-Vieux - Blasonnement : D'argent à la bande de sable frettée d'or. - Origine : Pays de Caux - Amiénois et Comté de Flandre |
|        | Famille de Lignières - Sancourt (Somme) - Blasonnement : D’argent à la croix ancrée de gueules. - Devise : SEMPER ET UBIQUE FIDELIS. - Jean de Lignières, né vers 1400, seigneur de Domfront (Oise) - Origine : Picardie - Bretagne |
|        | Maison de Longueval - Longueval - Blasonnement : Bandé de vair et de gueules de six pièces. - Filiation est établie depuis Jean de Longueval, chevalier (1202) - Origine : Picardie, Artois, Comté de Flandre |
|        | Famille de Louvel ou de Louvel-Lupel. - Blasonnement : D’or à trois hures de sanglier de sable 2 et 1. - Seigneur de Warvillers, Arvillers, Léchelle, Vicomte d’Autrêches. - Preuves de noblesse : 1546 - Pierre de Lupel, député. - Origine : Picardie |
|        | Famille de Louvencourt - Blasonnement : D'azur, portant trois têtes de loups. - Blason de Charles de Louvencourt : D’azur à la fasce d’argent (d’or) chargée de trois merlettes de sable et accompagnées de trois croissants du second 2 et 1. - Robert de Louvencourt, marchand, bourgeois d’Amiens (1411). Famille anoblie en 1586 - Seigneurs de Blangy-Tronville. - Origine : Amiens |
|        | Famille de Luxembourg-Saint-Pol - Blasonnement : D'argent au lion de gueules, la queue nouée fourchée et passée en sautoir, armé couronné d'or et lampassé d'or. - Comte de Saint-Pol, de Marle et de Roucy, seigneur de Beaurevoir et de Ham |
|        | Famille L'Yver - Abbeville - Blasonnement : D'or à deux fleurs de lys de sinople en chef, et un verrat (sanglier) de sable en pointe. - Armes modernes depuis le XVIe siècle : D'argent à trois roses de gueules. - Supports : deux lions - Cimier : un lion - Jean L'Yver, riche bourgeois d'Abbeville (1347) - Jean L'Yver, seigneur de Boëncourt (1430) - Origine : Ponthieu, Champagne |

| Accès direct dans l'index alphabétique de la liste                                                    |
| --- |
| A · B · C · D · E · F · G · H · I · J · K · L · M · N · O · P · Q · R · S · T · U · V · W · X · Y · Z |

### M
| Figure | Nom de la famille et blasonnement |
| ------ | --- |
|        | Maison de Mailly - Mailly-Maillet - Blasonnement : d'or a trois maillets de sinople. - Devise : « Hongne qui vonra » - Cri : « Mailly ! Mailly ! » - Origine : Picardie |
|        | Famille du Maisniel - Blasonnement : D'argent à deux fasces de gueules, chargées chacune de trois besants d'or. - Devise : : « Os ad hostem » - Jean du Maisniel, anobli par lettres de 1447. - Origine : Picardie |
|        | Famille de Mareuil - Blasonnement : D'azur à la fasce d'or, accompagné de trois étoiles d'or 2 et 1. - Famille anoblie en 1594, maintenue noble en 1704. Seigneur de La Ferrière, du Camp, de Framicourt, de Belleville, de Fontaine, de Beaulieu. Page de la Grande Ecurie en 1712. - Origine : Picardie |
|        | Famille de Marle - Marle - Blasonnement : D'argent à la bande de sable chargée de trois molettes à cinq 5 rais d'argent . - Henri Le Corgne, dit de Marle, Chancelier de France en 1413 - Famille éteinte au XVIIIe siècle. - Origine : Thiérache |
|        | Famille de Martainneville - Blasonnement selon Belleval : Sautoir engrêlé et franc-quartier fretté (couleurs inconnues). - Blasonnement : De gueules au sautoir engrêlé de sable *. - Jean de Martainneville, écuyer (1293) * Il y a là non-respect de la règle de contrariété des couleurs : ces armes sont fautives. |
|        | Famille de Massary - Blasonnement : De pourpre à l'aigle de sable accompagné de cinq étoiles d'or, une en chef, deux de chaque côté de l'aigle en pal ; à la champagne d'azur chargée d'une flèche d'argent en pal, la pointe en haut * - Vincent Massaro (1495) - Vincent Massaro ou de Massart (1613-1693), verrier, fixé avec son frère en Picardie. Pierre de Massary (1657-1705), écuyer, verrier, anobli en 1705. - Origine Montferrat - Picardie * Il y a là non-respect de la règle de contrariété des couleurs : ces armes sont fautives. |
|        | Famille Matiffas - Saint-Riquier - Blasonnement : D'azur à la bande d'or, accompagnée de trois trèfles du même, deux en chef, un en pointe. - Supports : deux lions. - Cimier : un lion naissant. - Matthieu Matiffas, écuyer (1374), seigneur de La Salle-lès-Saint-Riquier. - Origine : Ponthieu |
|        | Famille de May, - Blasonnement : D’azur au chevron d’or,. - Cimier : un sauvage issant. - Tenants : deux sauvages. - Autre blasonnement : Coupé au 1 d'or à deux lions affrontés d'azur au 2 palé d'azur et d'or. - Cimier : un lion issant d'azur - Origine : Ponthieu - Anoblissement : mai 1387 et mars 1388. |
|        | Famille de Mello - Blasonnement : D'or à deux fasces de gueules accompagnées de neuf merlettes du même en orle. - Chevalier croisé en 1191 - Connétable de France en 1204 - Seigneur de Saint-Bris, L'Orme, Espoisses, Saint-Panse - Origine : Beauvaisis |
|        | Famille de Mercastel ou de Mercatel - Villers-Vermont - - Blasonnement : D'argent à trois croissants de gueules. - Supports : deux lions. - Cimier : un château surmonté d’un merle d'argent. - Devise : « Hongne qui vonra. » - Origine : Picardie - Famille éteinte en 1860 |
|        | Jean du Méril (c.1623-1708) Marchand drapier et bourgeois de la ville d'Abbeville - Blasonnement : D'or, à un pal de gueules, chargé d'une merlette d'argent. - Famille subsistante, patronyme Duméril |
|        | Famille de Millen ou de Milhen - Blasonnement : D'azur au lion d'or, armé et lampassé de gueules. - Origine : Limbourg - Vermandois |
|        | Maison de Milly - Milly-sur-Thérain - Blasonnement : De sable au chef d'argent. - Cimier : un cygne - Supports : deux lions d'argent - Robert Ier de Milly (1128) - Salagon de Milly, mourut à la troisième croisade, le 23 juillet 1191 - Famille éteinte en 1373 à la mort de Jeanne de Milly épouse de Jean de Picquigny. - Origine : Beauvaisis |
|        | Famille de Miraumont - Miraumont - Blasonnement : D'argent à trois tourteaux de gueules.. - La famille de Miraumont est connue du XIIe au XVIe siècle. Famille éteinte par le mariage de Marie de Miraumont (v.1470-1558) avec Jean de Longueval. - Origine : Picardie |
|        | Maison de Monchy et de Monchy d'Hocquincourt - Monchy-Lagache - Blasonnement : De gueules, à trois maillets d'or. - Cimier : une tête de Maure - Devise : VIRTUS IN ARMIS - Drogon de Monchy, chevalier croisé en 1096. Filiation prouvée depuis Jean de Monchy (1411). - Origine : Vermandois |
|        | Famille de Mons - Blasonnement : D'azur au chevron d'or accompagné en chef de deux molettes d'or et en pointe d'une rose aussi d'or. - Preuves de noblesse depuis 1560, famille maintenue noble en 1708. Seigneur d'Hédicourt et Broyes. - Origine : Picardie |
|        | Famille de Mons - Blasonnement : D'azur au chevron d'or accompagné en pointe d'un mont de six coupeaux d'argent et chef cousu de gueules à trois étoiles d'or. - Famille maintenue noble en 1707. Seigneur de Thuison. - Origine : Picardie |
|        | Maison de Montdidier - Blasonnement : De gueules à la rose d'or. - Maison éteinte au XIIIe siècle. - Origine : Santerre - Champagne |
|        | Famille de Montmignon - Friville-Escarbotin - Blasonnement : D’azur au chevron d’or accompagné de trois trèfles ou cœurs du même. - Origine : Vimeu |
|        | Famille Morel (de Foucaucourt et de Boncourt) - Foucaucourt-en-Santerre - Blasonnement : D'azur à une fleur de lys d'or, accompagnée de trois glands versés du même. - Variante : D'azur à la fleur de lys d'or en abîme accompagnée de trois glands versés du même. - Supports: deux licornes au naturel. - Cimier : une licorne issante. - Devise : Nescit Labi Virtus - Origine : Santerre |
|        | Famille de Moreuil-Soissons - Moreuil - Blasonnement : D'azur semé de fleurs de lis d’or, au lion naissant d'argent brochant. - Origine : Soissonnais - Santerre |
|        | Famille de Morgan de Frucourt et Morgan de Belloy - Blasonnement : D'argent à trois rencontres de buffles de sable 2 et 1. - Étienne Morgan (1590) ; Jacques Morgan (1619-1687), échevin d'Amiens ; Jean-Baptiste Morgan (1709), écuyer, seigneur de La Londe ; Jacques Morgan (né en 1677), écuyer, seigneur de Frucourt et de Doudelainville. - Jean-Baptiste Morgan, né en 1722, épousa en 1764 Marie-Joséphine Roussel de Belloy. Leur fils Adrien Morgan de Belloy, maire d'Amiens, créé baron héréditaire en 1816. - Origine : Amiens        |
|        | Famille de Moÿ et de Moÿ de Sons - Moÿ-de-l'Aisne - Blasonnement : de gueules fretté d'or de six pièces. - Blasonnement de la branche de Sons : brise d‘un franc quartier d'azur à une anille d‘argent. - Devise : « De mieux en mieulx Moÿ » - Cri : « Séchelles ! » - Guy de Moÿ († 1165), filiation prouvée depuis 1384. Charles, marquis de Moÿ en 1578. - Branche de Sons : Robert (dit Gauche) de Sons († 1164). Filiation prouvée depuis 1327. - Origine : Vermandois                                                                       |

| Accès direct dans l'index alphabétique de la liste                                                    |
| --- |
| A · B · C · D · E · F · G · H · I · J · K · L · M · N · O · P · Q · R · S · T · U · V · W · X · Y · Z |

### N
| Figure | Nom de la famille et blasonnement |
| ------ | --- |
|        | Famille de Nepveu de Longavesne - Péronne (Somme) - Blasonnement : D'azur à quatorze losanges d'argent 4, 4, 4 et 2. - Preuve de noblesse : 1543. |
|        | Famille de Nesle de Falvy ou de Néelle - Blasonnement : Burelé d'argent et d'azur, à la bande (ou cotice) de gueules brochant sur le tout., - Yves Ier, seigneur de Nesle (1000) - Seigneur de Nesle et de Falvy - Comte de Beaumont-sur-Oise (1209) - Comte de Soissons (1235) - Famille éteinte avec Jean VI (ou IV) de Nesle-Falvy mort après 1338. - Cri: Soissons ! - Origine : Picardie |
|        | Famille de Neufville - Blasonnement : D'hermine au chevron de sinople accompagné de trois tourteaux de gueules. - Seigneur de Couppes, Brugnobois, Lumbres, Montador - Maintenu noble en 1700 sur titres remontés à 1543 - Preuves pour Saint-Cyr en 1774. - Origine : Picardie |
|        | Maison de Noailles - Mouchy-le-Châtel - Blasonnement : De gueules, à la bande d'or. - Une branche cadette de la Maison de Noailles obtint le titre de duc de Mouchy et de prince de Poix au XVIIIe siècle. - Origine : Limousin |
|        | Famille de Noüe - Château de Noüe - Blasonnement : Échiqueté d'argent et d'azur ; au chef de gueules - Guillaume de La Noüe (1308) - Origine : Valois |
|        | Maison du Nouvion - Le Nouvion-en-Thiérache - Blasonnement : De gueules à la barre d’or. Différences entre dessin et blasonnement. |
|        | Famille de Noyelles - Blasonnement : D'argent à la fasce d'azur accompagnée en chef de trois fleurs de lys de gueules et en pointe d'une molette de sable. - Jean de Noyelles, anobli en juin 1388 par lettres du roi Charles VI - Jean de Noyelles, mayeur d'Abbeville en 1478 - Jean de Noyelles († 1524), avocat en Parlement - Famille éteinte au XVIe siècle. - Origine : Ponthieu       |
|        | Maison de Noyelles - Blasonnement : De gueules à trois jumelles d'argent. - Seigneur de Noyelles, de Pouich, de Marle, baron de Rossignol, marquis de Lisbourg - Origine : Artois |

| Accès direct dans l'index alphabétique de la liste                                                    |
| --- |
| A · B · C · D · E · F · G · H · I · J · K · L · M · N · O · P · Q · R · S · T · U · V · W · X · Y · Z |

### O
| Figure | Nom de la famille et blasonnement |
| ------ | --- |
|        | Famille d'Occoche et d'Occoche de Manchicourt - Occoches - Blasonnement : D'argent à la fasce de gueules accompagnée en chef de trois coqs rangés de sable crêtés et barbés du second soutenus de la fasce. - Cimier : un coq de l'écu démembré entre un vol banneret d'argent Lambrequin d'argent et de gueules. - Devise : « GALLO CANENTE SPES REDIT. » - Hugues d'Occoches (1198). - Origine : Ponthieu - Amiénois - Vimeu |
|        | Famille d'Offay - Blasonnement : D'azur à deux bandes d'or accompagnées de trois larmes d'argent, deux en chef, une en pointe. - Seigneur de Beauchamp, Rieux, Beaurepaire - Preuve de noblesse : 1498 - Origine : Picardie |
|        | Famille d'Ohier de Grandval - Blasonnement : De gueules à deux épées d’argent en sautoir les gardes d’or. - Seigneur de Froize - Preuve de noblesse : 1530 - Origine : Picardie |
|        | Famille d'Oisy - Péronne (Somme) - Blasonnement : D'azur à une montagne d'or surmontée de deux étoiles du même - Origine : Vermandois |
|        | Maison d'Ongnies - Blasonnement : de sinople à la fasce d'hermine. - Famille citée au XIIIe siècle, éteinte au XVIIe siècle et qui a donné le rameau des Comtes de Chaulnes en 1563. - Origine : Artois - Picardie |

| Accès direct dans l'index alphabétique de la liste                                                    |
| --- |
| A · B · C · D · E · F · G · H · I · J · K · L · M · N · O · P · Q · R · S · T · U · V · W · X · Y · Z |

### P
| Figure | Nom de la famille et blasonnement |
| ------ | --- |
|        | Famille de Pas de Feuquières - Pas-en-Artois, Feuquières (Oise) - Blasonnement : De gueules au lion d'argent. - Variante : armé et lampassé d'or - Seigneurie de Feuquières acquise, en 1320, par mariage entre Jean de Pas et Jeanne de Feuquières - Filiation établie depuis 1527 - Achat de la seigneurie de Rosières-en-Santerre en 1528 - Marquis de Feuquières (1646). - Origine : Artois - Beauvaisis |
|        | Famille du Passage - Sainte-Segrée - Blasonnement : De sable à trois fasces ondées d'or. - Jacques du Passage, écuyer, seigneur de Sinceny par acquisition en 1485, maître des eaux et forêts à Chauny, en 1491 ; Charles du Passage, écuyer, seigneur de Sinceny, chevalier de l'Ordre de Saint-Michel, Gentilhomme de la Chambre du Roi (1622) ; Louis du Passage, son fils, reçu chevalier de Malte sur preuves de ses huit quartiers de noblesse (1646),, François du Passage, écuyer, seigneur de Caillouël (1682), Jean-Baptiste du Passage, écuyer, seigneur de Sainte-Segrée, capitaine d'infanterie, chevalier de l'Ordre de Saint-Louis (1764), Arthur du Passage (1838-1909) et Charles du Passage (1843-1926), sculpteurs animaliers et illustrateurs ; Henri du Passage (1874-1963), père jésuite, directeur de la revue Études. - Devise : « PIETAS, INTEGRITAS, MAGNANIMITAS » - Origine : Duché de Clèves |
|        | Famille Picquet - Blasonnement : D'azur, à une bande d'or, chargée de trois merlettes de sable, surmontées d'un croissant de gueules pour brisures - Famille connue depuis la fin du XVe siècle : gouverneur de Boves, bailli du Quesnoy-en-Airaines, seigneur du Quesnel, du Chaussoy, de Beauchamps de Noyencourt puis d'Hérissart, lieutenant de bailliage et siège au présidial d'Amiens - Adrien Picquet, sieur d'Avelesges en 1533 dont sont issues plusieurs branches. - Guy-Antoine Picquet de Moyencourt, né en 1750 - Origine : Amiénois, Vimeu |
|        | Famille de Picquigny, - Blasonnement : Fascé d'argent et d'azur, à la bordure de gueules. |
|        | Famille Piedefer ou Piedefer de Chanlost - Blasonnement : Échiqueté d'or et d'azur. - Seigneur de Saint-Mards, Guyencourt, Vity... Président au Parlement de Paris en 1495 ; Prévôt des marchands de Paris en 1492. - Preuves de noblesse depuis 1519 - famille maintenue dans la noblesse en 1668. - Origine : Beauvaisis |
|        | Famille de Pierrepont - Pierrepont (Aisne) - Blasonnement : De gueules au chef émanché d'or. - Origine : Laonnois |
|        | Famille Pingré - Blasonnement : D’argent au pin de sinople fruité de trois pièces d’or, surmonté d’une grive de sable. - Branches des seigneurs de Saveuse et de Guignemicourt : Conseiller-Secrétaire du Roi 1690 - Branche des seigneurs de Farinvilliers : Conseiller-Secrétaire du Roi en 1634 ; Conseiller au Grand-Conseil en 1648 - Famille anoblie en 1594 - Origine : Picardie |
|        | Famille Pingré d'Ambreville - Blasonnement : D’argent au chêne (pin) arraché de sinople fruité d’or, écartelé d’argent à trois trèfles de sables posés 2 et 1, et une étoile de gueules chargée d‘une rose d’or en abîme. - Seigneur d'Ambreville, anobli en 1698 |
|        | Famille Pingré de Fricamps - Blasonnement : D’argent au pin de sinople fruité d’or. - Branche des seigneurs de Fricamps, Viage : trésoriers généraux à Amiens en 1637, 1651 et 1695 - Branche des seigneurs de Foucaucourt, Gouy-l’Hôpital : trésorier général de France à Amiens en 1657 ; Conseiller-Secrétaire du Roi en 1739 - Branche des seigneurs de Sourdon : Conseiller-Secrétaire du Roi en 1691 - Origine : Picardie |
|        | Famille de Pisseleu - Blasonnement : D'argent à trois lions de gueules posés 2 et 1. - Filiation établie depuis 1461. - Origine : Artois |
|        | Famille de Poilly - Blasonnement : D'azur au chevron d'or accompagné en chef d'un croissant d'argent entre deux anémones tigées et feuillées du même et en pointe d'un lion aussi d'argent lampassé de gueules. - Variante : D'azur au chevron d'or, accompagné en chef de deux têtes de pavot (anémones) d'argent et en pointe d'un lion d'or. - Seigneur d'Aisy et de Marerville - Convoqué à Soissons en 1789 - Origine : Picardie |
|        | Maison de Poix - Poix-de-Picardie - Blasonnement : D'argent, à la croix de gueules, frettée d'or. |
|        | Famille Pont - Blasonnement : De gueules, à la fasce d'argent, accompagnée en chef de trois maillets du même, posés en bande. - Origine : Comté de Ponthieu |
|        | Famille de Pont d'Avancourt - Blasonnement : Ecartelé aux 1 et 4 : de gueules au chevron d'or accompagnés de trois croissants d'argent ; aux 2 et 3 : de sable au chevron d'argent chargé de trois roses de gueules ; sur le tout d'or à 3 fasces de gueules. - Filiation depuis 1550 - Origine : Picardie |
|        | Famille de Pont-Remy - Blasonnement : D'argent au chef de gueules - Girard de Pont-Remy, chevalier (1160) - Godefroy de Pont-Remy, écuyer, seigneur de Dreuil-lès-Airaines (1295) - Eustache de Pont-Remy, seigneur de Coquerel (1337) - Guillaume de Pont-Remy (1383) - Famille disparue avant le XVe siècle. - Origine : Ponthieu |
|        | Maison de Ponthieu - Blasonnement : D'or aux trois bandes d'azur à la bordure de gueules. - Variante : D'azur au chevron accompagné en chef de deux roses et en pointe d'un croissant le tout d'or. Ces armoiries sont en fait celles d'une branche de la famille de Vismes qui prétendait en descendre par ses males. |
|        | Famille Prévost d'Arlincourt - Blasonnement : D'azur au lion d'or soutenu d'un croissant renversé d'argent et accompagné en chef de deux étoiles du même. - Conseiller Secrétaire du Roi en 1772 - Baron d'Empire en 1814 - Origine : Doullens |

| Accès direct dans l'index alphabétique de la liste                                                    |
| --- |
| A · B · C · D · E · F · G · H · I · J · K · L · M · N · O · P · Q · R · S · T · U · V · W · X · Y · Z |

### Q
| Figure            | Nom de la famille et blasonnement |
| ----------------- | --- |
|                   | Famille de Querrieu - Querrieu - Blasonnement : d'azur au chef d'or, au lion de gueules brochant - Alias : D'azur au chef d'or et au lion de gueules brochant sur le chef. - - Famille éteinte vers 1373 par le mariage de Marie de Querrieu avec Jacques de Longroy - Origine : Picardie |
|                   | Famille du Quesnel - Blasonnement : D'argent au chêne de sinople et à la cotice de gueules brochant sur le tout. - Seigneur de Ponchon, maintenu noble en 1667. - Origine : Picardie |
|                   | Famille du Quesnet - Blasonnement : D'or à la tête de hallebarde de sable accompée en chef de 2 molettes du même. - Seigneur d'Avez - Origine : Soissonnais |
| Blason Escœuilles | Famille du Quesnoy - Le Quesnoy-en-Artois - Escœuilles - Blasonnement : D'or à l'aigle de sable., - Variante : D'or à l'aigle bicéphale de sable. - Origine : Boulonnais |
|                   | Famille du Quesnoy - Quesnoy-le-Montant - Blasonnement : Trois fasces et une bande brochante sur le tout. - Pierre du Quesnoy (1321). - Origine : Ponthieu |
|                   | Famille de Quevauvillers - Quevauvillers - Blasonnement : De gueules à un croissant d'argent surmonté d'une rose d'or. - Origine : Ponthieu |
|                   | Famille Quieret - Tours-en-Vimeu - Blasonnement : D'hermine à trois fleurs-de-lis au pied coupé de gueules - Hugues Quiéret, seigneur de Dourier (1209) - Hugues Quiéret, seigneur de Tours-en-Vimeu, amiral de France, tué à la Bataille de l'Ecluse le 22 juin 1340 - Pierre Quiéret, seigneur de Haucourt, prisonnier à la Bataille d'Azincourt en 1415, capitaine d'Airaines en 1422 - Guy Quiéret, chevalier, seigneur de Tours-en-Vimeu, prisonnier à la bataille d'Azincourt - Jacques Quiéret, chevalier, seigneur d'Heuchin, prisonnier à la bataille de Pont-Audemer (1449) |

| Accès direct dans l'index alphabétique de la liste                                                    |
| --- |
| A · B · C · D · E · F · G · H · I · J · K · L · M · N · O · P · Q · R · S · T · U · V · W · X · Y · Z |

### R
| Figure | Nom de la famille et blasonnement |
| ------ | --- |
|        | Maison de Ramburelles - Ramburelles - Blasonnement : D'azur à l'écusson d'argent. - Guillaume de Ramburelles (1204) - Famille éteinte au XVe siècle. |
|        | Maison de Rambures - Armes anciennes jusqu'en 1676 : de gueules à trois fasces d'or - Armes depuis 1676 : d'or à trois fasces de gueules - Devise : « Deo duce, ferro comite » - Cri : « Rambures ! » - David de Rambures (1107) - Origine : Vimeu |
|        | Famille de Rasse - Blasonnement : De sinople aux trois pals d’or remplis de gueules au canton d’or chargé d’une fleur de lys d’azur ou De sinople aux trois pals d’or remplis de gueules au canton d’or (d'azur) chargé d’une fleur de lys d’azur (d'or). - Wautier III de Rasse († 1224). - Pierre de Rasse, chevalier, seigneur de La Hargerie et de Tilloloy (XVe siècle) - Famille éteinte par le mariage, en 1524, d'Antoinette de Rasse de La Hargerie avec Jean III de Soyécourt, puis Louis d'Ongnies. - Origine : Pévèle - Picardie                                                           |
|        | Famille de Ribaumont ou Riblemont - Ribemont - Blasonnement : De gueules fretté d'or ; au canton d'or, chargé d'un léopard de sable. - Cri : « À moi, Ribaumont ! » |
|        | Famille de Riencourt - Riencourt - Blasonnement : D'argent aux trois fasces de gueules frettées d'or. - Famille connue depuis 1066. Filiation établie depuis 1193. Maintenue dans la noblesse en 1701 sur preuve depuis Thomas, seigneur de Riencourt en 1206. Roger Adrien de Riencourt - Amaury de Riencourt. - Origine : Picardie |
|        | Famille Rillart puis Famille Rillart de Verneuil (1862) - Blasonnement : D'azur au lion d'or et au chef d'argent chargé de trois merlettes de sable. - Filiation établie depuis 1580. Secrétaire du Roi en la Grande chancellerie de France en 1676. - Origine : Picardie |
|        | Famille de Rocquigny et de Rocquigny du Fayel - Blasonnement : d'argent à trois fers de lance renversés, émoussés de sable. - Blasonnement branche du Fayel : D'argent aux trois rocs d'échiquier de sable. - cimier : Couronne de marquis - Tenants : deux satyres - Devise : « Rien de bas ne m'arreste. » - Hugues de Rocquigny anobli pour services en 1479 - Robert de Rocquigny, chevalier, seigneur du Fayel et de Palcheul, maintenu noble en 1637. - Origine : Pays de Caux - Boulonnais - Bretagne                                                                                           |
|        | Famille Rouault de Gamaches - Blasonnement : De sable, à deux léopards couronnés d'or, l'un sur l'autre. - Clément Rouault, anobli en 1317. - Seigneurs puis marquis de Gamaches - Origine : Poitou |
|        | Famille de Roucy - Blasonnement : D’or, au lion d’azur, armé & lampassé de gueules - La première maison féodale de Roucy, qui donna un Archevêque de Reims, s’éteignit à la fin du XIe siècle - La deuxième maison de Roucy, issue de la première, s’éteignit au XIIIe siècle. Le comté de Roucy passa ensuite par mariage à la Maison de Saarbruck (Sarrebriicke), puis à la Maison de Roye et à celle de La Rochefoucauld, enfin à celle de Béthune. - Le nom de Roucy fut également porté par les seigneurs du Bois, de Thosny et de Manre (jugement de 1485) - Plusieurs branches toutes éteintes. |
|        | Famille Roussel - Blasonnement : De sable à trois aigles éployées d’or - Famille anoblie en 1391 - Jacques Roussel, écuyer, seigneur de Miannay, bailli de Bailleul, mayeur d'Abbeville à plusieurs reprises de 1409 à 1424 - Daniel Roussel, chevalier, seigneur de Miannay, Vironchaux et Monchaux, maréchal de camp, député général des protestants - Famille éteinte en 1659 par le mariage de Suzanne Roussel avec Daniel de Boubers - Origine : Vimeu |
|        | Famille de Roussel de Belloy - Blasonnement : D’azur au chevron d’or accompagné de trois demi-vols d’aigle d’or. - Échevin d’Amiens au XVIIe siècle - quatre Trésoriers de France à Amiens de 1675 à 1737. Seigneurie de Belloy-Saint-Léonard acquise à la fin du XVIIe siècle. - Origine : Picardie |
|        | Famille de Rouvroy - Blasonnement : De sable à la croix d’argent chargé de cinq coquilles de gueules. - Origine : Rouvroy (Aisne) |
|        | Maison de Rouvroy de Saint Simon - Blasonnement : Écartelé: aux 1 et 4, de sable, à la croix d'argent, ch. de cinq coquilles de gueules (de Rouvroy) ; aux 2 et 3, échiqueté d'or et d'azur, au chef d'azur, ch. de trois fleurs-de-lis d'or (de Vermandois). On trouve également (de Vermandois) en 1 et 4 et (de Rouvroy) en 2 et 3., - Devise : "Virtus et Umbra" (Courage et Humilité) |
|        | Maison de Roye - Blasonnement : De gueules, à la bande d'argent. - Cimier : Une tête de sanglier d'argent, issant d'une couronne du même. |
|        | Famille de Rubempré - Rubempré - Blasonnement : D'argent à trois jumelles de gueules. - Origine : Picardie - comté de Flandre. (éteinte) |
|        | Famille de Rumet - Blasonnement : De sable à trois molettes d'éperon, à cinq pointes d'argent. - Devise : « Joyeux espoir » - Famille citée au XIIIe siècle, seigneur de Buscamp et de Beaucorroy - preuve de noblesse 1546. - Origine : Ponthieu (éteinte) |

| Accès direct dans l'index alphabétique de la liste                                                    |
| --- |
| A · B · C · D · E · F · G · H · I · J · K · L · M · N · O · P · Q · R · S · T · U · V · W · X · Y · Z |

### S
| Figure | Nom de la famille et blasonnement |
| ------ | --- |
|        | Famille de Sachy - Blasonnement : Échiqueté d'argent et de sable, à la bordure d'azur. - Autre blasonnement : D'azur aux trois chassis d'or, 2 et 1, surmonté d'un soleil du même posé au milieu du chef. - Seigneurs de Carouge, Fourdrinoy, Belliveux, Saint-Aurin, etc. - Famille anoblie ou confirmée noble en 1698 - Trésoriers généraux de France à Amiens en 1695 et 1745 - Conseiller au Parlement de Paris en 1771 - Preuves pour le service en 1781. - Origine : Picardie |
|        | Famille de Sacquespée - Blasonnement : De sinople à l'aigle d'or (becquée et membrée de gueules), tenant de son bec une épée d'argent en bande, la poignée d'or, l'épée tirée d'un fourreau de sable et brochée sur le tout. - Famille, anoblie en 1376, maintenue noble en 1518 - deux branches au XVe siècle : Jean Sacquespée, auteur des marquis de Thézy (branche éteinte en 1790) - Guillaume Sacquespée, auteur de la branche de Voipreux en Champagne. - Origine : Picardie |
|        | Famille de Saint-Blimond - Saint-Blimont - Blasonnement : D’or au sautoir engrêlé de sable. - Jean de Saint-Blimond, écuyer, seigneur de Saint-Blimont (1292) - Nicolas de Saint-Blimond, chevalier, marquis de Saint-Blimont (1682), maintenu dans la noblesse en 1699 et 1716 sur preuves de 1493 - Famille éteinte en 1820. - Origine : Picardie |
|        | Famille de Saint-Fussien - Blasonnement : De gueules à trois coupes (calices) d’or accompagnées de trois trèfles du même. - Autre blasonnement : : D’argent à la fasce d’azur chargée de 3 billettes d’or - Autre blasonnement : D’argent au pal de gueules chargé d’un anneau d‘or. - un mayeur d’Amiens en 1451 dont pensait descendre la famille du même nom établie à Montdidier qui donna des mayeurs de Montdidier au XVIIIe siècle et un Conseiller-Secrétaire du Roi en 1752 - Origine : Picardie |
|        | Famille de Saint-Ouen - Blasonnement : D'azur au sautoir d'argent accompagné de quatre aiglettes du même. - Robert de Saint-Ouen (1314). - Origine : Normandie |
|        | Famille de Saint-Privat - Blasonnement : D’or à la bande d’azur, ch. de trois molette d’argent accompagné de trois coquilles de gueules mises en orle. - Origine : Picardie |
|        | Famille de Saint-Quentin - Blasonnement : D’argent à la croix de gueules accompagnée de quatre lions de sable. - Origine : Artois - Picardie |
|        | Famille de Saint-Rimault - Blasonnement : De sable au lion d’argent couronné d’or. - Origine : Vimeu |
|        | Famille de Saint-Saulieu ou de Saint-Sauflieu - Saint-Sauflieu - Blasonnement : D’azur à la croix d’or cantonnée aux I et IV de quatre croisettes du même, 2 et 2 et aux II et III de trois autres croisettes aussi d’or, 2 et 1. - Dreux (Drogonis) puis Adam "de Sessoliu" son fils (1145) - Famille convertie au protestantisme maintenue noble en 1667. - Origine : Picardie - Champagne |
|        | Famille de Saint-Simon - Blasonnement : D'argent au chef émanché de sable. - Origine : Picardie |
|        | Famille de Saint-Souplis ou Saint-Suplix - Blasonnement : D'or à trois fasces de gueules surmontées en chef d'une coquille d'azur., - Supports : deux griffons - Cimier : un sauvage issant tenant un bourdon - Devise : « Vivre pour mourir et mourir pour vivre » - Origine : Picardie |
|        | Maison de Saint-Valery - Blasonnement : D'azur fretté d'or entre-semé de fleurs de lys du même. - Origine : Normandie - Picardie (Maison éteinte) |
|        | Famille de Saisseval et de Saisseval de Pissy - Saisseval - Blasonnement : D'azur à deux bars adossés d'argent - Famille connue au XIIe siècle. Filiation prouvée depuis Gilles de Saisseval, seigneur de Pissy (1362). - Origine : Amiénois |
|        | Famille de Sarcus - Sarcus - Blasonnement : De gueules au sautoir d’argent cantonné de quatre merlettes de même. - Le blason se tient entre des tenants : deux anges, et il est surmonté d'une couronne de marquis - Famille citée au XIIe siècle, filiation prouvée en 1410, François de Sarcus, évêque du Puy au XVIe - Charles Marie de Sarcus. - Origine : Beauvaisis |
|        | Maison de Saveuse - Blasonnement : De gueules à la bande d'or, accompagnée de six billettes du même en orle., - Cri : SAVEUSE ! - Maison éteinte en 1694 par le mariage de Louise Charlotte de Saveuse avec Philippe de Montmorency. - Origine : Picardie |
|        | Famille de Seiglière de Soyécourt - Blasonnement : D'azur à trois épis de seigle d or. - Famille anoblie en 1643 ; héritière de la famille de Belleforière-Soyécourt par le mariage de Marie Renée de Belleforière, marquise de Soyécourt, le 5 février 1682 avec Thimoléon Gilbert de Seiglière, Secrétaire du Roi en 1648, Conseiller au Parlement de Paris en 1674, Maître des Requêtes en 1676, marquis de Soyécourt, comte de Tilloloy. Joachim Adolphe de Seiglière et Joachim Charles de Seiglière, son fils, successivement marquis de Soyécourt. Camille de Soyécourt. Famille éteinte en 1794. - Origine : Marche et Auvergne |
|        | Maison de Senarpont - Senarpont - Blasonnement : D'azur à la tour d'argent,. - François de Senarpont (~1192). |
|        | Famille de Senlis et Le Bouteiller de Senlis - Blasonnement : Écartelé d’or et de gueules (plusieurs autres blasonnement). - Raoul Ier de Senlis (887), premier seigneur de Chantilly et d’Ermenonville. - Famille éteinte au XVIIe siècle. - Origine : Valois |
|        | Famille Sezille ou Sezylle. - Blasonnement : D'azur, au chevron d'argent, accompagné en chef de deux étoiles ou roses d'or et en pointe d'une coquille du même. - Origine : Soissonnais |
|        | Famille Soucanye de Landevoisin - Languevoisin-Quiquery - Blasonnement : D'azur à trois serres d'aigle d'argent. - Devise : « Je meurs ou je m'attache. » |
|        | Famille du Souich - Rubempré - Blasonnement : Ecartelé : aux 1 et 4 d'argent, à trois alérions de gueules ; aux 2 et 3 d'or (d'argent) à deux bandes de gueules.,. - Origine : Picardie |
| .      | Maison de Soyécourt - Tilloloy - Régnière-Ecluse - Blasonnement : D'argent fretté de gueules. - Cimier (XVIe siècle) : un évêque de carnation, la mitre et la chape de gueules, bordées et ornées d'or. - Supports (XVIe siècle) : deux maures au naturel, tortillés d'argent, vêtus, celui à dextre d'argent, celui à senestre d'or. - Devise : MODERATA DURANT (les choses modérées durent). - Seigneur de Soyécourt, de Mouy ; Président de la Chambre des comptes de Paris au XIVe siècle - marquis de Soyécourt, comte de Tilloloy. Famille éteinte par le mariage de Françoise de Soyécourt, en 1580 avec Ponthus de Belleforière. Le nom de Soyécourt fut accollé au nom de Belleforière et se transmit par mariage à la famille de Seiglière de Soyécourt en 1682. - Origine : Santerre |

| Accès direct dans l'index alphabétique de la liste                                                    |
| --- |
| A · B · C · D · E · F · G · H · I · J · K · L · M · N · O · P · Q · R · S · T · U · V · W · X · Y · Z |

### T
| Figure | Nom de la famille et blasonnement |
| ------ | --- |
|        | Famille de Tassart - Belloy-en-Santerre - Blasonnement : Écartelé aux 1 et 4 de sable, à la bande d'argent, chargée de trois coquilles de gueule, et au chef d'or, aux 2 et 3, à trois aigles éployées de sable, becquées et membrées de gueule. - Alias : Écartelé aux I et IV, de sable à la bande d'argent chargée de trois coquilles de gueules et au chef d'or; aux II et III, d'argent aux trois ailes éployées de sable, becquées et membrées de gueules. - Jean Tassart, seigneur de Belloy (1474) - Origine Lorraine |
|        | Famille Thierry de Doure - Blasonnement : D'azur au chevron d'or accompagnée de trois étoiles du même - Seigneur de Doure et de Génouville - Famille connue depuis 1521 et anoblie en 1732 - Origine : Picardie |
|        | Maison de Thourotte alias Torote, Thorote, Tourotte - Blasonnement : De gueules au lion d'argent. - Seigneur de Thourotte - Famille connue depuis le XIe siècle et éteinte par mariage au XIVe siècle. - Origine : Picardie |
|        | Famille Tillette de Mautort puis Tillette de Mautort de Clermont-Tonnerre - Blasonnement : D'azur au chevron d'or, au chef du même, chargé d'un lion léopardé de sable, lampassé et armé de gueules. - Variantes : D'azur au chevron d'argent, au chef du même, chargé d'un lion léopardé de sable, lampassé et armé de gueules. - Les branches de Buigny et de Woirel portent les mêmes armes, mais le chevron est accompagné de trois trèfles d'or ou de deux trèfles en chef et une coquille en pointe ; - La branche de Clermont-Tonnerre porte : écartelé. aux I et IV : TILLETTE DE MAUTORT, aux II et III : CLERMONT-TONNERRE. - Support : deux lions - Famille bourgeoise d'Abbeville connue depuis le début du XVe siècle - Mathieu Tillette, argentier d'Abbeville en 1527, auteur des différentes branches - Mathieu Tillette, seigneur de Buigny (1597) - Jean Tillette, seigneur de Saint-Maclou, anobli par Lettres patentes de 1668, maintenue noble en 1699 ; branche éteinte en 1926 - Pierre Tillette, écuyer, seigneur de Mautort, mayeur d'Abbeville, anobli en 1577 - Prosper-Abbeville Tillette de Mautort, baron de Mautort, député de la Somme et Eugène Tillette de Mautort, adoptés en 1816 par leur oncle maternel, Louis-François de Clermont-Tonnerre. - Origine : Ponthieu |
|        | Famille de Toutencourt - Toutencourt - Blasonnement : D'argent à trois fleurs de lis au pied nourri de gueules. - Seigneur de Toutencourt au XIIe siècle. Jean de Toutencourt (XVe siècle). - Origine : Amiénois |
|        | Famille de Trie - Trie-Château - Blasonnement : D'or à la bande d'azur. - Famille issue de la Maison de Chaumont-en-Vexin : Guillaume II « Aiguillon » de Chaumont dit « de Trie » (1 126). - Origine : Vexin |
|        | Famille Trudaine - Amiens - Blasonnement : D'or à trois daims (alias : cerfs) de sable. - Alias pour la branche de Tartigny : D'argent au saut. d'azur ch. de cinq billettes d'or. - Jean Trudaine, orfèvre, bourgeois de Paris (1518) - Jehan Trudaine, marchand tanneur à Amiens mort vers 1534 - Antoine Trudaine, seigneur de Roberval, Dreuil-lès-Amiens et Oissy par achat en 1609 - Antoine Trudaine, trésorier de France à Amiens en 1614. - Origine : Picardie - Paris |
|        | Famille de Tupigny - Blasonnement : D'azur à l'écusson d'argent, accompagné de huit (alias : neuf) coquilles du même. - Ancienne maison éteinte. |
|        | Maison Tyrel ou Tyrel de Poix - Poix-de-Picardie - Blasonnement : De gueules, à la bande d’argent de six croix recroisettées et fichées d’or, posées 3 et 3 - Autre blasonnement : Écartelé : aux 1 & 4, d’or, à un vol de gueules (Poix); aux 2 & 3, de gueules, à la bande d’argent, accompagnée de six croisettes recroisettées d’or, rangées en orle. - Devise : « Sine Timore » |

| Accès direct dans l'index alphabétique de la liste                                                    |
| --- |
| A · B · C · D · E · F · G · H · I · J · K · L · M · N · O · P · Q · R · S · T · U · V · W · X · Y · Z |

### U
| Figure | Nom de la famille et blasonnement |
| ------ | --- |
|        | Famille d'Urre, - Blasonnement : D'argent à la bande de gueules chargée en chef d'une (ou trois) étoile(s) d'or. - Tenants : deux sauvages. - Cimier : un sauvage. - Guy d'Urre (1200) - Treize branches dont l'une en Picardie. - Seigneur d'Arry, d'Hiermont, Clanleu, Bertronval - Origine : Dauphiné |

| Accès direct dans l'index alphabétique de la liste                                                    |
| --- |
| A · B · C · D · E · F · G · H · I · J · K · L · M · N · O · P · Q · R · S · T · U · V · W · X · Y · Z |

### V
| Figure | Nom de la famille et blasonnement |
| ------ | --- |
|        | Famille Vacquette - Blasonnement : D’argent à une fasce d’azur chargée de trois vaches d’or et accompagnée de trois molettes d’éperon de gueules. - Seigneurs de Cardonnoy (Le Cardonnois). Conseiller-Secrétaire du Roi en 1711. - Origine : Picardie |
|        | Famille Vaillant ou Vaillant de Villers-sous-Ailly et de Caumondel - Blasonnement : D’argent à un lion de sable armé et lampassé de gueules. - Blasonnement (branche de Crèvecœur) : D'argent à trois têtes de Maure de sable tortillées du champ. - Filiation établie depuis 1457. Famille reconnue noble en 1517. La branche de Caumondel s'est éteinte au XVIIIe siècle. La branche de Favières fit ses preuves pour les Chevau-Légers en 1753 et pour les Écuyers du roi en 1759. La branche de Crèvecœur, de Romainville et de La Pasture donna un Trésorier de France à Amiens au XVIII" siècle. - Origine : Picardie |
|        | Famille de Varennes - Varennes-en-Croix - Blasonnement : De gueules à la croix d'or. - Origine : Amiénois |
|        | Famille de Vaudricourt - Vaudricourt (Somme) - Blasonnement : De gueules au lambel de quatre pendants d'argent, à l'orle du même. - Famille citée en 1337. Filiation prouvée depuis le début du XVIe siècle. Seigneurs d'Allenay, Yvry, Laleu. - Origine : Ponthieu - Vimeu |
|        | Famille de Vaulx ou de Vaux - Vaux-Marquenneville - Blasonnement : D'argent à trois têtes de Maure de sable tortillées d'argent (du champ), - Autre blasonnement : D'argent à trois fasces de gueules. - Seigneurs d'Hocquincourt (XVIe siècle), de Bacquemont, etc. - Famille éteinte en 1535 par le mariage de Jeanne de Vaux, dame d'Hocquincourt avec François de Monchy - Origine : Vimeu |
|        | Famille Vaysse de Renneville - Blasonnement : - Ecartelé : aux I et IV, d'argent à trois étoiles de sable ; aux II et III, de gueules à trois fasces d'or. - Conseiller-Secrétaire du Roi en 1740. Seigneurs d'Allonville, Longueval et Renneville. - Origine : Quercy - Picardie |
|        | Maison de Vermandois - Blasonnement : Échiqueté d'or et d'azur. |
|        | Famille de Ville - Blasonnement : D'argent à la bande de gueules. |
|        | Famille de Villeneuve-Bargemont - Davenescourt - Blasonnement : De gueules fretté de six lances d’or, accompagnées de douze écussons du même semis dans les interstices ; sur le tout un écusson d’azur chargé d’une fleur de lys d’or. - En 1857, Gabrielle Marguerite de La Myre héritière du domaine de Davenescourt épousa le marquis Elzéas de Villeneuve-Bargemont - Origine : Provence |
|        | Maison de Villepoix - Beaucamps-le-Jeune - Blasonnement : D'azur à la croix ancrée d'or, cantonnée de quatre ancres d'argent. - Variante : De gueules à la croix ancrée d'or, cantonnée de quatre ancres d'argent., - Famille connue depuis Jean de Villepoix, chevalier (1234), fils de Gautier de Brettencourt. Filiation suivie depuis Colart dit Piot de Villepoix (1423). - Origine : Saint-Omer-en-Chaussée |
|        | Maison de Vismes - Vismes - Blasonnement :D'argent, au chevron de gueules, accompagné en chef de deux étoiles d'or * et en pointe d'un croissant du même. * Il y a là non-respect de la règle de contrariété des couleurs : ces armes sont à enquerre. - Variantes, : - Écartelé aux 1 et 4 d'or à trois bandes d'azur au chef du second semé de fleurs-de-lis du champ au 2 d'azur fretté d'or semé dans les claires-voies de fleurs-de-lis du même au 3 d'argent au chevron de gueules acc en chef de deux étoiles d'or et en pointe d'un croissant du même., - D'azur Fretté d'or au lambel de gueules de trois pendants chaque pendant chargé de trois fleurs-de-lis d'or, . de Vismes d'Airaines-Abbeville - Blasonnement : D'azur aux chevrons d'or accompagnés en chef de deux étoiles d'or (ou d'argent) et en pointe un cep de vigne au naturel - Cimier : une aigle éployée de sable - Tenants :deux anges au naturel - Devise : « J'aspire. » - Timbre : couronne de Prince du sang et de comte. - Origine : Ponthieu et Vimeu (Voir Noblesse d'Empire) |

| Accès direct dans l'index alphabétique de la liste                                                    |
| --- |
| A · B · C · D · E · F · G · H · I · J · K · L · M · N · O · P · Q · R · S · T · U · V · W · X · Y · Z |

### W
| Figure | Nom de la famille et blasonnement |
| ------ | --- |
|        | Famille de Warel - Blasonnement : D'azur au chevron, d'or accompagné de trois étoiles d'argent rangées en chef et d'un lion d'or posé en pointe. - Famille anoblie en 1735 - Origine : Soissonnais |
|        | Famille Warnier de Wailly - Abbeville - Blasonnement : D'argent au chevron d'azur accompagné en chef de deux étoiles de gueules et en pointe d'un lion du même. - Conseiller-secrétaire du roi en 1745 - Origine : Ponthieu - Boulonnais |
|        | Famille de Waroquier - Méricourt-l'Abbé - Blasonnement : D'azur à la main dextre appaumée d'argent posée en pal - Alias : Ecartelé aux I et IV ; aux II et III : d'argent à trois fleur de lys au pied nourri de gueules . - Filiation qui remonterait à 1240. Louis de Waroquier épousa Marie de Wignacourt et mourut en 1482. Leur fils Wast de Waroquier, seigneur de Méricourt marié à Anne du Molinet, mourut en 1537. François, écuyer, Secrétaire de la reine mère en 1577. René de Waroquier, secrétaire ordinaire de la Chambre du roi, épousa, en 1608 Françoise Hardy. Leur fils, François de Waroquier, écuyer, seigneur de Méricourt-l'Abbé, Président-Trésorier de France à Paris en 1636. - Origine : Rouergue |
|        | Famille de Wazières - Blasonnement : Écartelé aux I et IV : d'or à l'aigle bicéphale de gueules; aux II et III : d'or à l'ours de sable rampant contre un bâton écoté de gueules. - Famille anoblie en 1623 - Origine : Artois - Picardie |
|        | Famille de Wierre - Maison-Ponthieu - Blasonnement : D'azur aux trois lions d'or armés et lampassés de gueules. - Seigneur de Longpré. de Grandval et de Sercicourt. Filiation établie depuis 1550. - Origine : Ponthieu |
|        | Famille de Wignacourt - Vignacourt - Blason : D'argent à trois fleurs de lis au pied nourri de gueules posées 2 et 1,. - Autre blasonnement : D'azur à deux fasces d'or chaque fasce d'or chargé de trois aiglettes de sable,. - Huon, seigneur de Wignacourt (1209) - Plusieurs branches en Picardie, Artois, Champagne. - Origine : Picardie |
|        | Famille de Witasse et de Witasse de Thézy - Vermandovillers - Thézy-Glimont - - Blasonnement : D'azur à trois bandes d'or - Cimier : un lion issant d'or - Supports : deux lions - Pierre Witasse, seigneur de Hauteloge (1548) - Famille maintenue noble en 1700 sur preuves de 1530 - Jacques-Joseph de Witasse, admis aux écoles militaires en 1762, marié en 1780 à Henriette-Julie de Sacquespée, héritière du marquisat de Thézy. - Origine : Picardie |

| Accès direct dans l'index alphabétique de la liste                                                    |
| --- |
| A · B · C · D · E · F · G · H · I · J · K · L · M · N · O · P · Q · R · S · T · U · V · W · X · Y · Z |

### Y
| Figure | Nom de la famille et blasonnement |
| ------ | --- |
|        | Famille d'Y ou Dey ou Dy - Blasonnement : D'azur à trois chevrons d'or. - Robert d'Y ou Dy, receveur des tailles à Saint-Quentin et Michel d'Y, receveur des aides à Saint-Quentin, écuyers, (1491), - Seigneur de Seboncourt - Jean Dey, seigneur de Biarre (début XVIIe siècle). - Origine : Saint-Quentin |
|        | Famille d'Yaucourt - Yaucourt-Bussus - Blasonnement : D'or à trois aiglettes de sable becquées et membrées de gueules. - Hugues d'Yaucourt, dit de Beauflos, premier seigneur connu (1210). - Famille éteinte par mariage au milieu du XIVe siècle. - Origine : Ponthieu                                     |
|        | Famille d'Ypres (Van Ypres) - Blasonnement : De gueules à trois lions d'or accompagnés de huit fleurs-de-lis du même rangées en orle. |

## Liste des croisés de Picardie
| Image                            | Nom du(des) chevalier(s), blasonnement et devise | Titre(s) et domaine(s) d'origine                                                                                     | Commentaires |
| -------------------------------- | --- | --- | --- |
|                                  | d'Aboval, Hugues D'azur, à trois merlettes d'argent en chef. | Sire d'Aboval, chevalier, seigneur de Beauchamp                                                                      | Il assiste à la troisième Croisade, descendance quasi éteinte |
|                                  | d'Aigneville, Gauthier D'argent, à l'orle d azur | Seigneur d'Aigneville, chevalier.                                                                                    | il assiste à la septième croisade |
|                                  | d'Ailly, Gérard De gueules à deux branches d'alisier d'argent passées en double sautoir, au chef échiqueté d'azur et d'argent | Sire d'Ailly, chevalier.                                                                                             | il assiste à la septième croisade, descendance éteinte |
|                                  | d'Auxy, Hugues, Eustache, Philippe Échiqueté d'or et de gueules | Sires et barons d'Auxy, chevalier.                                                                                   | Hugues assiste à la troisième croisade ; Eustache sires d'Auxy et Philipe barons d'Auxy, assistent à la première croisade de saint Louis en 1267 |
|                                  | de Bailleul, Enguerran D'hermine, à l'écusson de gueules. | Chevalier. | Il figure dans certains actes comme chevalier de l'hôtel du roi. |
| Blason de la Famille de Canteleu | de Canteleu, Eustache "D'argent, à la fasce de gueules, chargée d'une gerbe d'avoine d'or." | Chevalier | Eustache donne en 1200, avant de partir en croisade, la dîme du fief de Duisans à l'Église d'Arras. Il meurt en 1204 à Constantinople, et en 1205 Gaucher de Châtillon, comte de Saint-Pol, et Élisabeth, sa femme, approuvent la donation de la dîme de Duisans, faite par Eustache de Canteleu à l'Église d'Arras. La seigneurie de Canteleu, aujourd'hui la commune de Canteleux en Pas-de-Calais, mais en 1200 beaucoup plus grand et au moitié en Picardie. |
|                                  | de Caumont, Guy. De gueules, semé de croix recroisettées au pied fiché d'or, à trois molettes d'éperon, de même, ou d'azur à deux lions d'or lampassés de gueules (alias lions léopardés). | ecuyer, sire de Caumont.                                                                                             | Il participe à la troisième croisade |
|                                  | de Caux, Engerran . D'azur à trois lions d'or. | chevalier. | Il participe à la troisième croisade |
|                                  | de Cayeux, Anseau, Eustache. Parti d'or et d'azur, à la croix ancrée de gueules. | chevaliers, sires de Cayeux, de Senarpont, du Hourdel.                                                               | Eustache, chevalier. Il prit part à la Croisade des Albigeois et fut tué devant Toulouse, en 1218. Anseau, chevalier. Il était au nombre des chevaliers qui assistèrent à la prise de Constantinople en 1202, leur descendance continue aujourd'hui |
|                                  | de Cresecques, Robert et Jean. D'azur, à deux tierces d'or ; au chef aussi d'or. | chevaliers | Robert, tué en Palestine en 1249, Jean, chevalier, maréchal de l'armée de Hongrie, tué à Nicopolis, en 1396 |
|                                  | de Domart, Robert, Gautiers, Bernard et Anseau. D'argent au chevron de gueules accompagné de trois merlettes de sable. . | chevaliers, sires et barons de Domart et de Saint-Leger                                                              | Anseau, accompagne le comte de Nevers en Hongrie, et assiste à la bataille de Nicopolis |
|                                  | d'Esquincourt, Regnier. De gueules à trois tours d'or. | chevalier | Croisé en 1291 |
|                                  | de Fontaine, Raoul, Aleaum, Eustaches. D'or à trois écussons de vair. | chevaliers, Sires de Fontaine                                                                                        | Aléaume assiste à la troisième Croisade ; Raoul assiste au siège d'Antioche en 1098 ; quant à Eustache, chevalier, il assiste à la première croisade. |
|                                  | de Franqueville, Jean. D'argent à trois forêts de gueules, au lambel d'azur en chef. | chevalier | Jean, assiste à la troisième croisade |
|                                  | de La chaussé d'Eu, Guillaume. D'azur semé de croissants d'argent à trois besants d'or. | chevalier | … |
|                                  | de La Haye, Guillaume et Jean. D'argent à une haie d'épine de sable | Guillaume, chevalier ; Jean écuyer                                                                                   | Leur descendance continue aujourd'hui |
|                                  | Le Roy, Guillaume. Tiercé en fasce, au 1 d'or au lion léopardé de gueules, au 2 de sinople et au 3 d'hermine | Guillaume, ecuyer, chevalier, seigneurs de Moyenneville et de Valanglart                                             | il est de la famille des Le Roy de Moyenneville, cette famille est d'extraction chevaleresque, à la différence des Le Roy de Valines qui fut anoblie en 1587, Guillaume fut chevalier et est de retour après la septième croisade, postérité inconnue |
|                                  | de Martainneville, Gillet. De gueules au sautoir engrêlé de sable * * Il y a là non-respect de la règle de contrariété des couleurs : ces armes sont fautives. | Chevalier, sire de Martaineville                                                                                     | … |
|                                  | de Monchy, Drogon I et Drogon II. De gueules à trois maillets d'or | Chevaliers, sires de Monchy Lagache                                                                                  | Drogon I, chevalier, assiste au siège d'Antioche en 1098, Drogon II, chevalier, prend part à la seconde croisade. |
|                                  | de Noyelle, Jacques. De gueules à trois jumelles d'argent. | Chevalier, seigneur de Noyelle et de Wion                                                                            | … |
|                                  | d'Occoche, Gauthier. D'argent à la fasce de gueules accompagnée en chef de trois coqs rangés de sable crêtés et barbés du second soutenus de la fasce | Chevalier, sire d'Occoche, seigneur de Manchicourt                                                                   | … |
|                                  | de Ponthieu, Guy II, Jean I, Guillaume II. d'or aux trois bandes d'azur à la bordure de gueules | Chevalier, Comtes et souverains de Ponthieu, Comtes de Montreuil                                                     | Jean, comte, tué au siège de Ptolémaïs en 1191 ; Guillaume II, comte, prend part à la croisade contre les Albigeois en 1210 ; Guy II, comte, se croisa avec Louis le Jeune et mourut de maladie en 1147 à Éphèse |
|                                  | de Rambures, André et Jean. De gueules à trois fasces d'or (armes anciennes) | Chevaliers, sires de Rambures                                                                                        | Jean participe au siège de Saint-Jean-d'Acre en juin 1191. |
|                                  | de Sant Riquier, Robert. D'azur semé de fleurs de lys d'or, au chef d'argent | Chevalier, Vidame de St Riquier, seigneur de Cumont                                                                  | … |
|                                  | de Saint Valery, Gautier et Bernard I, Bernard II. D'azur fretté d'or entre-semé de fleurs de lys du second | Chevaliers, Sires de Saint-Valery, de Pendé                                                                          | Gautier et Bernard I vont à la première croisade et assistent tous deux au siège de Nicée ; Bernard II assiste à la troisième croisade en 1190. |
|                                  | de Saint Blimond, Guy D'or au sautoir engrêlé de sable | chevalier, seigneurs de Saint Blimond                                                                                | … |
|                                  | de Vismes, Raoul I et Guillaume I, Raoul II, Odon D'azur fretté d'or entre-semé de fleurs de lys du second, ou D'azur fretté d'or entre-semé de fleurs de lys du second et d'argent, au chevron de gueules, accompagné en chef de deux étoiles d'or et en pointe d'un croissant du même (cette dernière variante est celle des armes de la seigneurie de Vismes), | chevaliers, sires de Vismes, seigneurs de Longvilliers, de Lomprez, Guillaume sire de Vismes seigneur d'Humbercourt. | Raoul et Guillaume, chevaliers, assistent à la cinquième croisade, seule leur descendance continue de nos jours |
|                                  | de Yaucourt, Mathieu, Thomas, Regnier, D'or à trois aiglettes de sable, becquées et membrées de gueules. | chevaliers, sires de Yaucourt et de Beauflos                                                                         | Mathieu, figure avec cinq compagnons parmi vingt-et-un chevaliers et écuyers qui, avec soixante-dix-sept compagnons, louent à André Pignolo et Franceschini Spirolo, Vénitiens, patrons du vaisseau la Sainte-Croix |

## Noblesse d'Empire en Picardie
| Figure | Nom de la famille et blasonnement |
| ------ | --- |
|        | Augustin Marie d'Aboville (21 avril 1776 - La Fère † 19 janvier 1843 - Paris), Colonel du 3e régiment d'artillerie, colonel (10 juillet 1806), général de brigade (9 juillet 1809), Baron de l'Empire (5 octobre 1808), commandant l'École d'Artillerie de La Fère (1809-1814, 1815), député du département de l'Aisne (25 février 1824 - 1827), Légionnaire (25 mars 1804), puis Officier (14 mai 1807), puis Commandant de la Légion d'honneur (5 août 1814), Chevalier (27 juin 1814), puis Commandeur de l’ordre royal et militaire de Saint-Louis (11 mars 1815), De pourpre, au château d'or, flanqué de deux tours du même, maçonné, ouvert et ajouré de sable, la tour à dextre sommée d'un mât d'or portant un pavillon de sinople, chargé des lettres N L G (Napoléon Le Grand) d'or ; au canton des Barons militaires de l'Empire brochant. |
|        | François Charles Absolut de La Gastine (6 janvier 1751 - Ham † 26 février 1814- La Villeneuve-en-Chevrie), Élève à l'école du génie (1770), ingénieur ordinaire (1772), Capitaine du génie (1783), Chevalier de Saint-Louis (« Décoration militaire », le 28 janvier 1791), à l'Armée de la Moselle (1792 - 1793), Sambre-et-Meuse (1794), Chef de bataillon (1er septembre 1794), Chef de brigade (colonel 8 novembre 1794), Directeur des fortifications de Neuf-Brisach (1801), Cantonnement de Brest (1805), bénéficiaire d'une dotation (4 000 francs) sur les biens réservés de Westphalie (17 mars 1808), Directeur des fortifications de Sarrelouis (1810), Baron de la Gastine et de l'Empire (lettres patentes du 24 juin 1808), Chevalier de la Légion d'honneur (11 décembre 1803), Officier (14 juin 1804), Commandeur de la Légion d'honneur (8 mars 1807), Coupé : au I, d’or chargé à dextre d’un canton d’azur à une tour d’or, ouverte et maçonnées de sable, et à senestre au franc-quartier des Barons militaires de l'Empire ; au II, de gueules à une croix pattée d’or accompagnée en chef de deux molettes d’argent et en pointe d’un croissant de même. |
|        | Charles Nicolas d'Anthouard de Vraincourt (ou Danthouard) (7 janvier 1773 - Verdun (Meuse) † 14 mars 1852 - Paris), général de division, Commandant de la Légion d’honneur (décret impérial du 11 juillet 1807), puis, Grand officier de l'Ordre royal de la Légion d’honneur (ordonnance du 29 juillet 1814), puis, grand-croix (décret du 1er mai 1831), Chevalier de Saint-Louis (ordonnance du 8 juillet 1814), Commandeur de l’Ordre de la Couronne de Fer (septembre 1813), Pair de France (19 novembre 1831), Comte de l'Empire (lettres patentes du 15 août 1809), - - Sous l'Ancien Régime : Coupé: au 1, d'azur, à la fasce d'argent, chargée de trois roses de gueules ; au 2, d'or, à trois écrevisses de gueules, posées en pals, rangées en fasce. - Armes de Comte de l'Empire : Écartelé : au I, du quartier des comtes militaires de l'Empire ; au II, coupé : a) de gueules, b) d'azur à trois roses d’or rangées en fasce ; au III, d’or à la pyramide de sable, surmontée d’une étoile d’azur ; au IV, d’or à trois écrevisses de gueules posées en pal et rangées en fasce. Toque de comte de l'Empire, insignes de Commandant de la Légion d’honneur et de Commandeur de l’Ordre de la Couronne de Fer. - Sous la monarchie de Juillet : Écartelé : aux 1 et 4, d'or, à trois écrevisses de gueules, posées en pals, rangées en fasce ; au 2, coupé, de gueules plein, sur azur à trois roses rangées d'or; au 3, d'or, à une pyramide de sable, surmontée d'une étoile d'azur. Couronne et manteau de comte-pair, insignes de Grand-croix de la Légion d'honneur. |
|        | Henri François Marie Charpentier (23 juin 1769 - Soissons 14 octobre 1831 - Oigny-en-Valois), général de division (16 février 1804), Comte de l'Empire (14 février 1810), Grand officier de la Légion d'honneur (27 décembre 1814), Grand-croix de l'Ordre de la Réunion (19 novembre 1813), Chevalier de l'Ordre royal et militaire de Saint-Louis (8 juillet 1814), D'azur, au chevron d'or, accompagné en chef de deux colombes affrontées d'or et en pointe d'un croissant du même, au chef de gueules, chargé de trois étoiles d'argent ; au canton des comtes militaires brochant. |
|        | Charles François Dulauloy (9 décembre 1764 - Laon † 30 avril 1832), général de brigade (à titre provisoire le 10 décembre 1794, confirmé le 4 mars 1795 avec effet rétroactif), général de division (27 août 1803), Chevalier Dulauloy et de l'Empire (9 mars 1810), puis, Comte de Randon et de l'Empire (13 février 1811), Grand cordon de l’Ordre royal de la Légion d'honneur (17 janvier 1815), Grand-croix de l'Ordre de la Réunion (3 avril 1813), Chevalier de l’Ordre royal et militaire de Saint-Louis (1er juin 1814), Chevalier de l'Ordre de la Couronne de Fer (2 avril 1814), conseiller d'État (5 décembre 1813), chambellan de l'Empereur (7 décembre 1813), pair de France (2 juin 1815 (Cent-Jours)), D'azur, à la fasce d'or, chargée d'un cœur de gueules, et accompagnée en chef d'une épée d'argent la pointe en bas, accostée de deux gerbes d'or, liées du même, et en pointe d'une ancre d'argent ; au canton des comtes militaires brochant. |
|        | Louis Friant (18 septembre 1758 - Morlancourt † 24 juin 1829 - Château de Gaillonnet, Seraincourt), général de brigade (à titre provisoire le 3 août 1794, confirmé le 13 juin 1795), général de division (à titre provisoire le 4 septembre 1799, confirmé le 6 septembre 1800), 1er comte Friant et de l'Empire (5 octobre 1808), chambellan de l'Empereur (1813), colonel des Grenadiers à pied de France (18 juillet 1814 - 21 mars 1815), colonel en premier des Grenadiers à pied de la Vieille Garde Impériale (21 mars 1815 - août 1815), pair de France (2 juin 1815 (Cent-Jours), Grand aigle de la Légion d'honneur (27 décembre 1805), Coupé: au 1, parti du quartier des comtes militaires de l'Empire et de gueules, à une pyramide d'or, maçonnée de sable; au 2, de sable, à quatre têtes de cheval d'argent, 2 et 2., |
|        | Louis Charles Vincent Le Blond de Saint-Hilaire (4 septembre 1766 - Ribemont † 3 juin 1809 - Vienne (Autriche), des suites de ses blessures reçues à la bataille d'Essling, inhumé au Panthéon (1810)), général de brigade (à titre provisoire le 26 septembre 1795, confirmé le 25 septembre 1796), général de division (27 décembre 1799), comte de Saint-Hilaire et de l'Empire (lettres patentes du 27 novembre 1808), Grand officier (décret du Premier Consul du 25 prairial an XII : 14 juin 1804), puis, Grand aigle de la Légion d'honneur (décret impérial du 26 décembre 1805), Commandeur de l'Ordre de la Couronne de Fer (décret impérial du 26 décembre 1805), Coupé : au 1, parti du quartier des comtes militaires de l'Empire et d'or, au croissant de gueules, accompagné de trois merlettes mal-ordonnées de sable ; au 2, d'hermine, à la barre de gueules, chargée de trois molettes (ou étoiles à cinq rays) d'argent. |
|        | Claude-Juste-Alexandre Legrand (22 février 1762 - Le Plessier-sur-Saint-Just † 8 janvier 1815 - Paris, inhumé au Panthéon), général de brigade (20 septembre 1793), général de division (20 avril 1799), Comte Legrand et de l'Empire (10 mars 1808, lettres patentes du 2 juillet 1808), Commandant (13 juin 1804), puis Grand aigle de la Légion d'honneur (7 janvier 1806), Chevalier de l'Ordre royal et militaire de Saint-Louis (27 juin 1814), Grand-croix de l'Ordre du mérite militaire de Charles-Frédéric de Bade, sénateur (1813-1814), Pair de France (4 juin 1814), D'argent au cheval cabré de sable ; à la fasce de gueules, chargée d'une étoile rayonnante d'or, brochant sur le tout ; au canton des comtes militaires brochant. |
|        | Pierre d'Autancourt, puis Dautancourt (28 février 1771 - Montigny-sous-Marle † 1er janvier 1832 - Nevers), Chef d'escadron (26 germinal an XII : 16 avril 1804), Général de brigade (20 novembre 1813), Chevalier de l’Empire (lettres patentes du 20 août 1808), Baron de l'Empire (lettres patentes du 26 avril 1810), Légionnaire (décret impérial du 26 prairial an XII : 14 juin 1804), puis Officier (décret impérial du 8 germinal an XIII, puis, Commandant de la Légion d'honneur (décret impérial du 27 février 1814), décoré de l’Ordre militaire Virtuti Militari de Pologne (ou du Duché de Varsovie, par décret du 26 novembre 1810), - - Armes de Chevalier de l’Empire : Tiercé en fasce : de sable à une tour d'argent crénelée de trois pièces, ouverte et maçonnée de gueules; de gueules au signe des chevaliers légionnaires ; et d'azur au cheval galopant d'or. - Armes de Baron de l’Empire : Écartelé : au 1er, de sable à la tour d'argent crénelée de trois pièces, ouverte et maçonnée de gueules ; au 2e, du quartier des Barons militaires de l'Empire, au 3e, d'azur au cheval galopant d'or; au 4e, d'or à deux lances polonaises de sable en sautoir, au pennon coupé d'argent et de gueules, cantonnées en chef et en flanc de trois molettes de sable, et en pointe d'un fer à cheval d'azur clouté du champ. |
|        | Auguste Jean-Gabriel de Caulaincourt (1777 † 1812), commandeur de la Légion d'honneur, Baron de l'Empire (1808), général de division (1809), Coupé : au I parti, a, de sable à deux écots, passés en sautoir, accompagnés en chef de trois étoiles, le tout d'or, et en pointe d'un croissant d'argent, le tout de gueules, b, du franc-quartier des Barons militaires de l'Empire ; au II d'azur, à une main d'or, ailée d'argent, tenant une épée du même en pal. [réf. nécessaire] (Trois sources donnent : De sable coupé d'or, le coupé d'or chargé d'un sauvage de gueules appuyé sur une massue de sable et portant sur le poing dextre un coq de sable, franc quartier de baron sorti de l'armée.) |
|        | Armand Augustin Louis de Caulaincourt (1773 † 1827), Général de division (1805), Grand Écuyer de l'Empereur, Maréchal d'Empire (1804), Duc de Vicence (1808), ministre des relations extérieures, Sous le chef des Ducs de l'Empire : Coupé de sable et d'or, l'or chargé d'un sauvage de gueules, armé d'une massue de sable et tenant sur sa main droite un coq du même. |
|        | Gabriel Louis de Caulaincourt (15 novembre 1749 - Leschelle † 27 octobre 1808 - Paris), Marquis de Caulaincourt, Comte de l'Empire (24 avril 1808), maréchal de camp (9 mars 1788), lieutenant-général (1er février 1792), Chevalier de l’Ordre royal et militaire de Saint-Louis (14 janvier 1772), sénateur (1er février 1805 - 27 octobre 1808), - - Armes du marquis de Caulaincourt sous l'Ancien Régime : - D'or, au chef de sable. Ou : - - - De sable, au chef d'or. - Armes de comte de l'Empire : Coupé de sable et d'or, l'or chargé d'un sauvage de gueules, armé d'une massue de sable et tenant sur sa main droite un coq du même ; au canton brochant des Comtes Sénateurs. |
|        | Maximilien Sébastien Foy (1775 † 1825), général de brigade (1808) puis général de division (1810), Baron d'Empire (1810) puis Comte d'Empire (1815), Grand officier de l'Ordre de la Légion d'honneur (1814), Chevalier de Saint-Louis (1814), D'azur semé d'étoiles d'argent, à la barre de même chargée de trois tourteaux de sable ; au canton des Barons militaires de l'Empire brochant sur le tout. |
|        | Jean-Baptiste Joseph Delambre (19 septembre 1749 - Amiens † 19 août 1822 - Paris), astronome, mathématicien, géodésien, associé géomètre de l'Académie des sciences (1792), puis secrétaire pour les sciences mathématiques (1800), inspecteur général des études (1802), chaire d'astronomie du Collège de France (1807), membre du conseil de l'Université (1808-1815), directeur de l'observatoire de Paris (1804-1822), Chevalier de l'Empire (10 septembre 1808), Baron de l'Empire (24 août 1811), Légionnaire, puis Officier de la Légion d'honneur (1821), - - Armes de Chevalier de l'Empire : De sable à la fasce de gueules chargée du signe des Chevaliers, accompagnée en chef d'étoiles d'argent sans nombre et sans ordre, parmi lesquelles deux plus grandes, dont l'une est cantonnée à dextre au chef ; et en pointe d'un globe terrestre d'or et d'argent, ceint d'un méridien de sable ; et pour livrées les couleurs de l'écu. - Armes de Baron de l'Empire : De sable, semé d'étoiles d'argent en chef, et un globe terrestre du même en pointe, ledit globe entouré d'un annelet de sable en direction verticale ; au canton des Barons tirés des Corps Savants brochant., |
|        | Dominique François Xavier Félix (29 novembre 1763 - Vézelise † 7 décembre 1839 - Vailly-sur-Aisne), général de brigade (8 mars 1793), adjoint au ministre de la Guerre (4 février 1793 - 18 avril 1793), maître des requêtes au Conseil d'État (22 décembre 1807), baron de l'Empire (lettre patente du 28 mars 1810), Légionnaire (4 germinal an XII), puis Officier (22 décembre 1807), puis Commandeur (24 janvier 1814), puis Grand officier de la Légion d'honneur (ordonnance royale du 1er novembre 1828), Chevalier de l'Ordre de la Couronne de fer, Chevalier de l’Ordre royal et militaire de Saint-Louis (28 juin 1814). - - Armes : Parti, au premier d'or à l'épée haute en pal d'azur au comble du second, chargé de deux étoiles d'argent ; au deuxième coupé des barons pris dans notre Conseil d'État ; et d'azur à un tube de canon en pal entre deux bombes, le tout d'or. |
|        | Michel Ordener (2 septembre 1755 - L'Hôpital † 30 août 1811, Compiègne, inhumé au Panthéon (caveau II)), général de brigade (29 août 1803), général de division (25 décembre 1805), Commandant de la Légion d'honneur (1804), sénateur (1806), Commandant de la Légion d'honneur (1804), Commandeur de l'Ordre de la Couronne de fer (1806), Comte de l'Empire (20 décembre 1808), premier écuyer de l'Impératrice (1806), gouverneur du Palais de Compiègne (1809), Écartelé : au I, du quartier des Comtes Sénateurs ; au II, d'or à la tête de cheval de sable ; au III, d'or au pont à trois arches mouvant des flancs, soutenu d'une mer d'argent, la deuxième arche chargée d'un écusson d'or à la lettre "L" de sable ; au IV, d'azur au sabre de cavalerie d'argent garni d'or en pal., |
|        | Jean Mathieu Philibert Sérurier (8 décembre 1742 - Laon † 21 décembre 1819 - Paris, inhumé aux Invalides), général de brigade (à titre provisoire le 25 juin 1793, confirmé le 22 août 1793), général de division (à titre provisoire le 22 décembre 1794, confirmé le 13 juin 1795), maréchal de l'Empire honoraire (18 mai 1804), maréchal de France honoraire (1er janvier 1819, comte Sérurier et de l'Empire (8 mai 1808), Légionnaire (2 octobre 1803), puis, Grand officier (14 juin 1804), puis, Grand aigle de la Légion d'honneur (2 mai 1805), Chevalier (30 juillet 1781), puis, Grand-croix de l’Ordre royal et militaire de Saint-Louis (30 septembre 1818), Grand Dignitaire de l'Ordre de la Couronne de Fer, Sénateur (27 décembre 1799 - 1814, vice-président du Sénat Conservateur (22 décembre 1802), gouverneur des Invalides (23 avril 1804 - 27 décembre 1815), commandant général de la Garde nationale de Paris (3 septembre 1809 - 22 avril 1814), Pair de France (4 juin 1814, 2 juin 1815 (Cent-Jours), rayant de la chambre des pairs (juillet 1815), comte-pair le 31 août 1817, lettres patentes du 14 avril 1818), - - Armes de Comte de l'Empire : De gueules, au lévrier assis d'argent ; au canton des Comtes Sénateurs brochant. - Armes du comte-Pair de France sous la Restauration : De gueules, au lévrier assis d'argent, colleté et terrassé de sable., |
|        | Léon de Vismes, sous-préfet du Premier Empire, baron de l'Empire, D'azur au chevron de gueules accompagné en chef de deux étoiles d'or et en pointe d'un croissant de même, au canton des Barons Sous-préfets brochant. |
|        | Jacques François Laurent Devisme (10 août 1749, à Laon † 2 février 1830, à Laon), député du Tiers-états aux États généraux de 1789, Président du Corps législatif (an X), Membre de la chambre des représentants (Cent-Jours), Chevalier de la Légion d'honneur (4 frimaire an XII), Chevalier de l'Empire (27 février 1809), Parti le premier d'azur au chevron de gueules accompagné en chef de deux étoiles d'or et en pointe d'un croissant de même ; le deuxième d'azur à la fasce d'or, somé d'une pyramide de gueules maçonnée de sable accostée de deux étoiles d'or accompagnée en pointe d'un mouton passant d'argent tenant une bannière de même sur le penon sur laquelle une croix de sable, champagne de gueules aux insignes des Chevaliers légionnaires et pour livrée les couleurs de l'écu |
|        | Famille de Vismes (branche d’Empire), (Vismes) Léon de Vismes, ecuyer, sous-préfet, baron de l'Empire, en 1809 et 1814 , - Blasonnement : D'azur au chevron de gueules accompagné en chef de deux étoiles d'or et en pointe d'un croissant de même, au canton des Barons Sous-préfets brochant. Valéry de Visme (né le 26 mars 1760 à Laon), sous-préfet de Vervins, membre du collège électoral de l'Aisne, baron de l'Empire (décret du 2 janvier 1814, lettres patentes du 24 janvier 1814 signées aux Tuileries), Titre de baron accordé par décret du 2 janvier 1814, à Valery de Visme. Les Tuileries (24 janvier 1814)Écartelé, au premier et quatrième de sinople au lévrier rampant d'or, accolé d'argent ; au deuxième des barons membres de collège électoral ; au troisième d'argent au chevron d'azur accompagné de trois mouchetures d'hermines, de sable. - Livrées : les couleurs de l'écu, le verd en bordure seulement Jacques François Laurent Devisme (1749 † 1830), député du Tiers-états aux États généraux de 1789, chevalier de l'Empire 1809, Titre de chevalier accordé à Jacques, François, Laurent Devisme, à la suite du décret du 5 frimaire an XII le nommant membre de la Légion d'honneur. Paris (24 février 1809)Parti, le premier d'azur au chevron de gueules accompagné en chef de deux étoiles et en pointe d'un croissant montant le tout d'or ; le deuxième d'azur à la fasce d'or sommée d'une pyramide de gueules maçonnée de sable, accostée de deux étoiles d'or et accompagnée en pointe d'un mouton passant d'argent, tenant une bannière de même sur le pennon de laquelle est une croix de sable ; champagne de gueules au signe des chevaliers. - Livrées : les couleurs de l'écu |

## Pour approfondir

#### Ouvrages généraux
- Père Anselme et F. Honoré Caille du Fourny, Histoire généalogique de la maison royale de la France et des grands officiers de la couronne, 1674 - Paris, Compagnie des Libraires associés, 1738 (2 volumes 4 tomes) [lire en ligne]
- François-Alexandre Aubert de La Chenaye-Desbois, Dictionnaire de la noblesse, Paris, 1866 [lire en ligne]
- André Borel d'Hauterive, Annuaire de la Noblesse de France et des Maisons souveraines de l'Europe, éditions de 1855, 1865, 1883, 1914
- Gustave Louis Chaix d'Est-Ange, Dictionnaire des familles françaises anciennes ou notables à la fin du XIXe siècle, Évreux, impr. de C. Hérissey, 1903-1929 (ouvrage inachevé de A à G en 20 volumes) [lire en ligne].
- Camille-Philippe Dayre de Mailhol, Dictionnaire historique et héraldique de la noblesse française, Olms, 2001 (1re éd. 1895) (ISBN 3487112450).
- (it) Pierre Paul Dubuisson, Armorial des principales maisons et familles du royaume, de Paris et de l'Île de France, Milan, Edizioni Orsini de Marco, 1757 (réimpr. 2007) (ISBN 978-88-7531-088-2, BNF 41394943)
- Henri Jougla de Morenas, Grand Armorial de France,  catalogue général des armoiries des familles nobles françaises, Paris, Les Éditions héraldiques, 1934-1952.
  - tome I: Van des Aa à Bataillon, 1934 (lire en ligne);
  - tome II : La Batardie à Coëtlogat de Clegrio, 1938 (lire en ligne);
  - tome III : Coëtlogat de Clegrio à de Fieubert, 1935 (lire en ligne);
  - tome IV : des Fieux à de Martimprey, 1939 (lire en ligne);
  - tome V : Martin à de Richaud, 1948 (lire en ligne);
  - tome VI : Richaudeau à Zylof de Steenbourg et de Wynde, 1948 (lire en ligne);
  - tome VII : d'Abadie de Nodrest à de Zoller, 1952 (lire en ligne);
- Jean-Baptiste-Pierre Jullien de Courcelles, Dictionnaire universel de la Noblesse de France (1820-1822)
  - 3 Dictionnaire universel de la Noblesse de France A - M,
  - 1 Dictionnaire universel de la Noblesse de France M - Z,
  - 4 Dictionnaire universel de la Noblesse de France tome 4,
  - 5 Dictionnaire universel de la Noblesse de France tome 5.
- Jean-Baptiste-Pierre Jullien de Courcelles, Histoire généalogique et héraldique des pairs de France : des grands dignitaires de la couronne, des principales familles nobles du royaume et des maisons princières de l'Europe, précédée de la généalogie de la maison de France, vol. 12 (Détails des éditions).
- Jean-Baptiste-Pierre Jullien de Courcelles Dictionnaire des généraux français, 2 Lire en ligne,
- Pierre-Louis Lainé, Archives généalogiques et historiques de la noblesse de France ou recueil de preuves, Paris, 1828-1850
- Henry Henri James Gabriel de Milleville (sous la direction de), Armorial historique de la noblesse de France, Paris, Auguste Vaton, 1845 [lire en ligne].
- Louis Moréri, Grand Dictionnaire historique, ou Le mélange curieux de l'histoire sacrée et profane, 1740 [lire en ligne]
- Jean-Baptiste Rietstap, Armorial général, t. 1 et 2, Gouda, G.B. van Goor zonen, 1884-1887 − Compléments sur www.euraldic.com & « Région Picardie », sur genealogie.com
- F. de Saint-Simon et E. de Séréville, Dictionnaire de la noblesse française, 1975, page 102.
- Nicolas Viton de Saint-Allais, Nobiliaire universel de France, 1874

#### Ouvrages sur la Picardie
- Preuves de noblesse des gentilshommes de la généralité d'Amiens faite en exécution de la déclaration du roy du 4 septembre 1696. [GeneaNet lire en ligne]
- René de Belleval, Trésor généalogique de la Picardie, Amiens, Herment.
  - tome I: Trésor généalogique de la Picardie, 1859 (lire en ligne);
  - tome II : Trésor généalogique de la Picardie, 1860 (lire en ligne);
  - Nobiliaire de Ponthieu-Vimeu, 1861
  - Les Sceaux de Ponthieu, 1861
- André Borel d'Hauterive, Armorial de la généralité d'Amiens : Artois et Picardie (d’après les manuscrits de d’Hozier), 1856
- Jacques Chevillard, Nobiliaire de Picardie, Paris, Dentu, 1866
- Louis-Paul Colliette, Mémoire pour servir l'histoire ecclésiastique, civile et militaire de la province de Vermandois, Cambrai, Samuel Berthoud, imprimeur, 1772.
- M. Cuvillier-Morel d'Acy, archiviste-généalogiste, Histoire généalogique et héraldique sur la Maison des Tyrel, sires puis princes de Poix, et sur les familles de Moyencourt et de Poix, 1030 - 1869, Paris, Rouge frères, Dunon et Fresné, janvier 1869. Texte en ligne
- René Debrie (sous la direction de), La Picardie, Paris, Les Éditions d'Organisation, 1981  (ISBN 2 - 7 081 - 0 422 - 5)
- Jean Estienne et Mireille Louis, Armorial du département et des communes de la Somme, Abbeville, F. Paillart, 1972
- Robert Fossier (sous la direction de), Histoire de la Picardie, Toulouse, Privat, 1974, 458 p.
- Lucien Groué, Aux confins de la Picardie, ed. 1992
- Charles d'Hozier, Armorial général de France : dressé en vertu de l'édit de 1696, vol. XXVI (Picardie).
- Alfred de Hauteclocque, Notice historique et généalogique sur la maison de Hauteclocque (1163-1901), Abbeville, C. Paillart, 1901. [lire en ligne]
- Louis-Eugène de La Gorgue-Rosny, Recherches généalogiques sur les comtés de Ponthieu, de Boulogne, de Guînes, 1875.
- P. Lamy, Histoire de la Picardie (Somme, Aisne, Oise, partie du Pas-de-Calais), Les Éditions du Bastion, 1982 réédition de l'ouvrage de 1825
- Francis de Rambures, La Maison de Rambures : Histoire et généalogie éd. de Chivré, 2006  (ISBN 2-916043-07-1)
- Paul Roger, Noblesse et chevalerie du comté de Flandre, d'Artois et de Picardie, Amiens, Impr. Duval et Herment, 1843 (lire en ligne). .
- Robert de Saint-Loup, Armorial de Flandre Artois et Picardie, 1994
- Société des antiquaires de Picardie, Mémoires, 1858
- J. H. Willems, H. Lamant, Jean-Yves Conan, Armorial français ou Répertoire alphabétique de tous les blasons et notices, 1980, vol. 12
- Jean-Marie Wiscart, La Noblesse de la Somme au XIXe siècle, Amiens, Encrage Édition, 1994  (ISBN 2 - 906 389 - 52 - 8).